# Arte sefardí

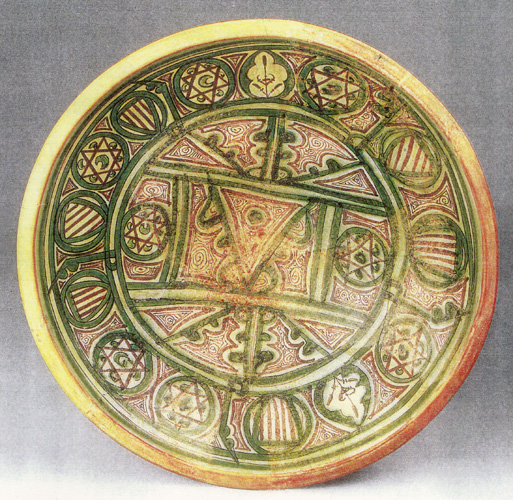
Plato judeoespañol con las barras de Aragón y estrellas de David, loza dorada,.

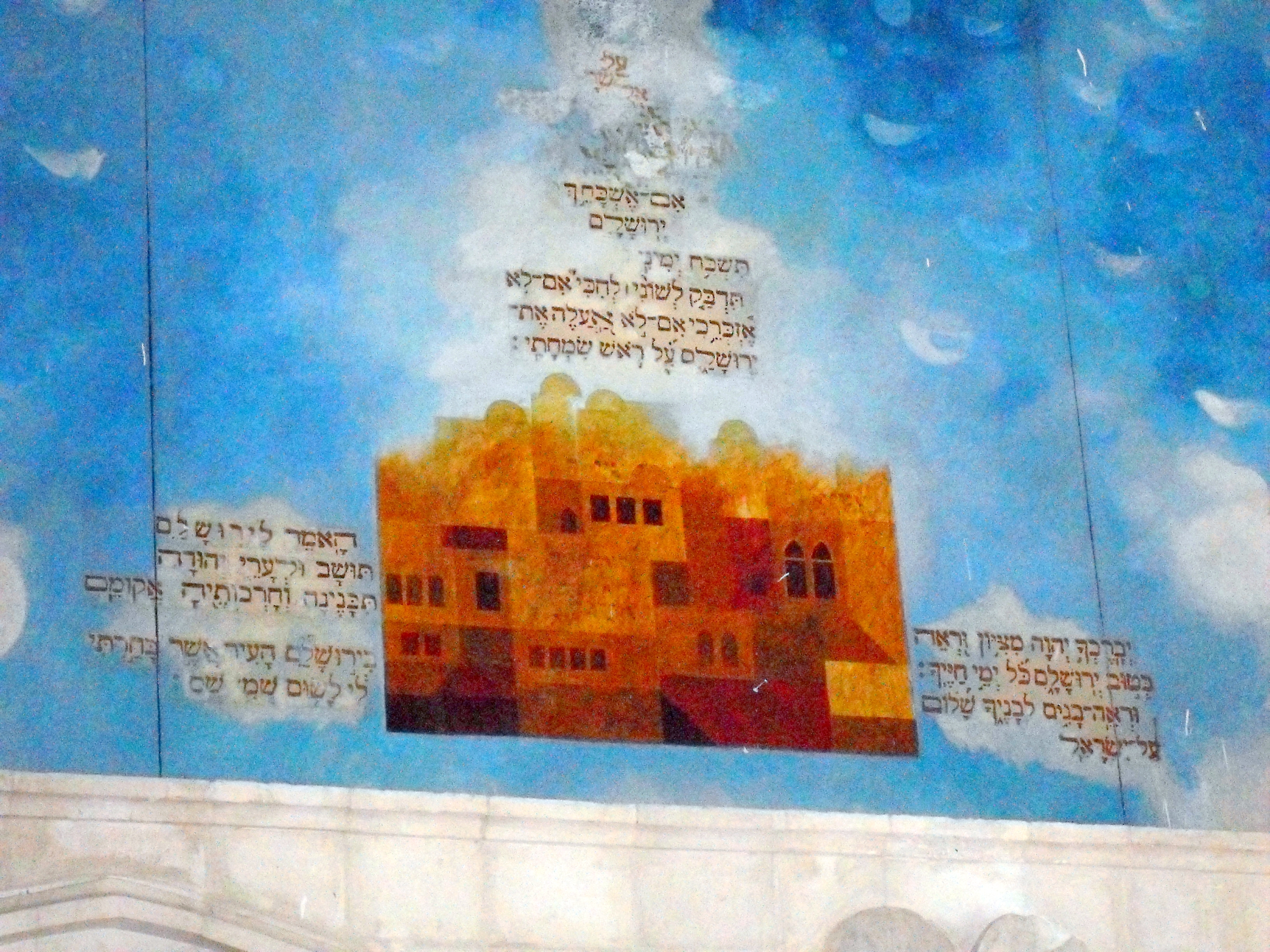
Pintura mural con la Ciudad de Jerusalén y versículos bíblicos hebreos: Salmos 137:5-6 (superior); Salmos 128:5-6 (derecha); Isaías 44:26 y 1 Reyes 11:36 (izquierda). Complejo Sinagogal Sefardí, Jerusalén.

Sefarad (ספרד) es el nombre hebreo de España. El arte sefardí o judeo-español es el arte de las comunidades de judíos sefardíes dispersas por toda la cuenca mediterránea (Marruecos, Argelia, Egipto, Italia, Grecia, los Balcanes, el Imperio turco), algunas zonas del norte de Europa (especialmente Ámsterdam) y el continente americano a raíz de las expulsiones de España en 1492 y Portugal en 1496.
La expresión sefardí también se usa para referirse al arte de los judíos que habitaron los reinos hispano-cristianos medievales. Esas comunidades produjeron manuscritos miniados de extraordinaria originalidad, entre los que se destacan las biblias y hagadot.
El arte sefardí presenta algunos puntos de convergencia con el arte asquenazí, dado que ambos desarrollaron singulares tipologías sinagogales y objetos provistos de características estéticas que a menudo trascienden las meras funciones rituales o litúrgicas del judaísmo. Con todo, las manifestaciones artísticas en cuestión presentan ciertas peculiaridades propias de cada grupo y responden a la tradición, el rito y la liturgia de cada uno de ellos. La caligrafía hebrea sefardí, por ejemplo, posee caracteres redondeados que son bien distintos a aquellos que tienden a ser casi cuadrados en el arte asquenazí; y mientras que los motivos islámicos e hispanos no son ajenos al arte sefardí, el arte asquenazí presenta otros que provienen de las culturas germánicas y eslavas.
Por razones religiosas (especialmente el aniconismo), las artes figurativas no fueron desarrolladas en el arte judío hasta el siglo XIX. La arquitectura el vehículo de expresión plástica más importante. Además de la arquitectura popular de las juderías, el edificio emblemático del arte judeo-español es la sinagoga. Entre las sinagogas más importantes construidas en la España medieval estuvieron la Sinagoga Mayor o Ibn ben Shushán y la Sinagoga del Tránsito, ambas en Toledo, así como también la Sinagoga de Córdoba.
La sinagoga portuguesa de Ámsterdam fue el centro cultural más importante de la pujante comunidad sefardí holandesa de la Edad Moderna. La pintura holandesa ha dejado reflejos de la presencia de los judíos sefardíes en ese país.
Entre los artistas sefardíes más notables se encuentra el pintor de género realista Jozef Israëls. Por otra parte uno de los artistas sefardíes más destacados y apreciados es Camille Pissarro, pintor danés que residió parte de su vida en Francia, donde fue uno de los forjadores del impresionismo y el único entre los miembros de ese movimiento que exhibió su obra en todos los salones impresionistas; ella comprende trabajos costumbristas, impresionistas y divisionistas o puntillistas. A ambos se les suma el italiano Amedeo Modigliani, cuya obra, estrechamente ligada a la Escuela de París, presenta una característica estilización, específicamente moderna en su carácter. 

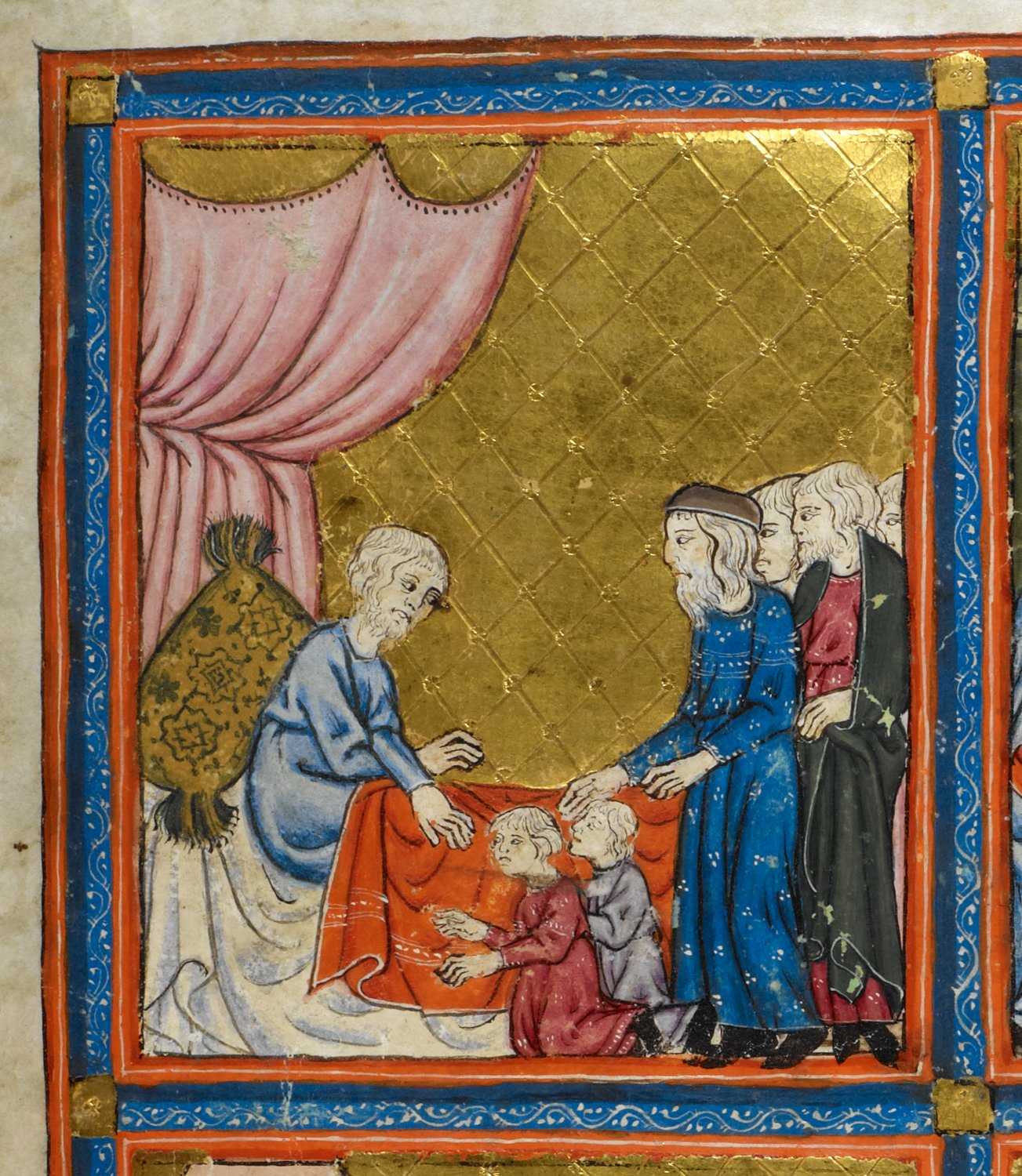
Jacob bendice a Efraím y Manasés. Hagadá de Oro, manuscrito hebreo-catalán miniado, siglo XIV.
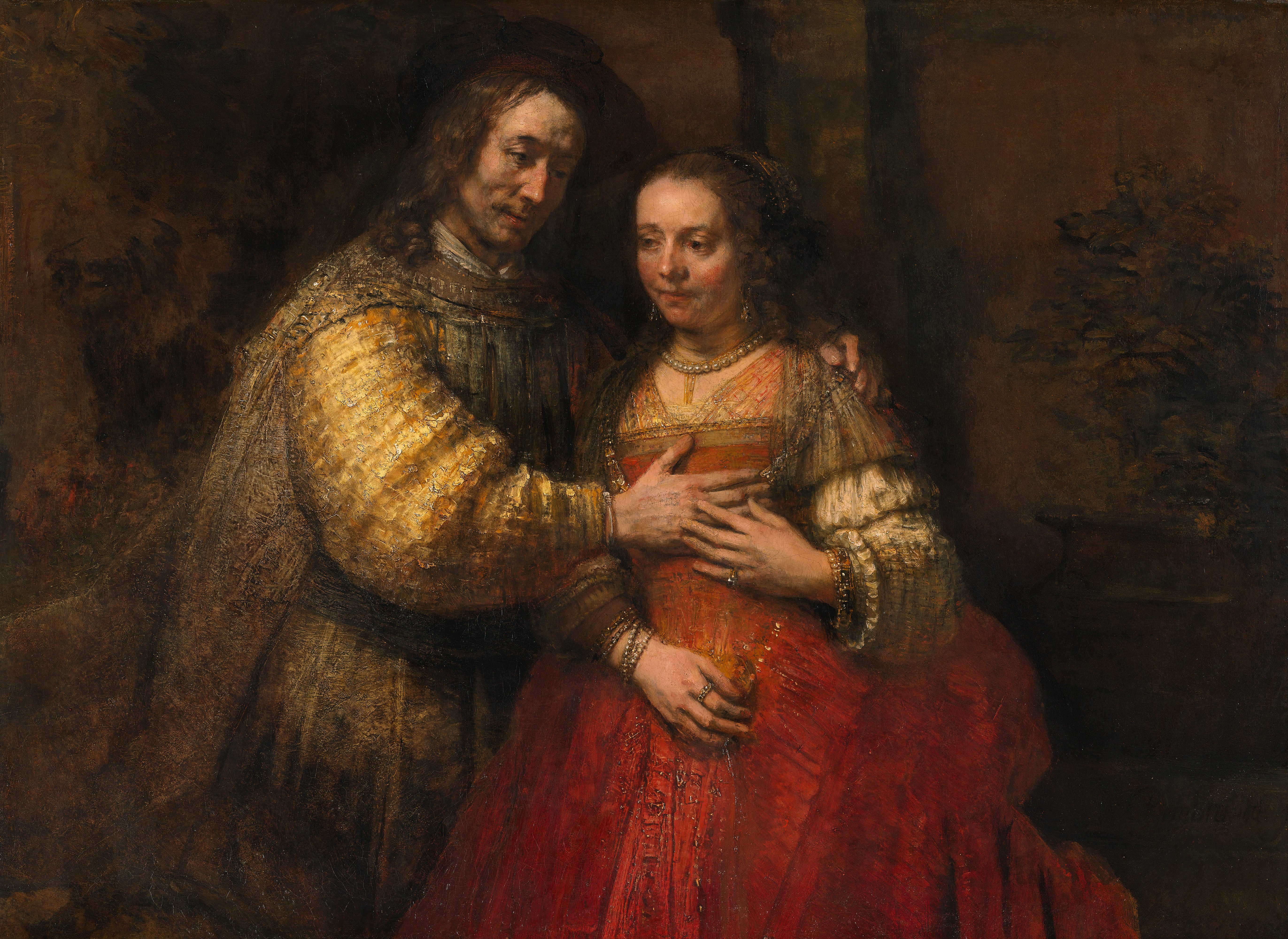
La novia judía, de Rembrandt, 1666.
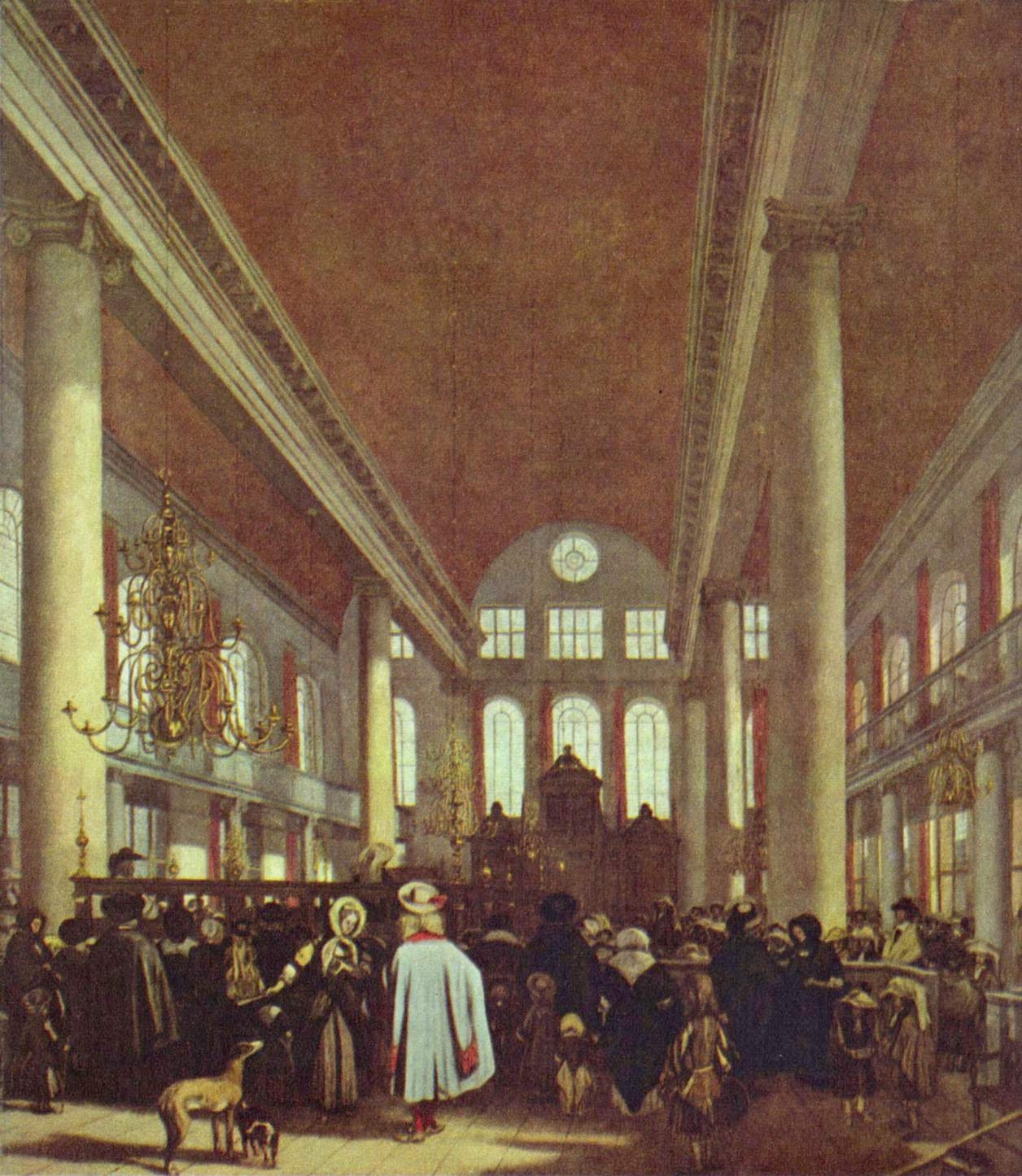
Sinagoga sefardí de Ámsterdam, de Emmanuel de Witte, c. 1680.
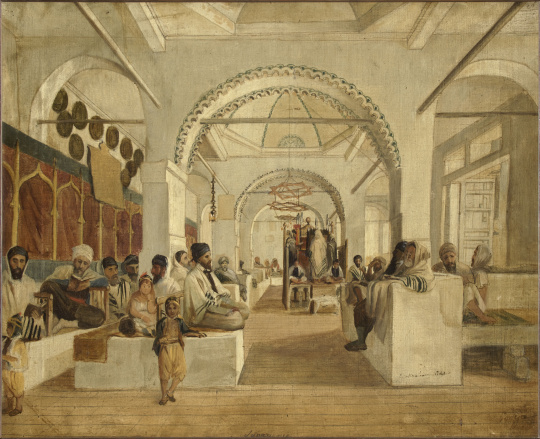
Interior de la Sinagoga Sanya, Argelia, óleo, 1840.
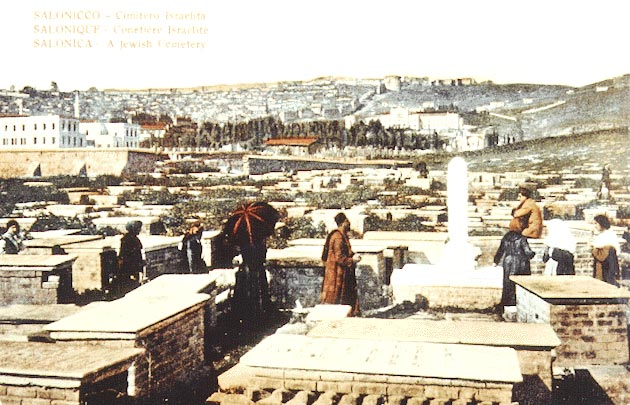
Cementerio judío de Salónica, siglo XIX.
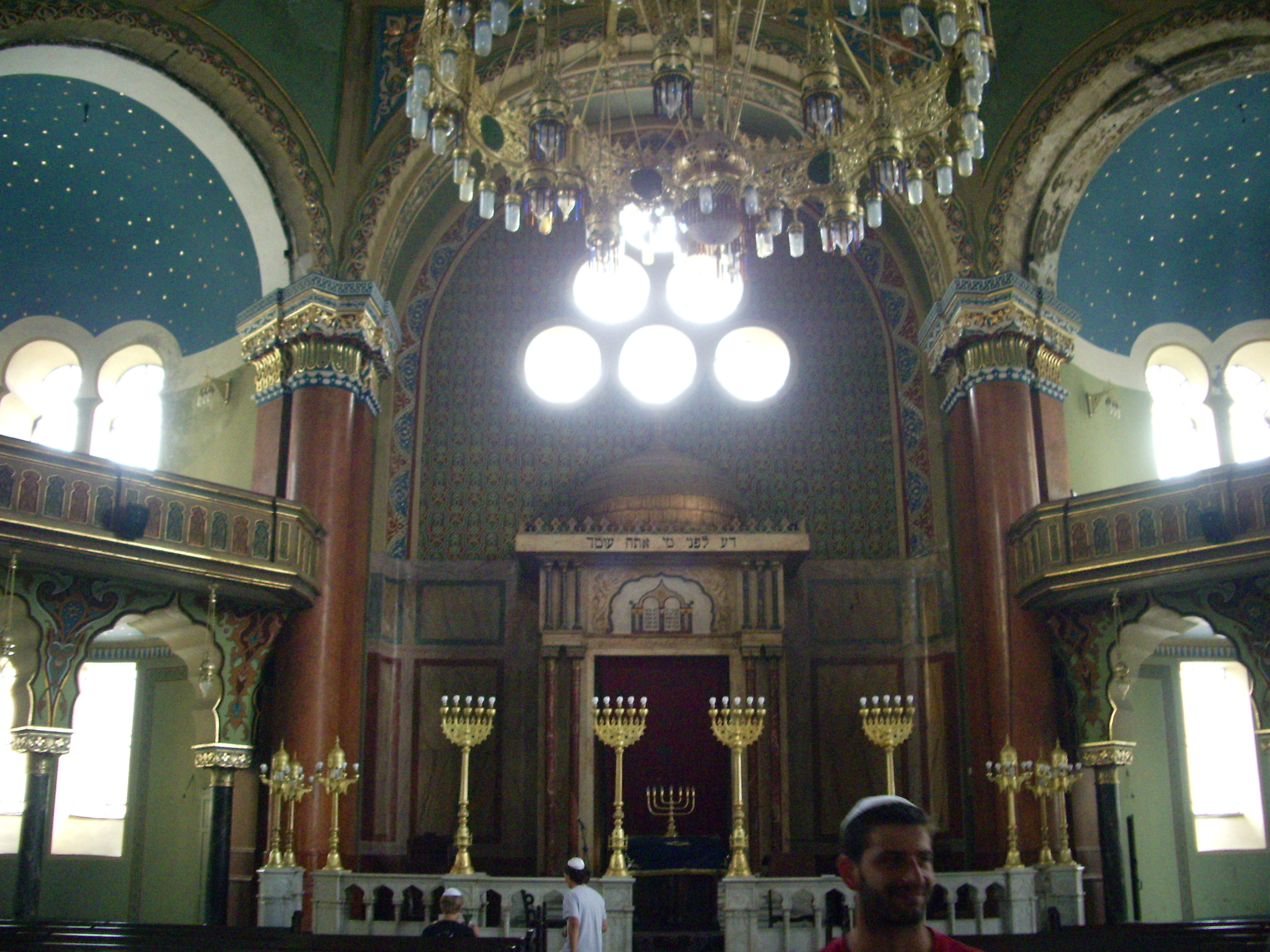
Sinagoga de Sofía, 1909.

## Arquitectura

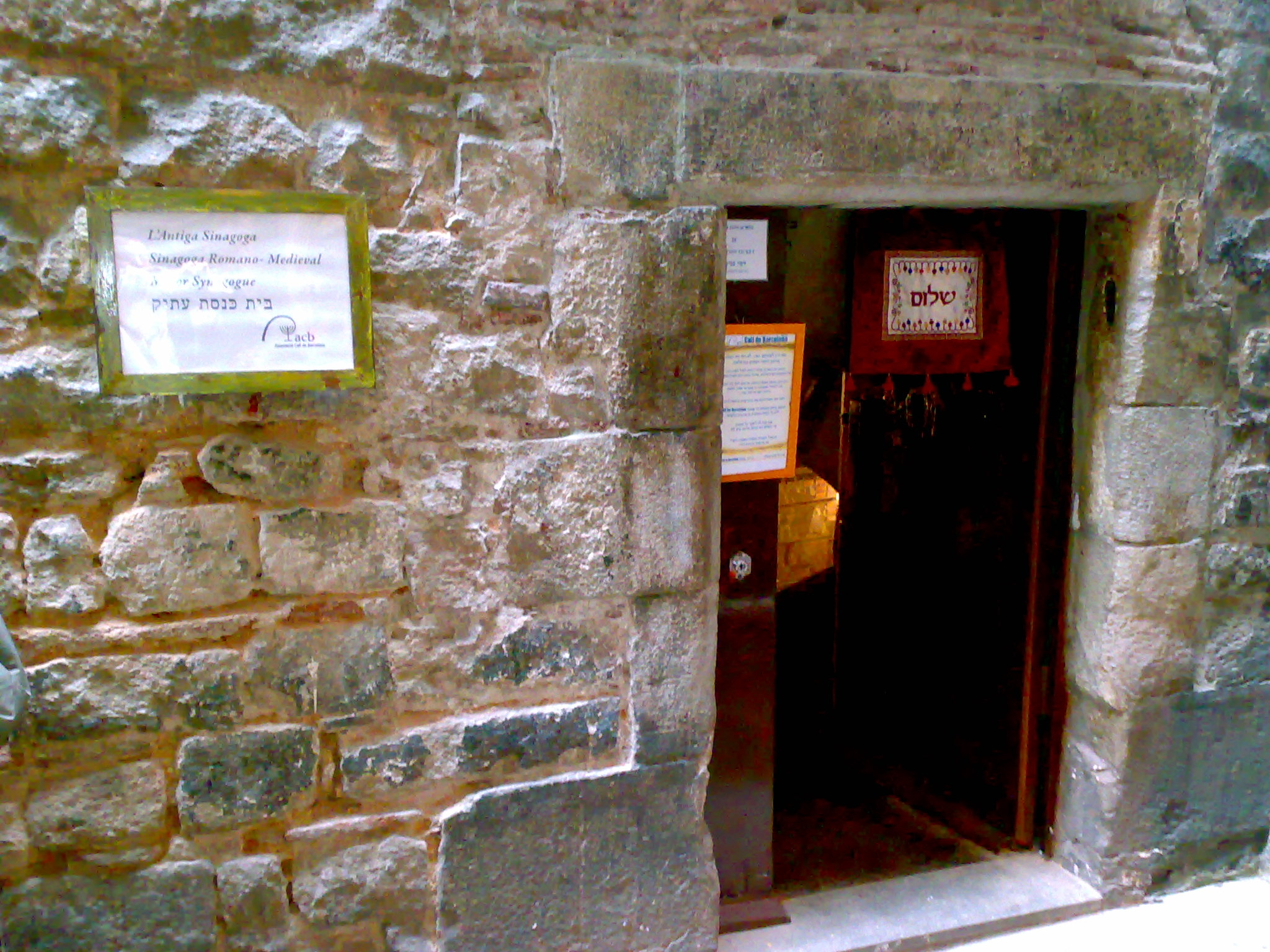
Sinagoga Mayor de Barcelona, edificio romano-medieval, siglo III-XIII.
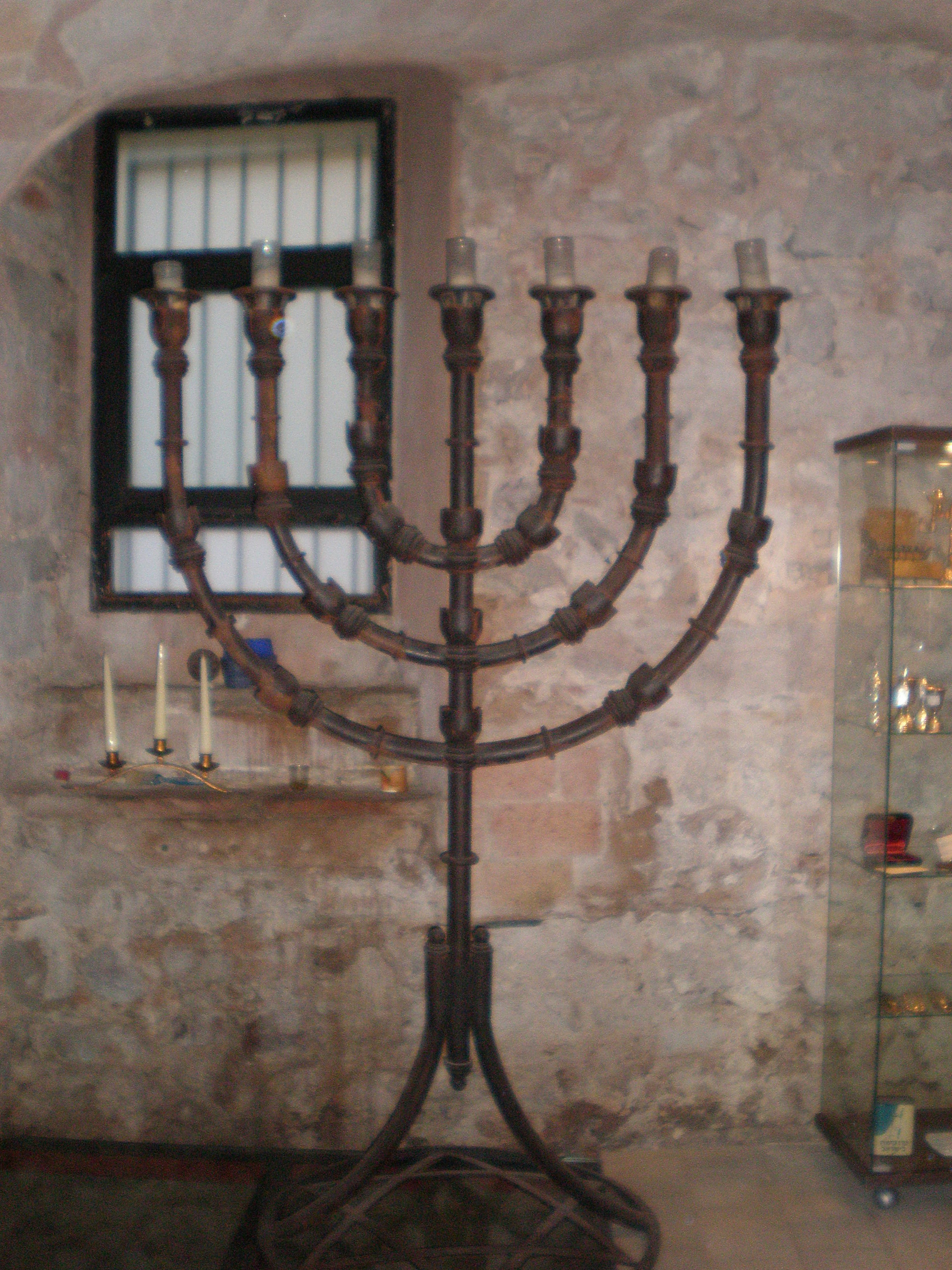
Menorá del siglo XI. Sinagoga Shlomo ben Adret, Barcelona.
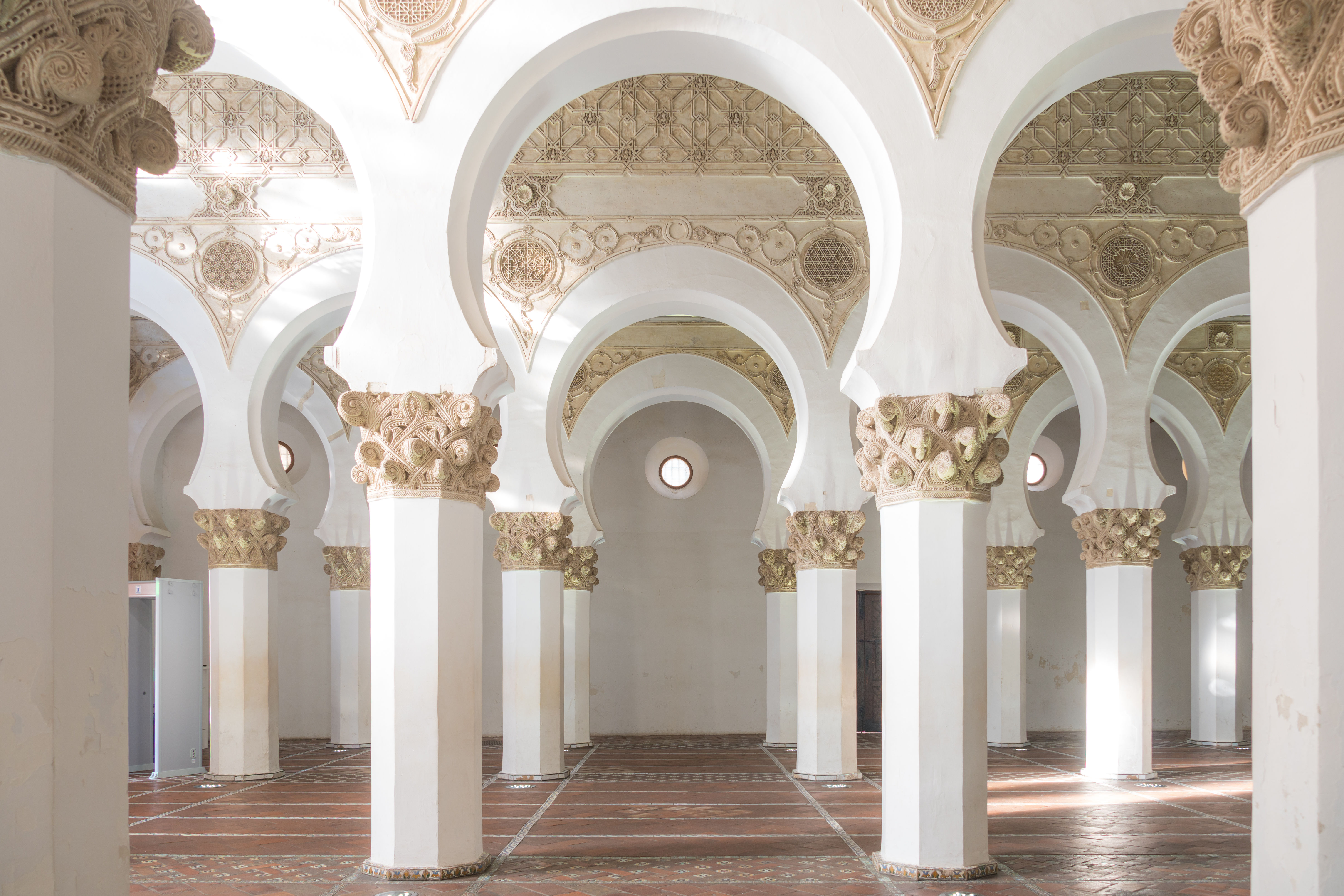
Arcos de la Sinagoga Mayor de Toledo, 1180.
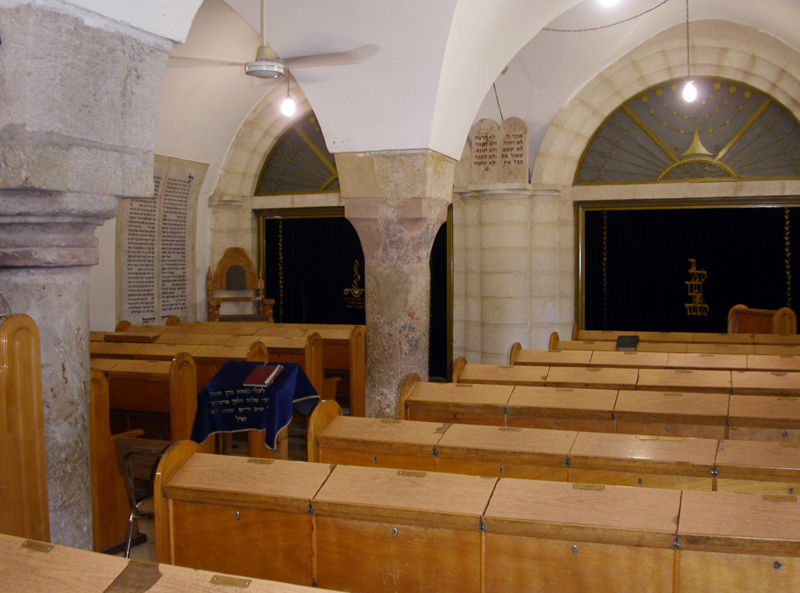
Sinagoga de Maimónides, Jerusalén, 1267.
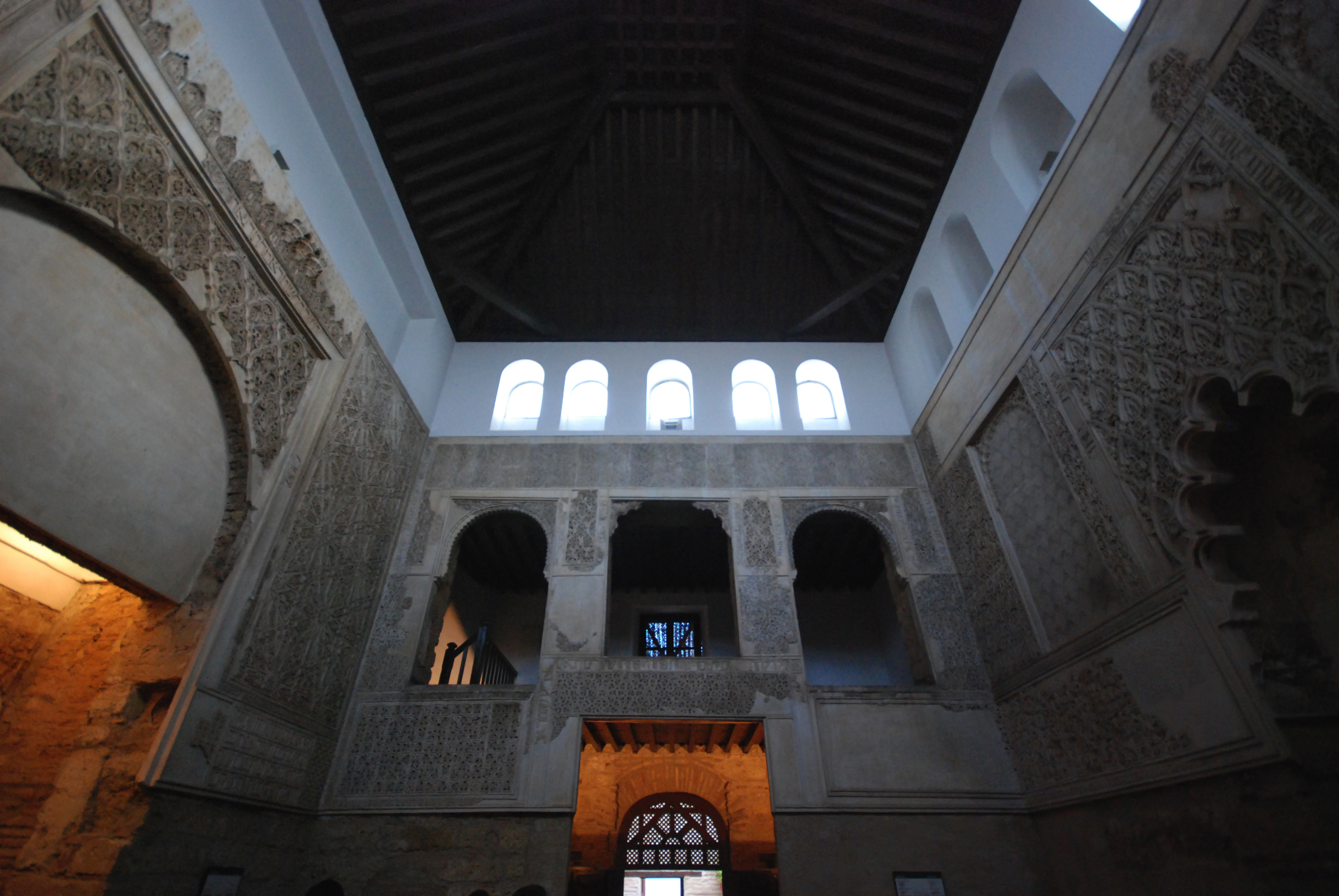
Sinagoga de Córdoba, 1315.
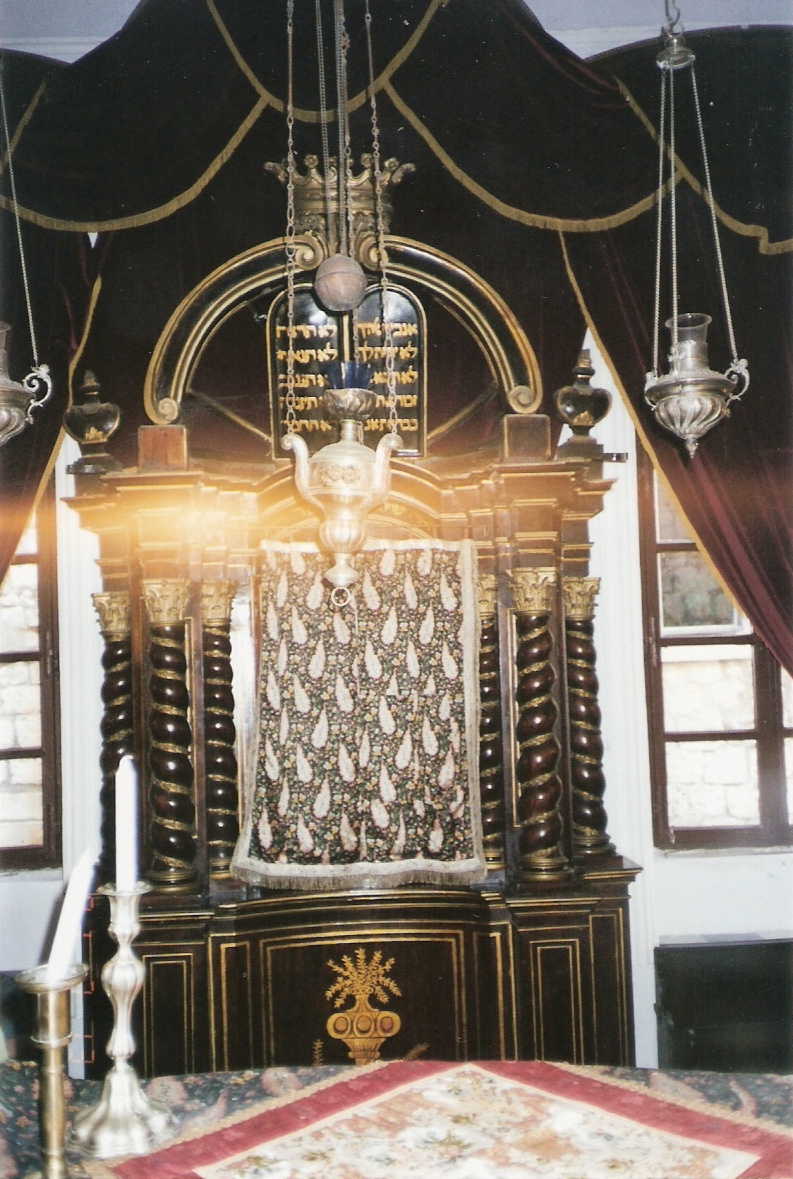
Sinagoga de Dubrovnik, Croacia, 1350.
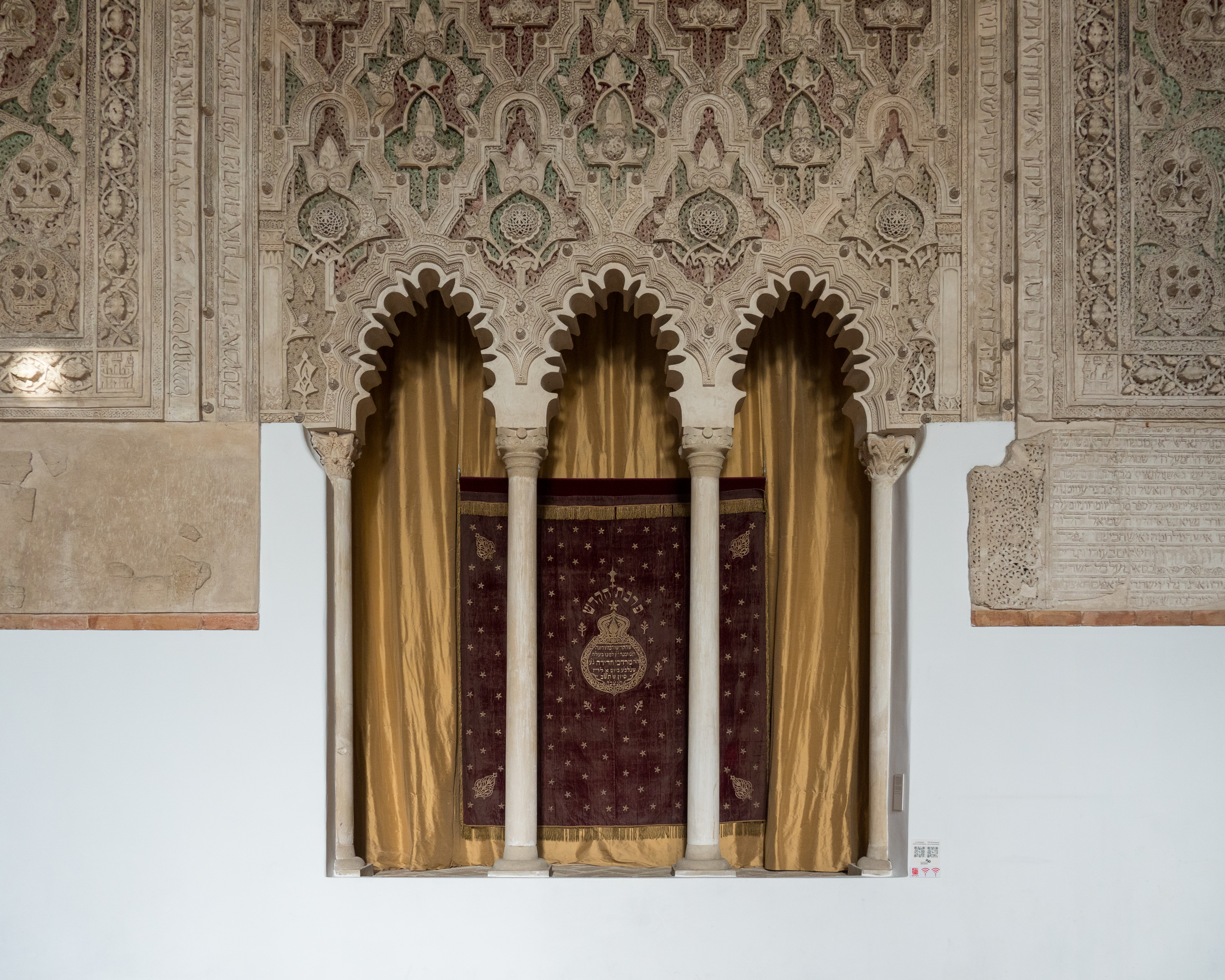
Hejal de la Sinagoga del Tránsito, Toledo, 1357-1363.
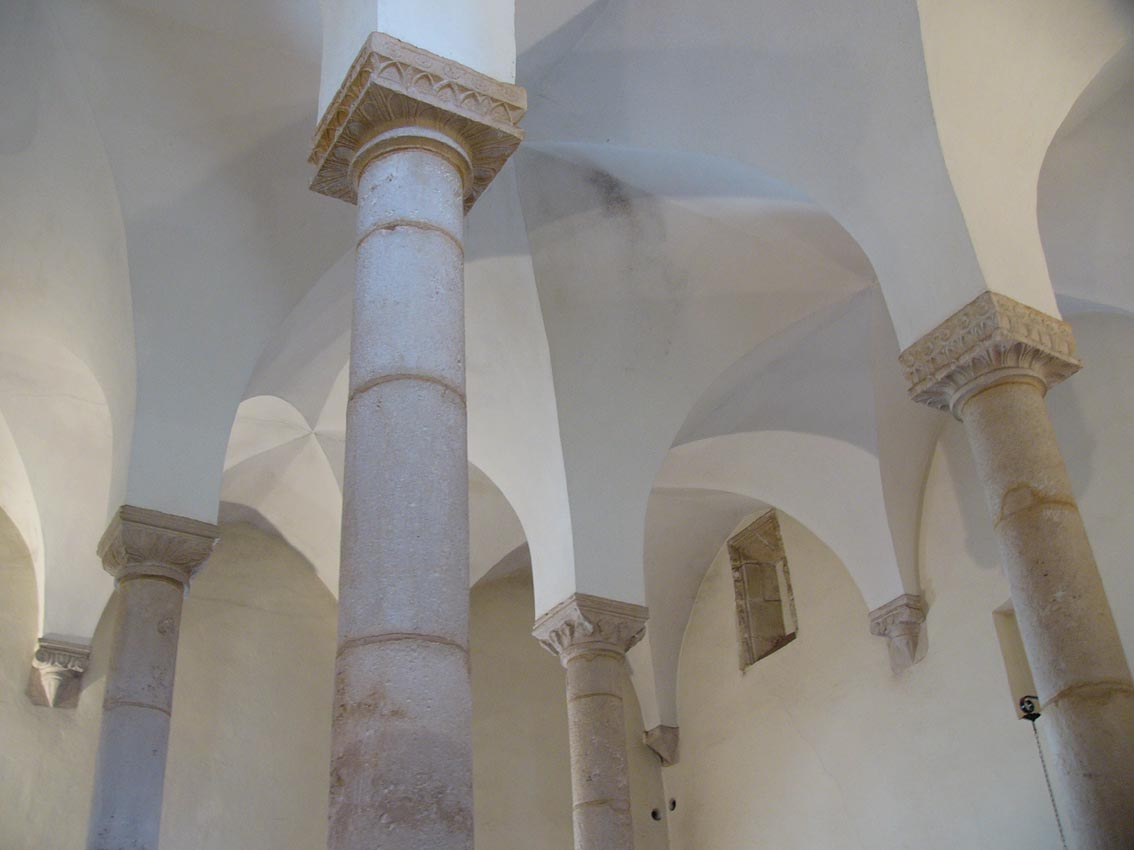
Sinagoga de Tomar, Portugal, 1440.
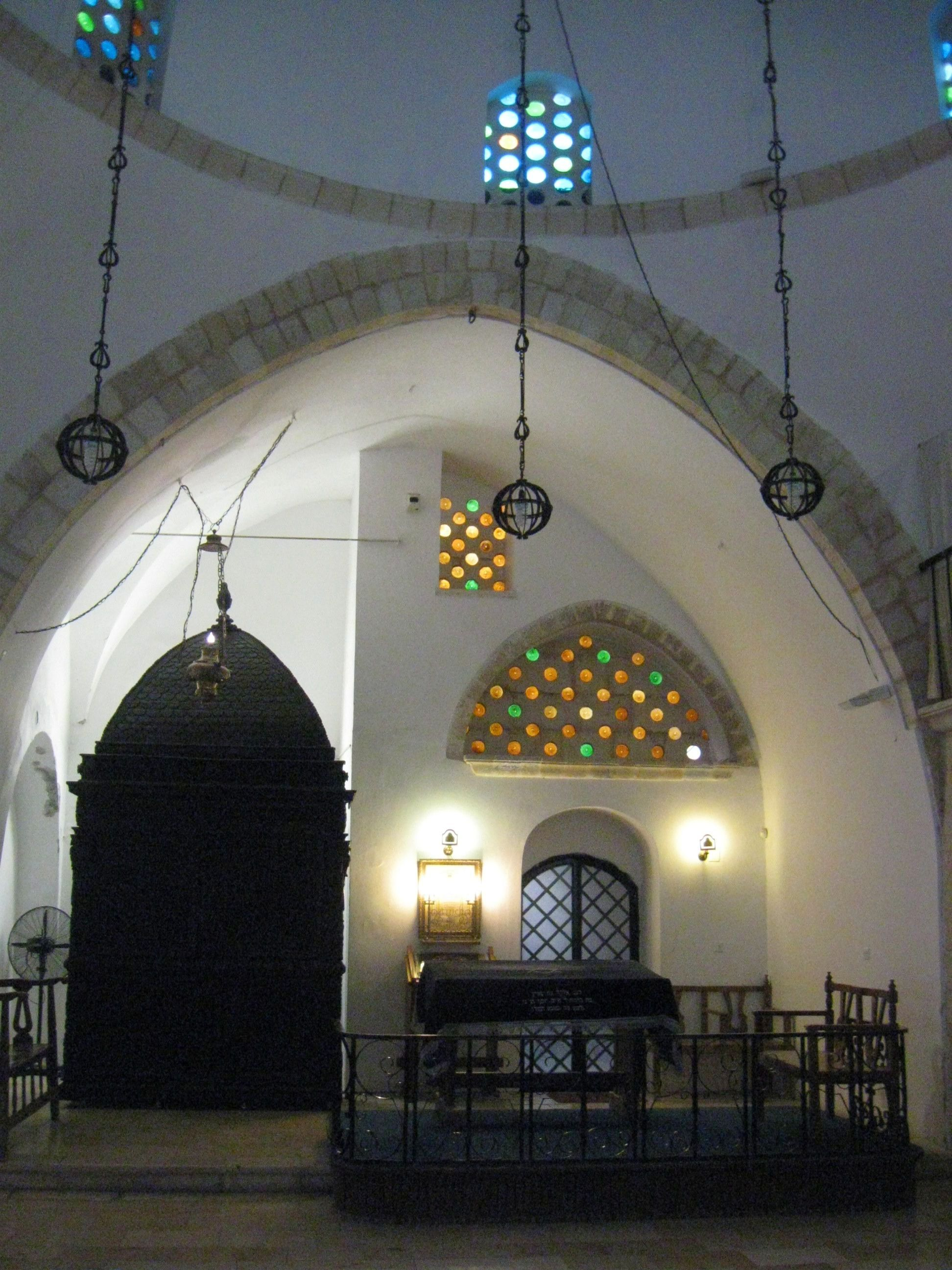
Sinagoga Eliahu Ha-Naví, Jerusalén, siglo XVI.
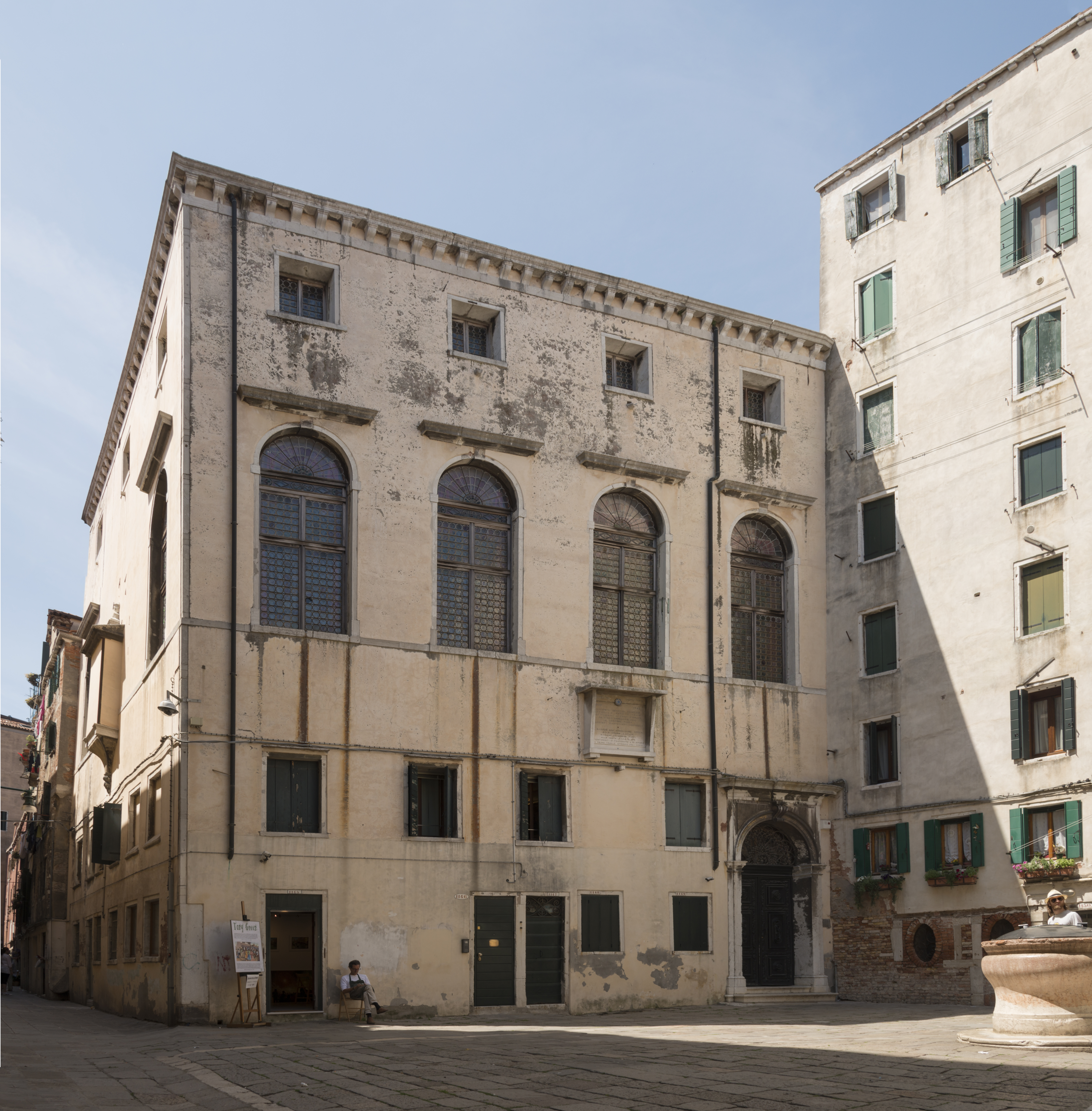
Sinagoga Española (Scola spagnola), Venecia, Italia, 1580-1635.
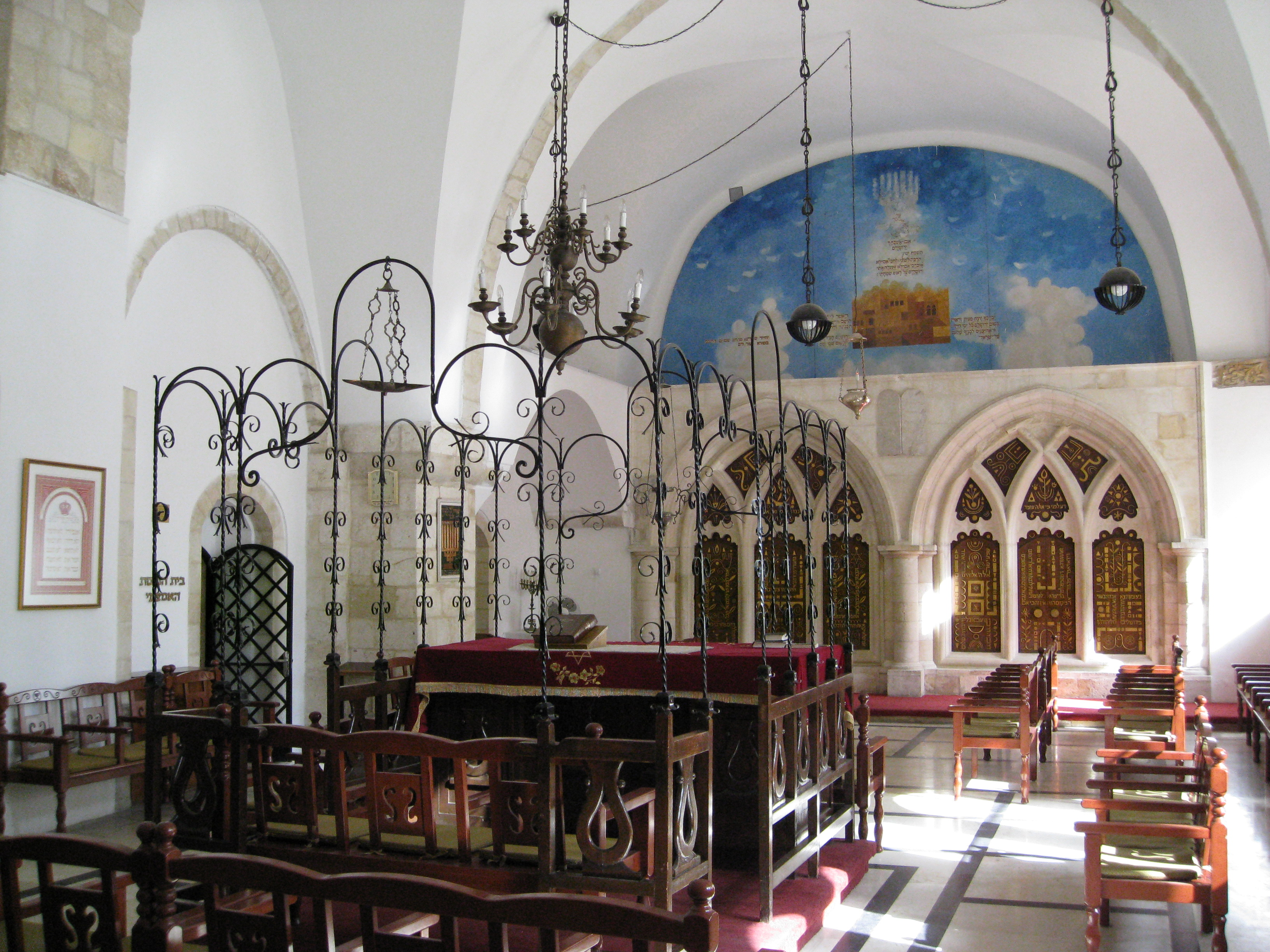
Sinagoga Yojanán Ben-Zakai, Jerusalén, 1610.
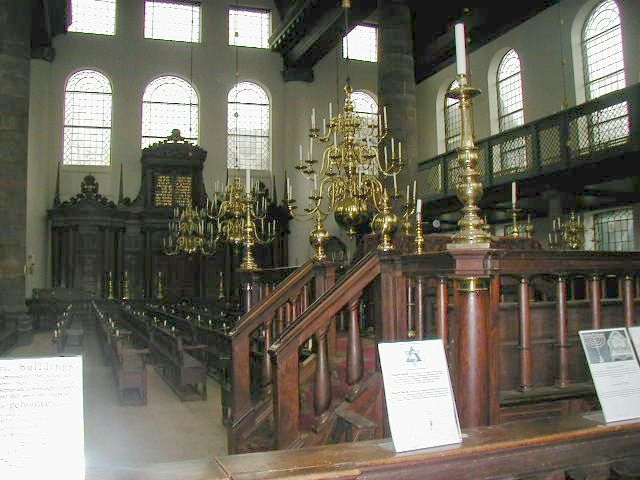
Esnoga o Sinagoga Portuguesa, Ámsterdam, Holanda, 1671-1675.
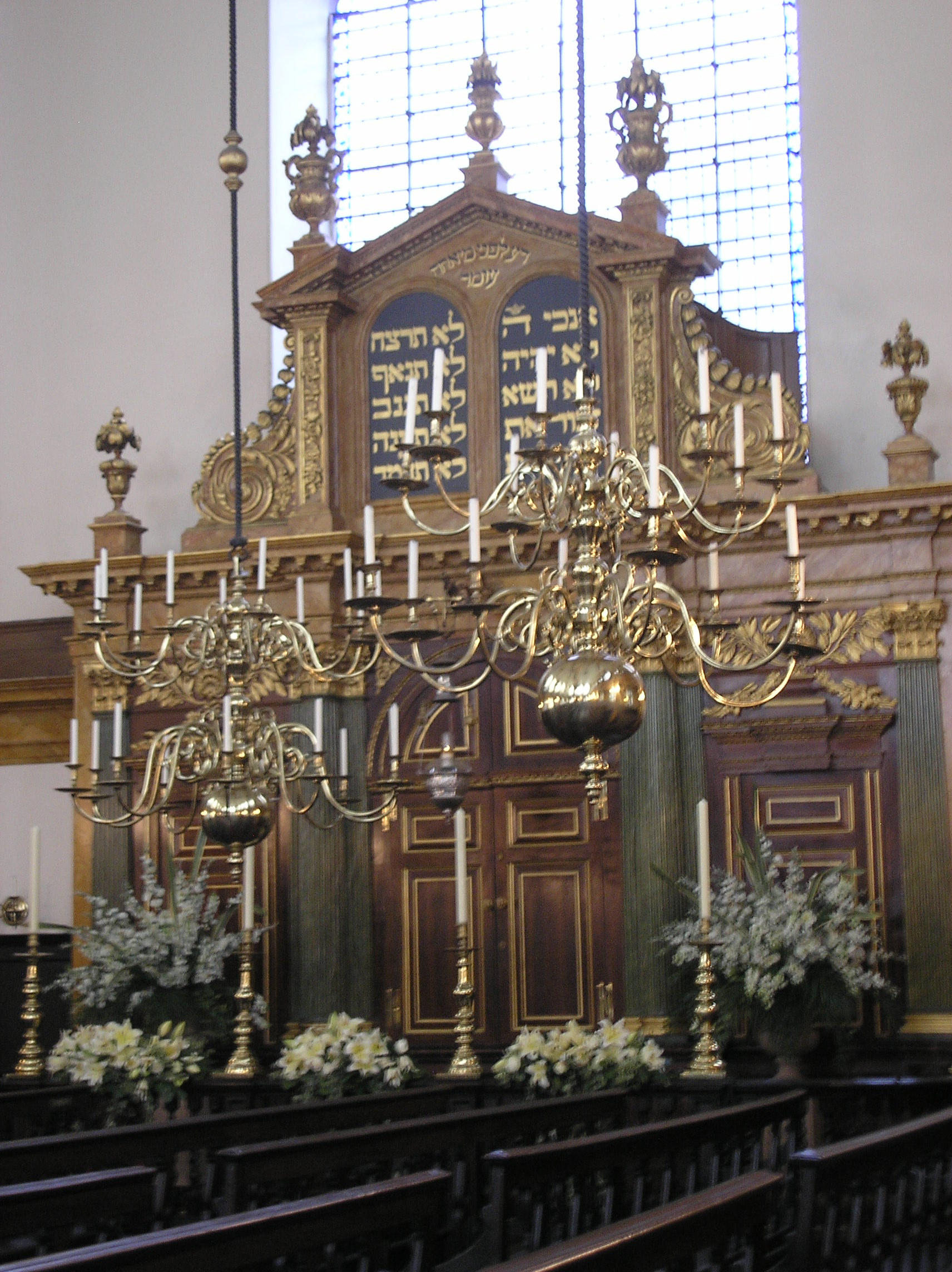
Sinagoga de Bevis Marks, Londres, Gran Bretaña, 1701.
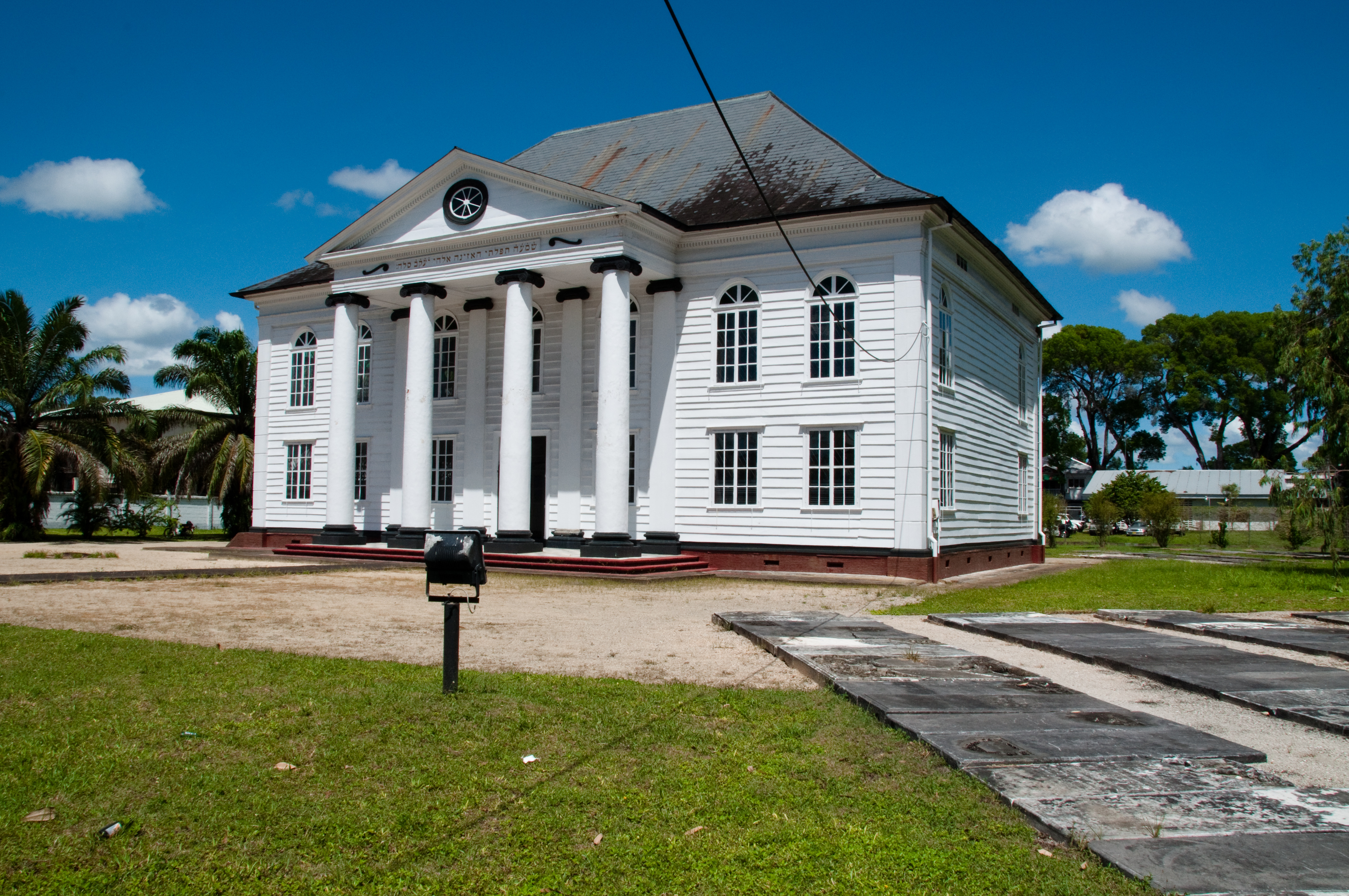
Sinagoga Neve Shalom, Paramaribo, Surinam, 1724 (actualmente sefardí y asquenazí).
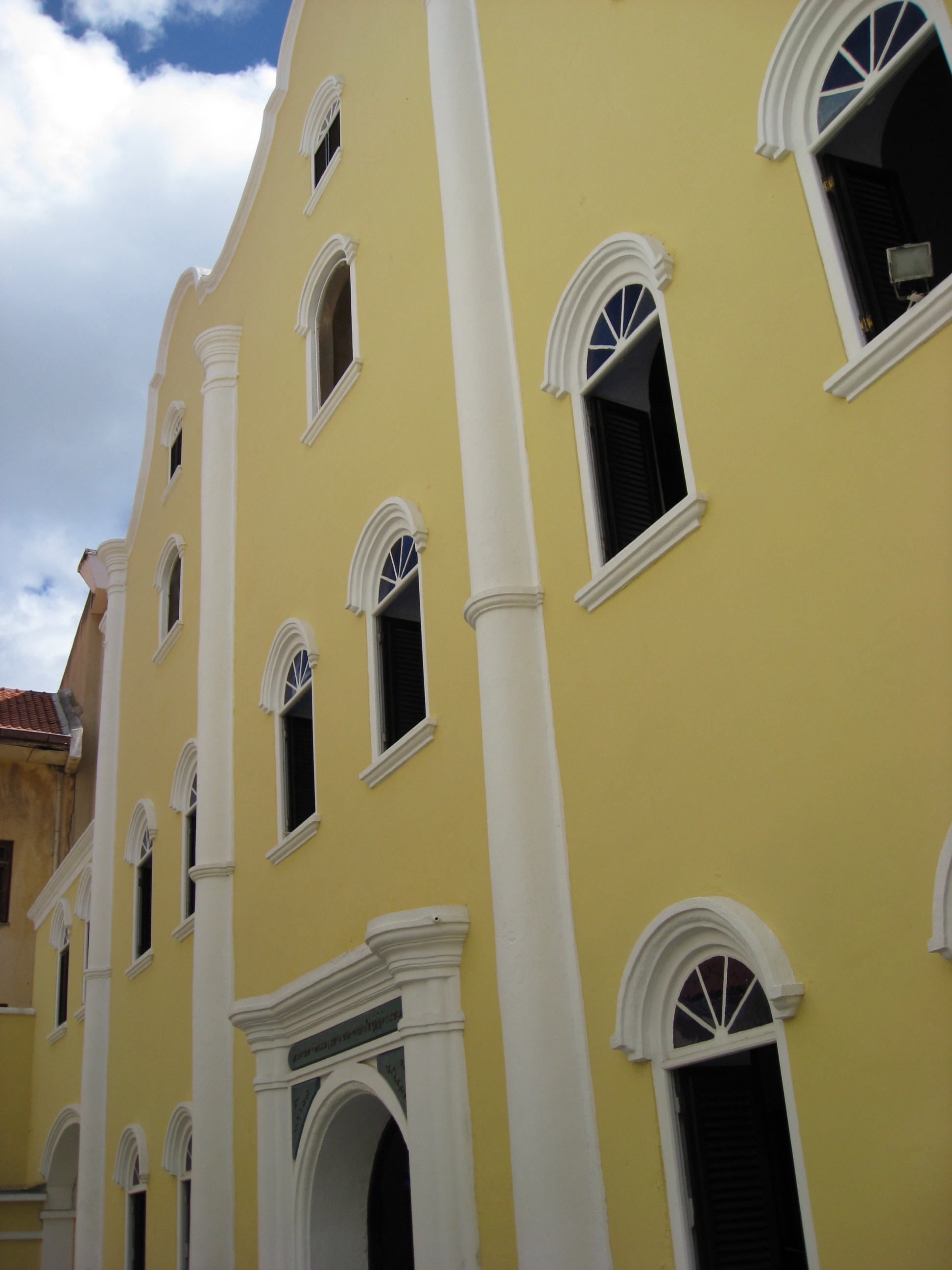
Sinagoga de Curazao, 1730.
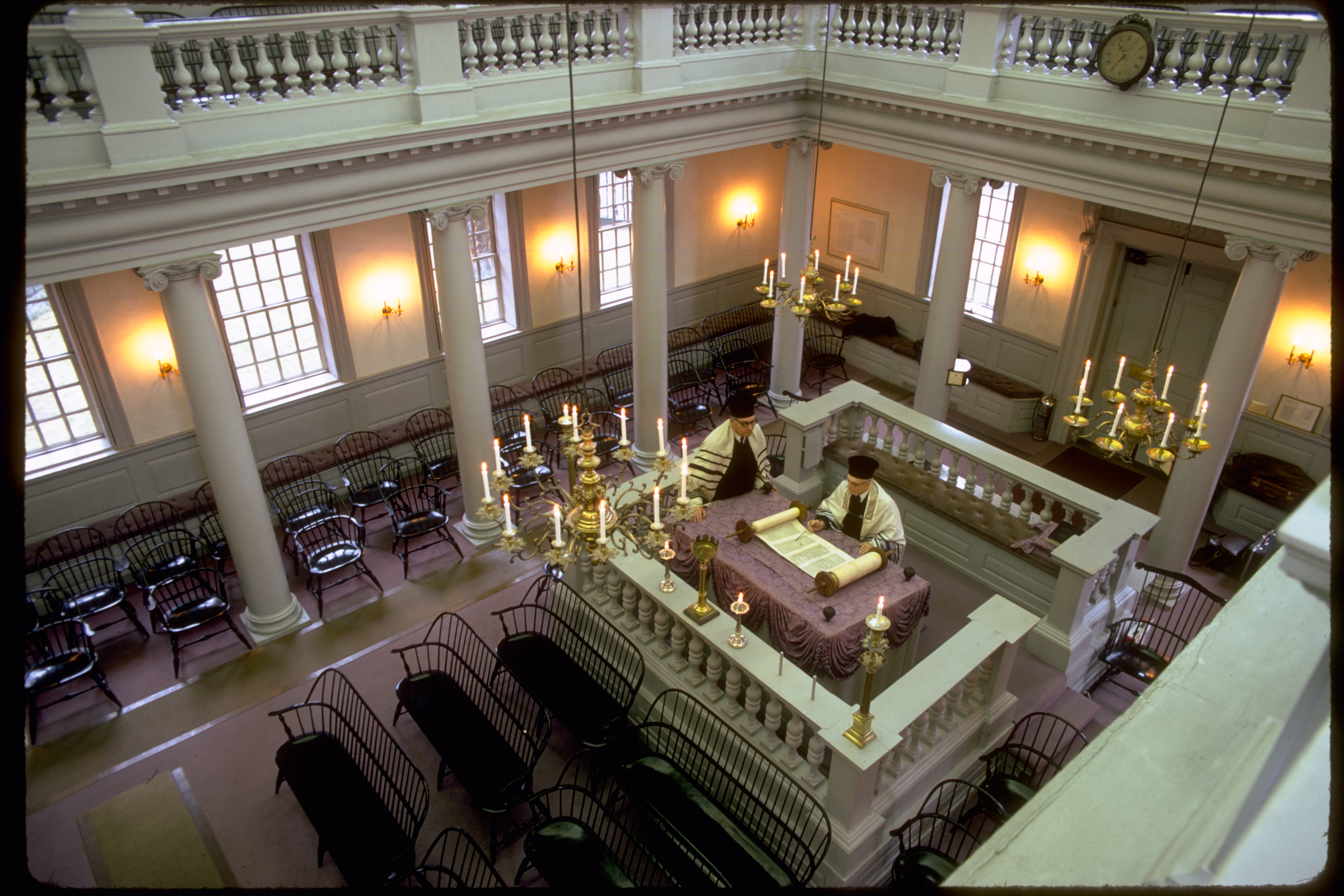
Sinagoga Touro, Newport, Rhode Island, Estados Unidos, 1762.
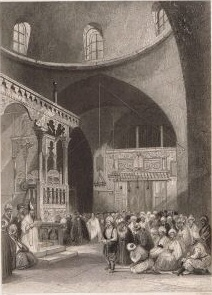
Sinagoga Istanbúli, Jerusalén, 1764.
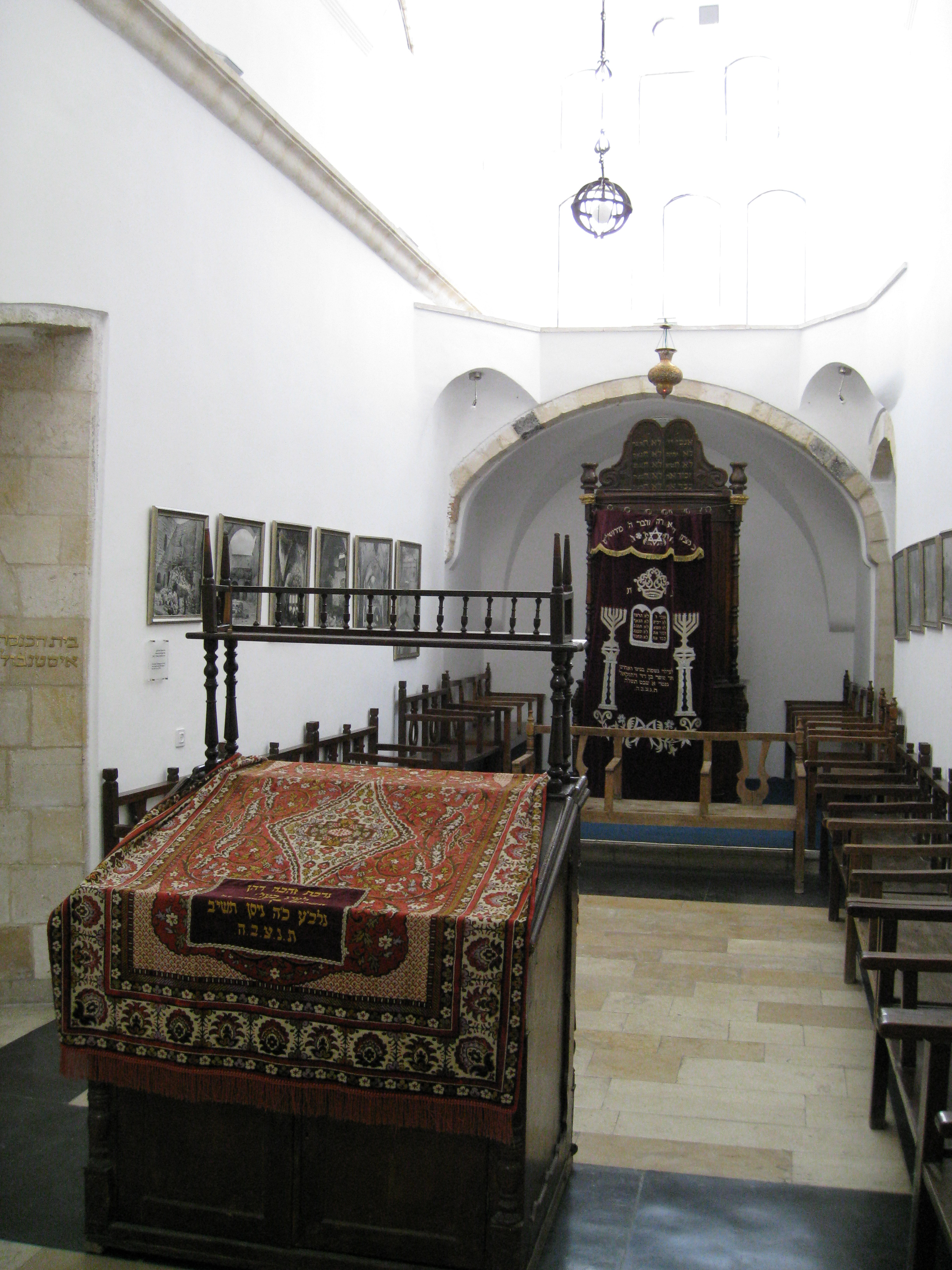
Sinagoga Kahal Tsion o Emtsaí, Jerusalén, último tercio del siglo XVIII.
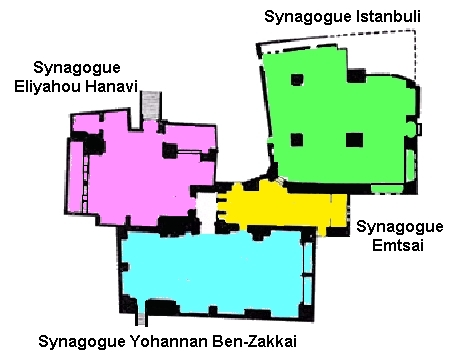
Planta del Complejo Sinagogal Sefardí, Jerusalén, 1880. Eliahu Ha-Naví Yojanán Ben-Zakai Kahal Tsion (Emtsaí) Sinagoga Istanbúli.
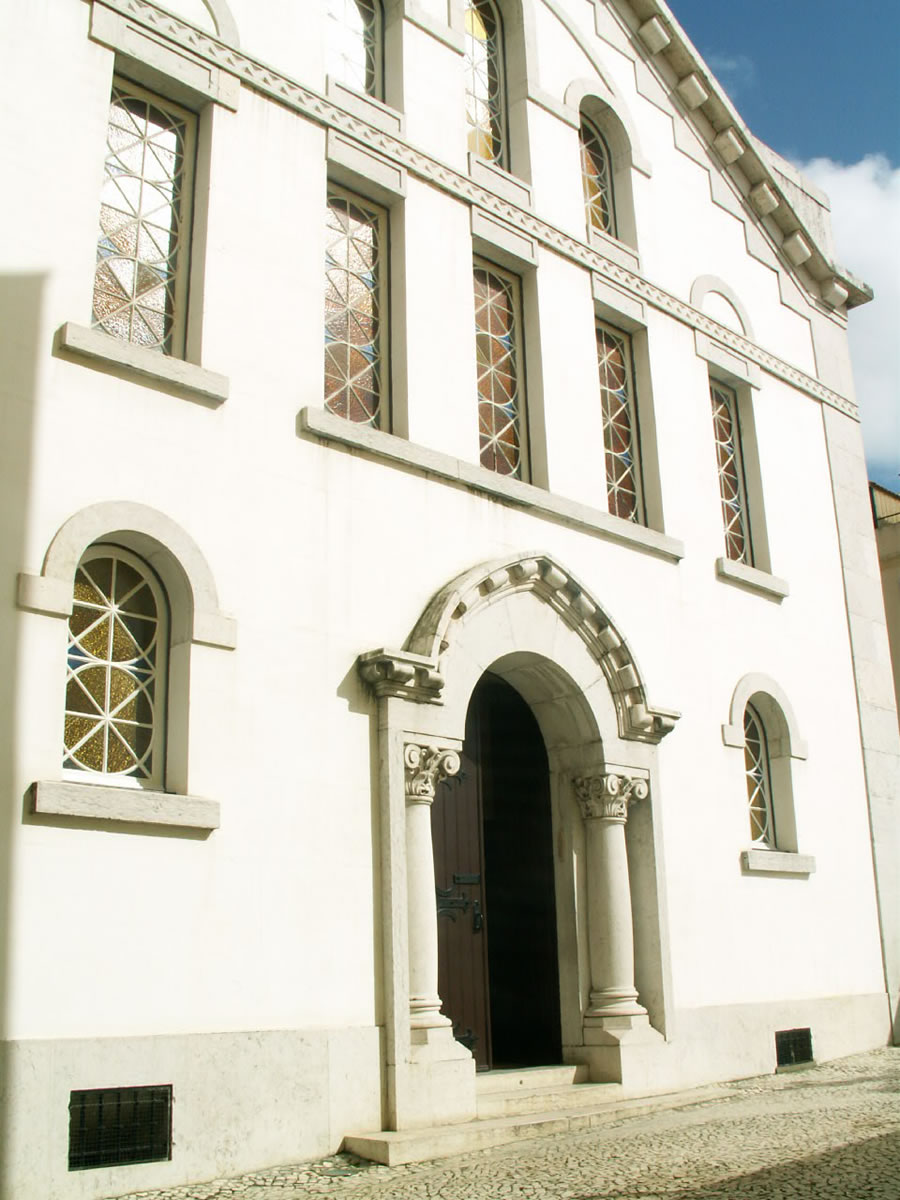
Sinagoga Shaaré Tikva; Lisboa, Portugal, 1902.
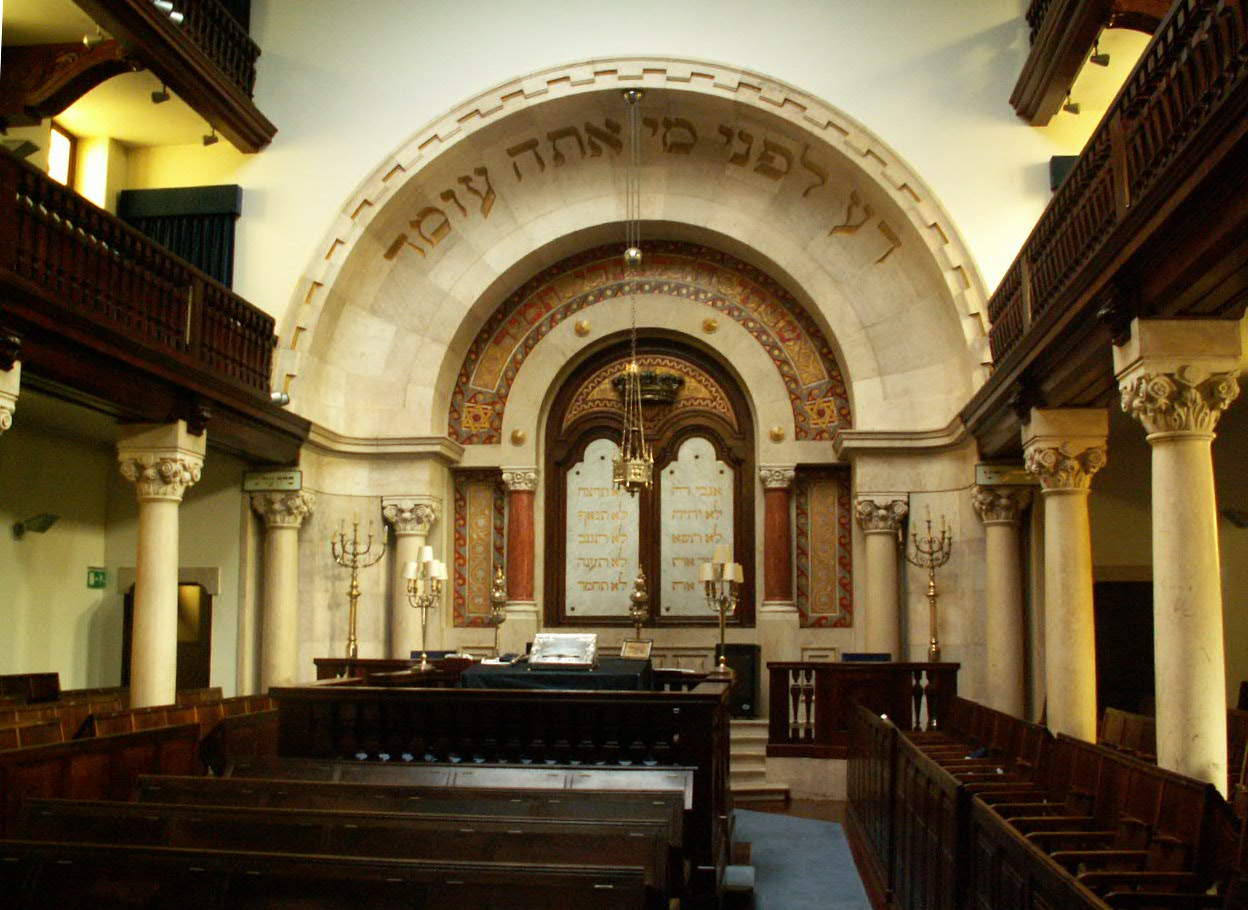
Idem. Interior.
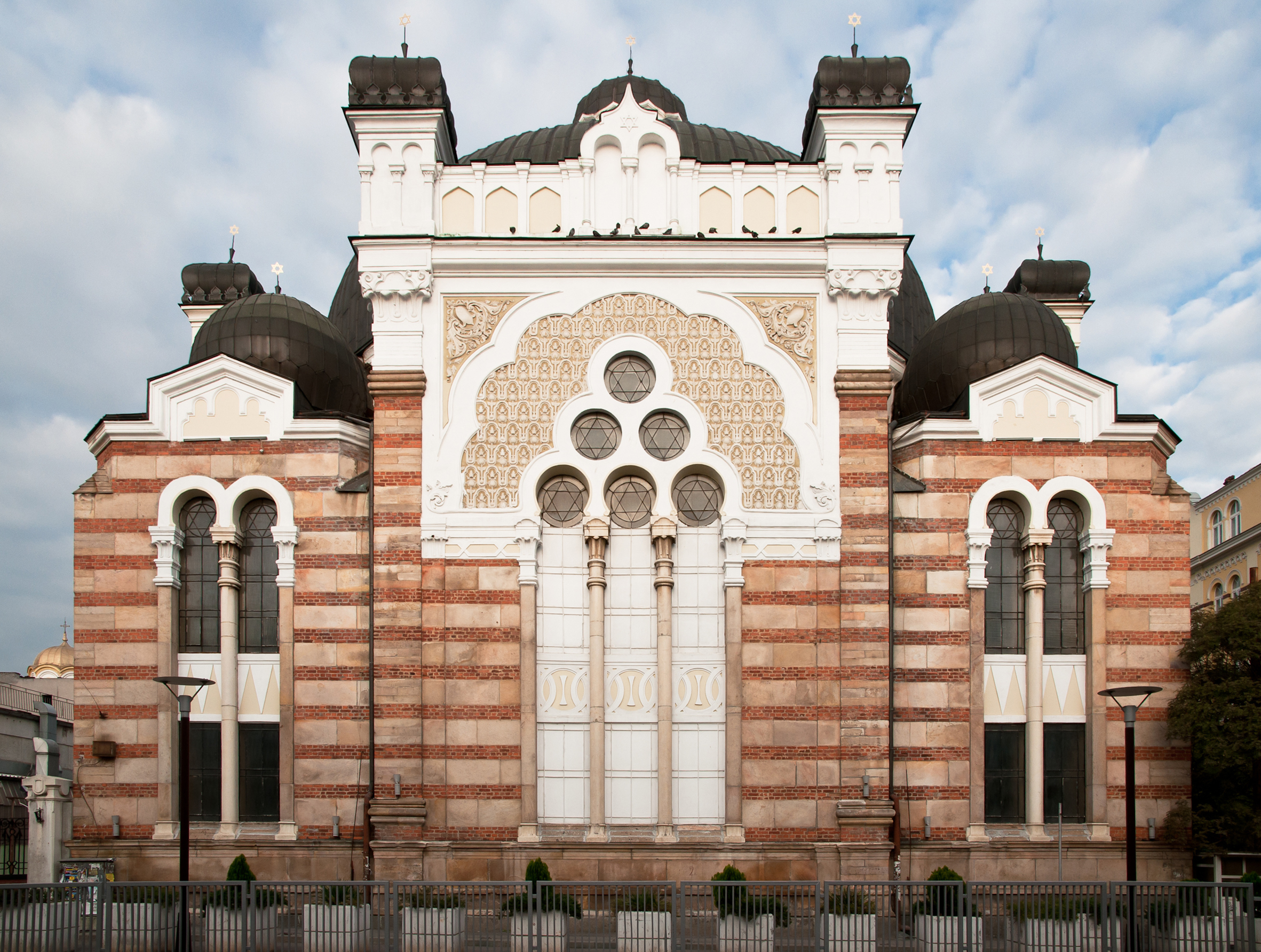
Sinagoga de Sofía, Bulgaria, 1909.
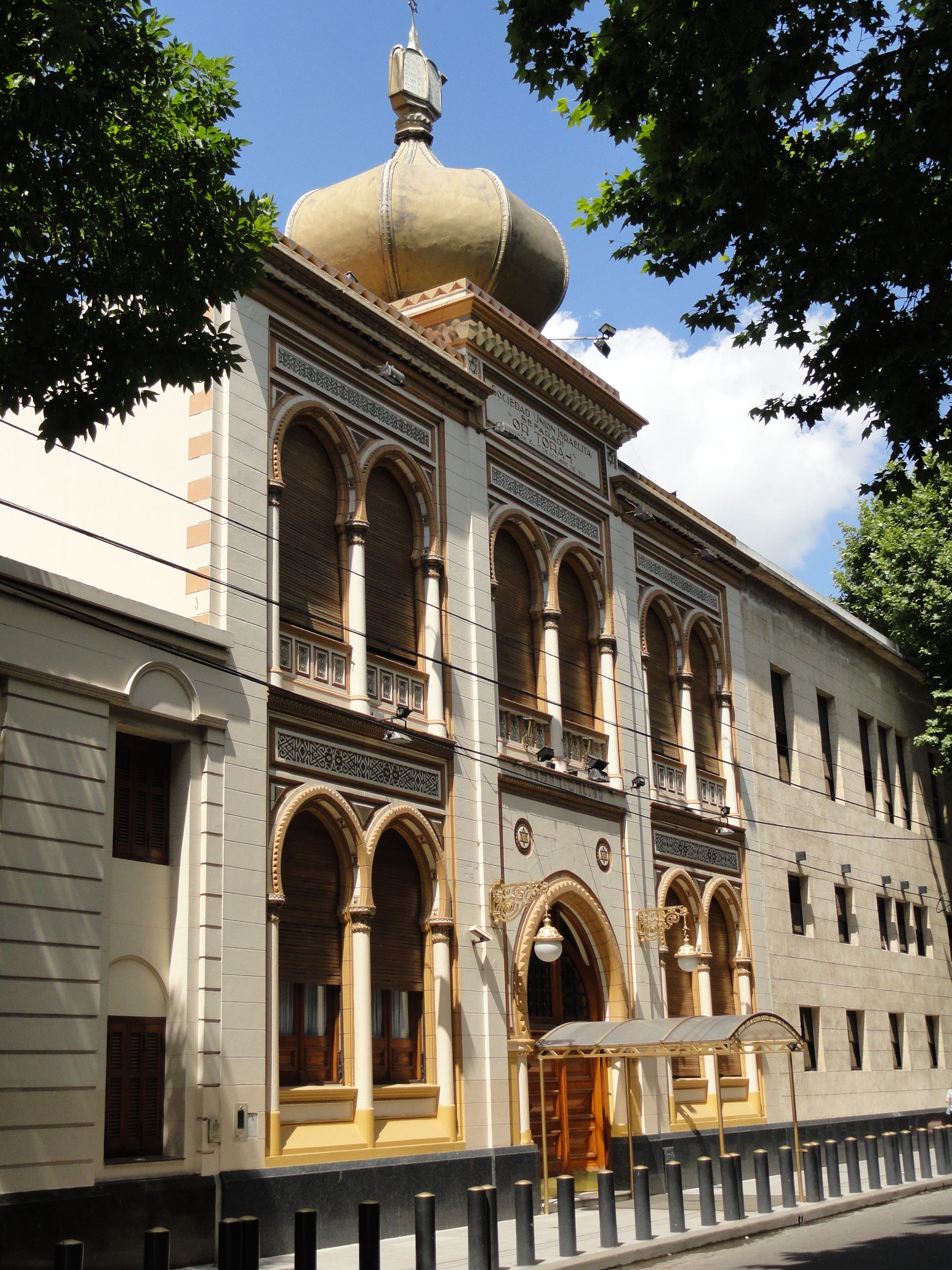
Sociedad Unión Israelita Sefaradí "Or Torah" (Comunidad judeo-siria), Buenos Aires, Argentina, 1923-1930.
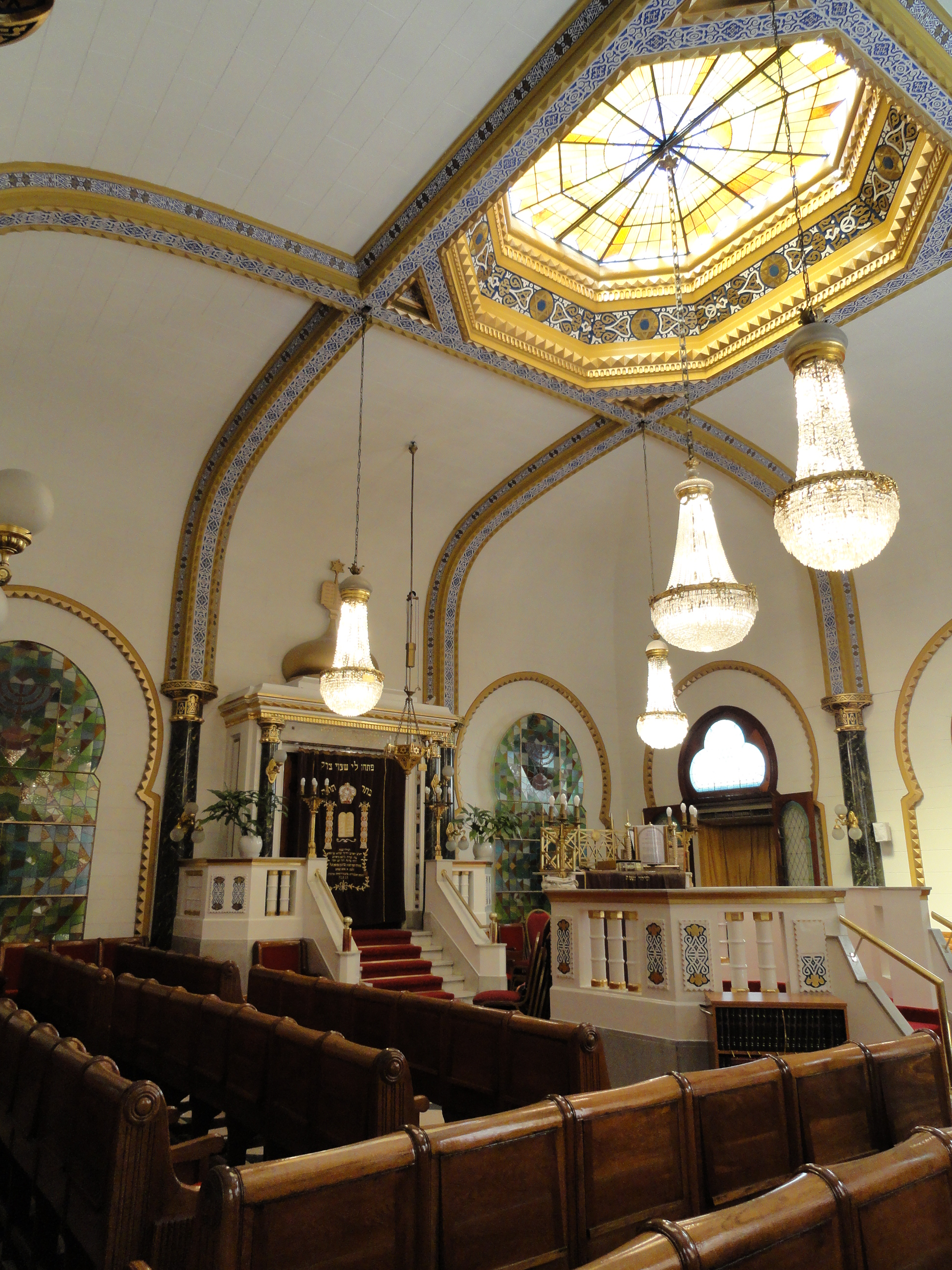
Idem. Interior.
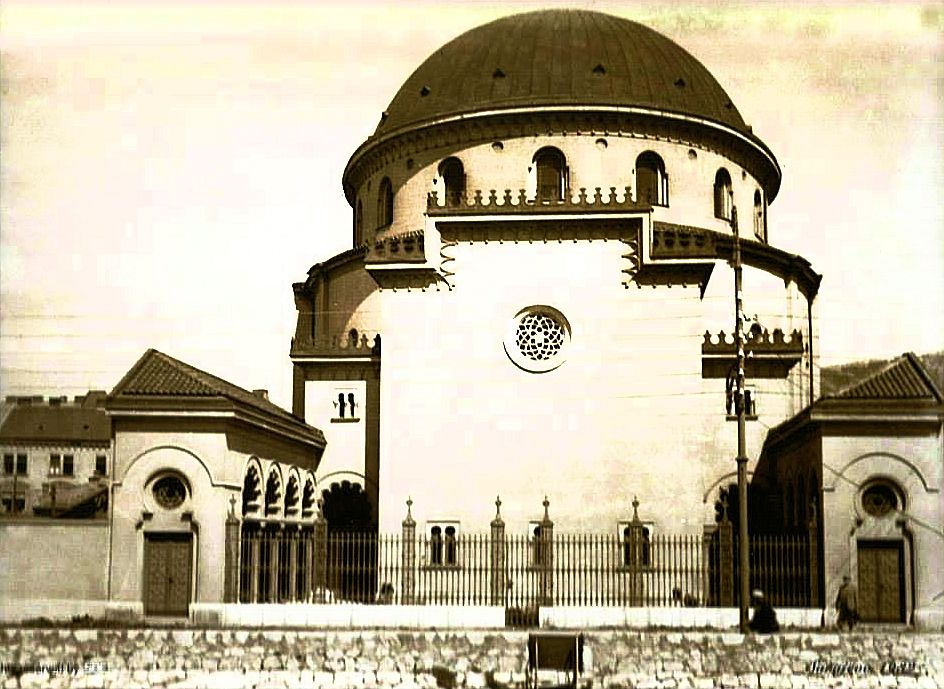
Il Kal Grande; Sarajevo, Bosnia y Hergegovina, 1930.

- Planta del Complejo Sinagogal Sefardí, Jerusalén, 1880.
  Eliahu Ha-Naví
 Yojanán Ben-Zakai 
  Kahal Tsion (Emtsaí)
  Sinagoga Istanbúli.
- Sinagoga Shaaré Tikva; Lisboa, Portugal, 1902.
- Idem. Interior.
- Sinagoga de Sofía, Bulgaria, 1909.
- Sociedad Unión Israelita Sefaradí "Or Torah" (Comunidad judeo-siria), Buenos Aires, Argentina, 1923-1930.
- Idem. Interior.
- Il Kal Grande; Sarajevo, Bosnia y Hergegovina, 1930.

## Iluminación de manuscritos

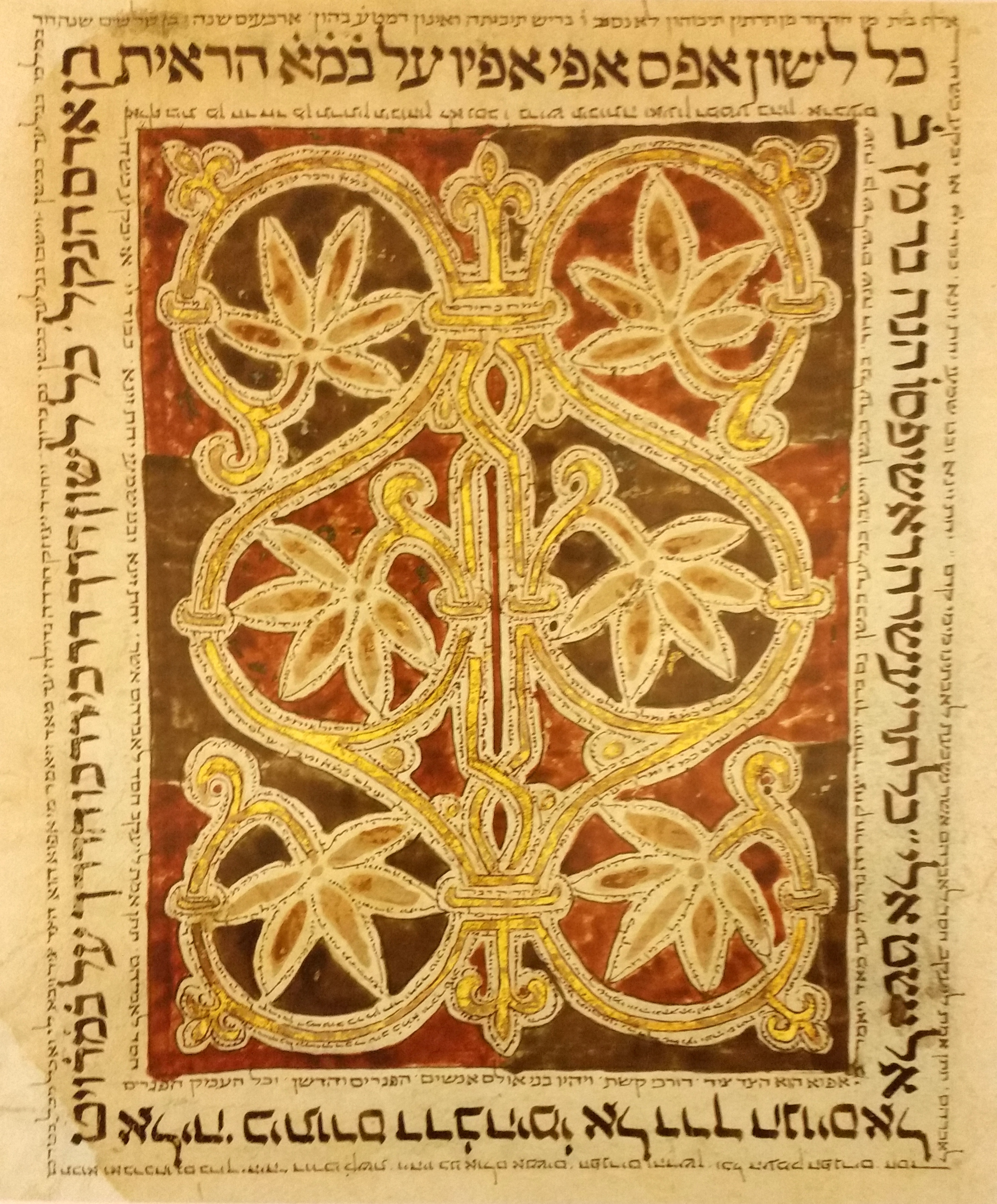
Biblia de Burgos, creada por Menahem bar Abraham ibn Malik. Página 'alfombra' perteneciente a un Pentateuco hebreo miniado, procedente de Burgos e iluminado en 1260.

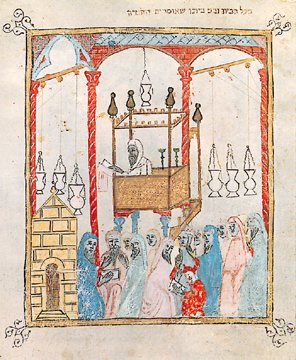
Miniatura de la Hagadá Hermana, Barcelona, 1350, con el interior de una sinagoga y la lectura de la Torá.

Los manuscritos sefardíes y la iluminación de manuscritos hebreos fueron desarrollados en la España medieval a partir del siglo XII. 
Ellos presentan influencias del arte islámico o bien del arte cristiano, aunque poseen también rasgos propios del arte judío. En algunas biblias sefardíes se da un tipo de página diseñada de un modo análogo al de una alfombra, característica esta que tiene su origen en el arte islámico. En efecto, fuerte fue influencia del arte islámico sobre manuscritos sefardíes tempranos (como por ejemplo la Biblia Hebrea de Tudela o Soria, desarrollada por Joshua ibn Gaón de Soria hacia 1300), caracterizándose los últimos sus diseños abstractos y entrelazados, enmarcados por bordes con textos en hebreo y exhibiendo también dorado a la hoja. También emanados del arte islámico son el interés por los arabescos abstractos o motivos tanto geométricos como vegetales, y la ausencia de secuencias narrativas. Ejemplos notables de ello son las páginas 'alfombra' pertenecientes a un Pentateuco hebreo miniado procedente de Burgos e iluminado en 1260. Preservado en la Biblioteca Nacional de Israel, en Jerusalén, el manuscrito fue desarrollado por Menahem ben Avraham ibn Malek y es uno de los primeros producidos en Sefarad; las páginas 'alfombra' preceden a cada libro bíblico y presentan un diseño caracterizado por un tallo central y otros motivos florales entrelazados y constantemente acompañados por inscripciones en hebreo y micrografías.
En su Comentario de la Mishná, por otra parte, Maimónides mismo delineó un diagrama completo del Templo de Jerusalén frente al texto hebreo que trata ese tópico, firmándolo en 1168. McBee nota que mientras que los diagramas en el texto de la Mishná no son algo infrecuente, la presencia de la firma del Rambam junto a una imagen empleada para explicar la disposición del Templo es "una revelación", dado que en el caso de Maimónides el texto y la conceptualización intelectual fueron siempre de indiscutida importancia para él, y a pesar de ello, en el Comentario de la Mishná, Maimónides ha hecho "un dibujo para explicar el texto".
Desarrollada en La Coruña en 1476, la Biblia Kennicott combina motivos islámicos y cristianos, tales como arcos de herradura decorados con faunas provenientes de bestiarios góticos.
Los manuscritos hebreos miniados reflejan una relación con el mundo no judío; Piet van Boxel explica que "ellos hablan de coexistencia, afinidades culturales y colaboración práctica entre los judíos y sus vecinos no judíos". La compleja interacción judía con las culturas que la rodeaban hace que los manuscritos hebreos miniados sean de por sí una singularidad. En tales manuscritos frecuentemente coexisten elementos provenientes de la culturas hebrea, cristiana e islámica: el texto es hebreo, mientras que las secuencias narrativas son legado cristiano y el desarrollo de la ornamentación vegetal o abstracta es de raíz islámica.
Con todo, existen también manuscritos hebreos miniados que recurren a imaginerías específicamente judaicas. Tal es el caso de la "Visión de Zacarías" en la Biblia de Cervera, elaborada en Sefarad en 1300 e ilustrada por Joseph Ha-Zarfati. En la mencionada imagen la "Restauración del Estado Hebreo" es simbolizada por una importante Menorá alimentada por el aceite que emana de dos olivares: los árboles representan el renovado linaje del Rey David y del Sacerdote del Templo.
La gran mayoría de los manuscritos miniados hebreos desarrollados en la península ibérica y que han sobrevivido hasta la actualidad se remonta a la segunda mitad del siglo XIII y continua hasta poco antes de 1492. El siglo XIV conoció la culminación de este arte, solo interrumpido cuando las eventuales revueltas antijudías de 1391. Algunas obras fueron comenzadas en España y solo terminadas en la diáspora después de fines del siglo XV.
Los manuscritos miniados sefardíes comprenden importantes Biblias hebreas y hagadot que se emplean en la Pascua Judía, específicamente durante el Séder de Pésaj.

### Manuscritos destacados
Entre los manuscritos más famosos se destacan textos religiosos, filosóficos y científicos. Entre los más representativos:
- Biblia de Burgos, 1260.
- Biblia de Lisboa.
- Biblia de Cervera, Cervera, 1299-1300.
- Hagadá Dorada, Barcelona, 1320.
- Hagadá Rylands, Cataluña o Valencia, 1330.[21]
- Guía de los Perplejos (Maimónides), Barcelona, 1348.[22]
- Mishné Torá (Maimónides), 1400.[23]
- Hagadá de Barcelona, Cataluña, 1350.
- Hagadá de Sarajevo, 1350.[24]
- Biblia hebraica, España, 1470.[25]
- Mishné Torá (Maimónides), Lisboa, 1472.[26]
- Biblia Kennicott, La Coruña, 1476.[15]
- Atlas catalán de Abraham Cresques.

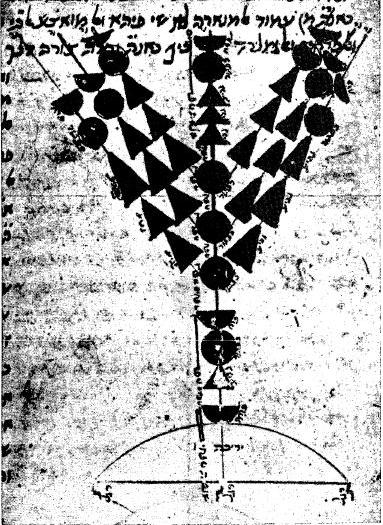
Menorá en "Y" diseñada por Maimónides, Comentario a la Mishná, 1168.
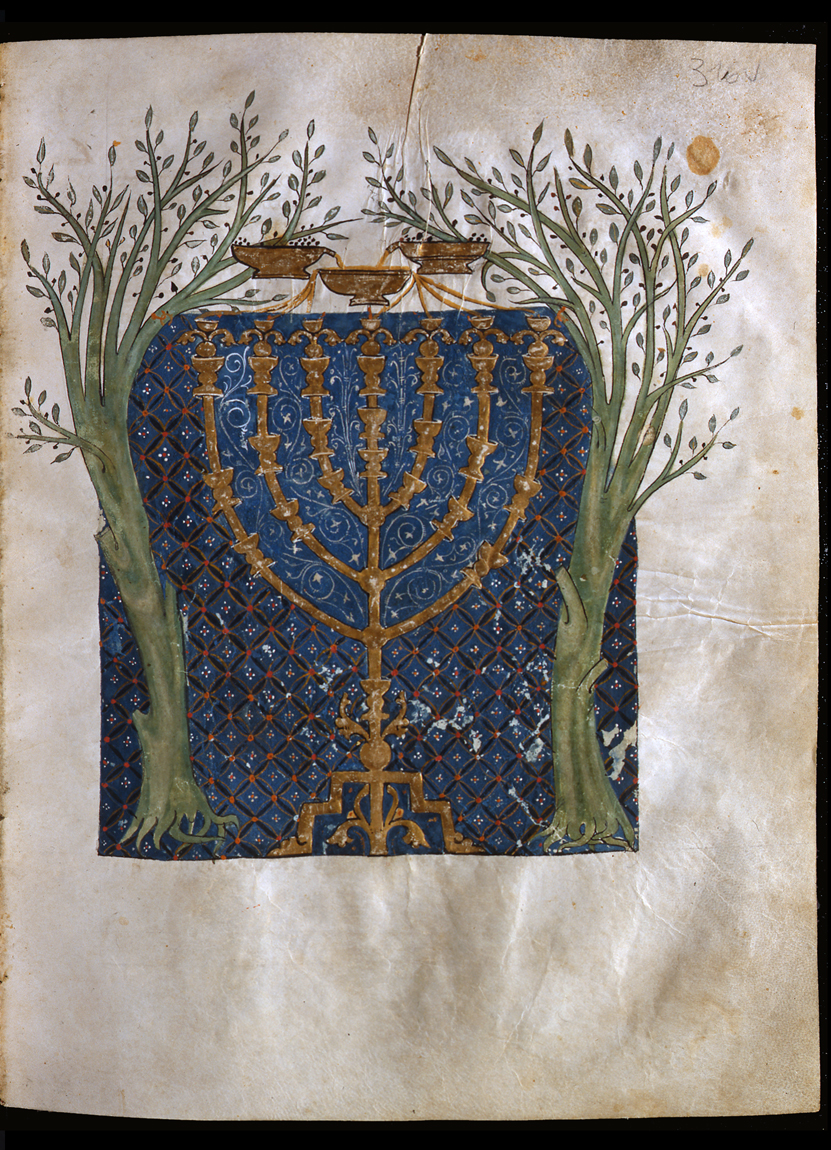
Biblia de Cervera, 1299-1300, fol. 316v: Menorá de la visión de Zacarias. Biblioteca Nacional de Portugal, Lisboa.
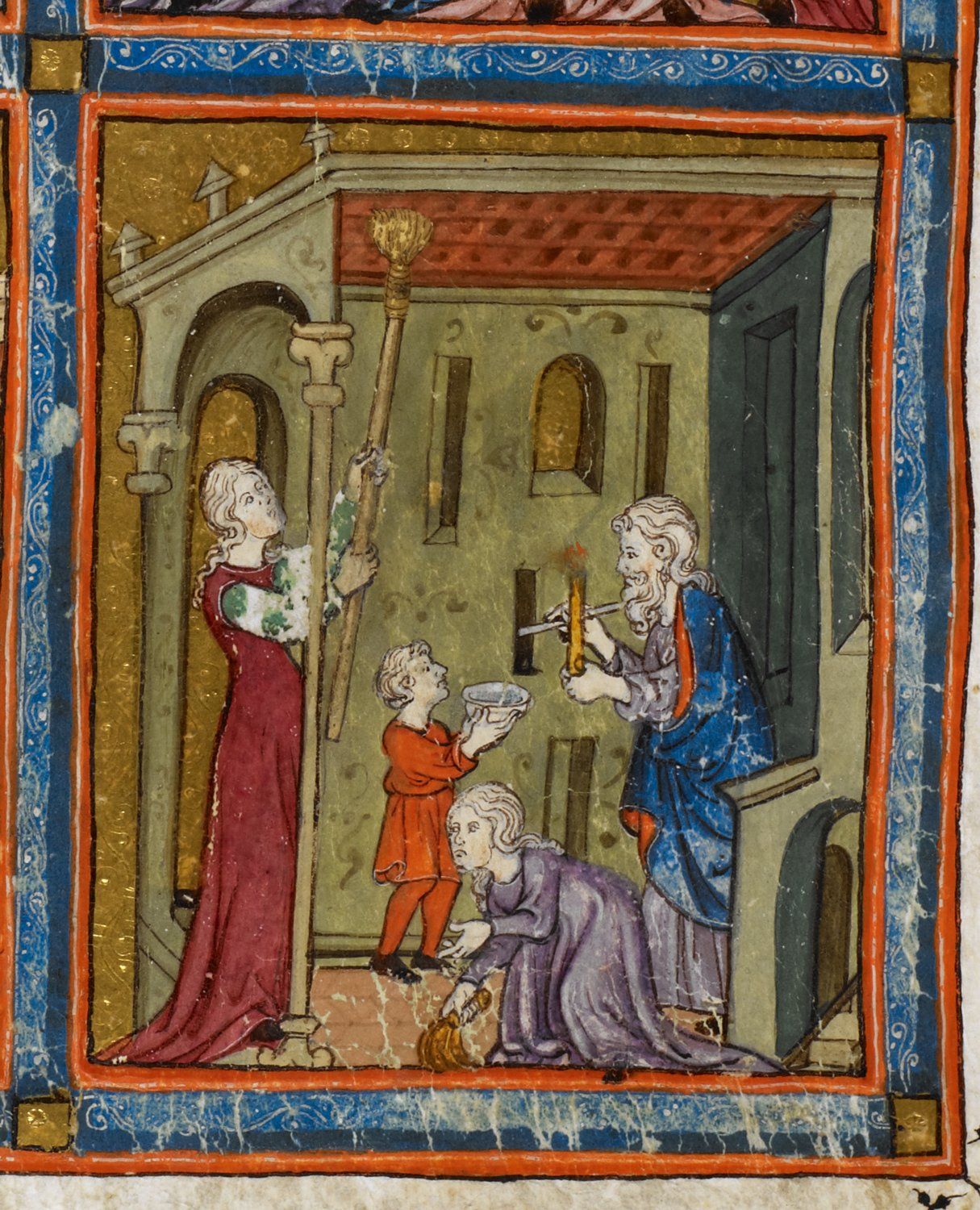
Hagadá Dorada, Barcelona, 1320. Limpieza previa a Pésaj.
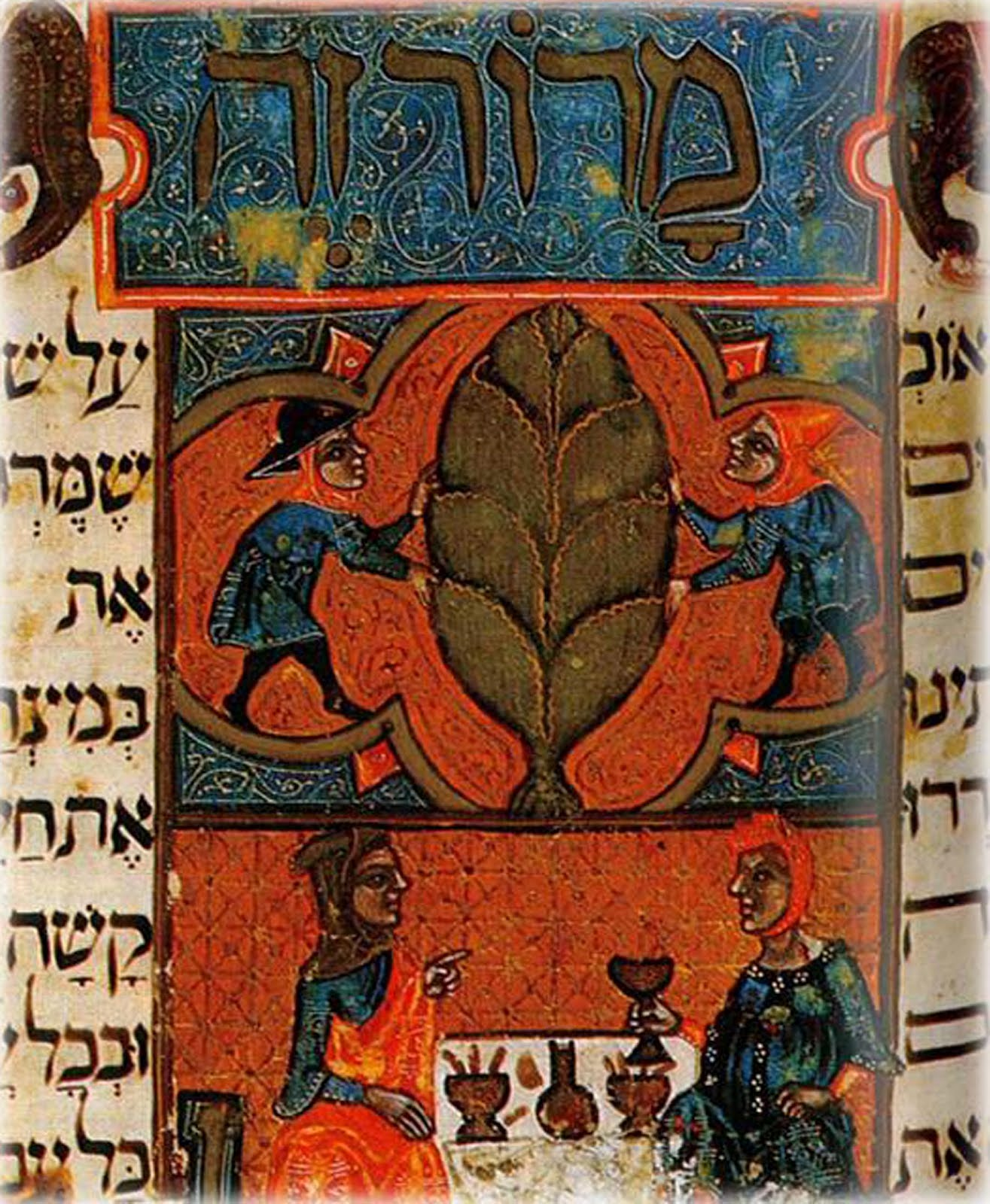
Hagadá Rylands, 1330: "Maror zé".
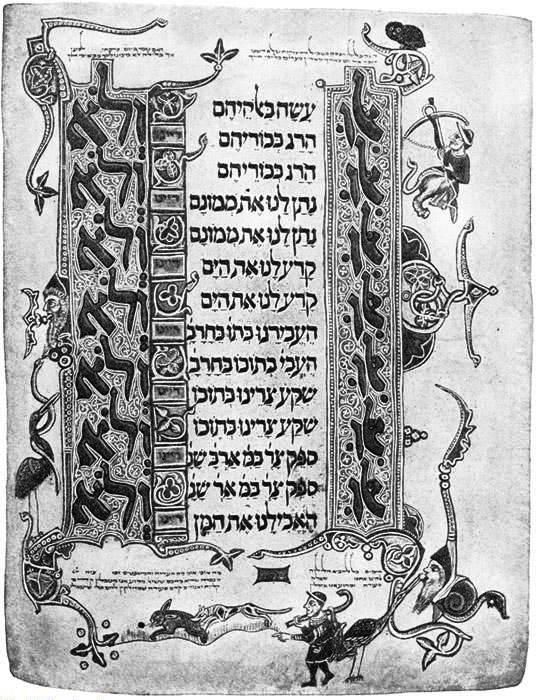
Hagadá Rylands: Dayenú, 1330: "Ilu... ve lo...".
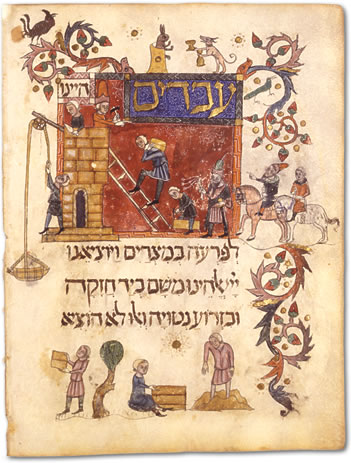
Hagadá Barcelona,[28] manuscrito hebreo, 1350, fol. 30v: "Esclavos fuimos de Faraón en Egipto".
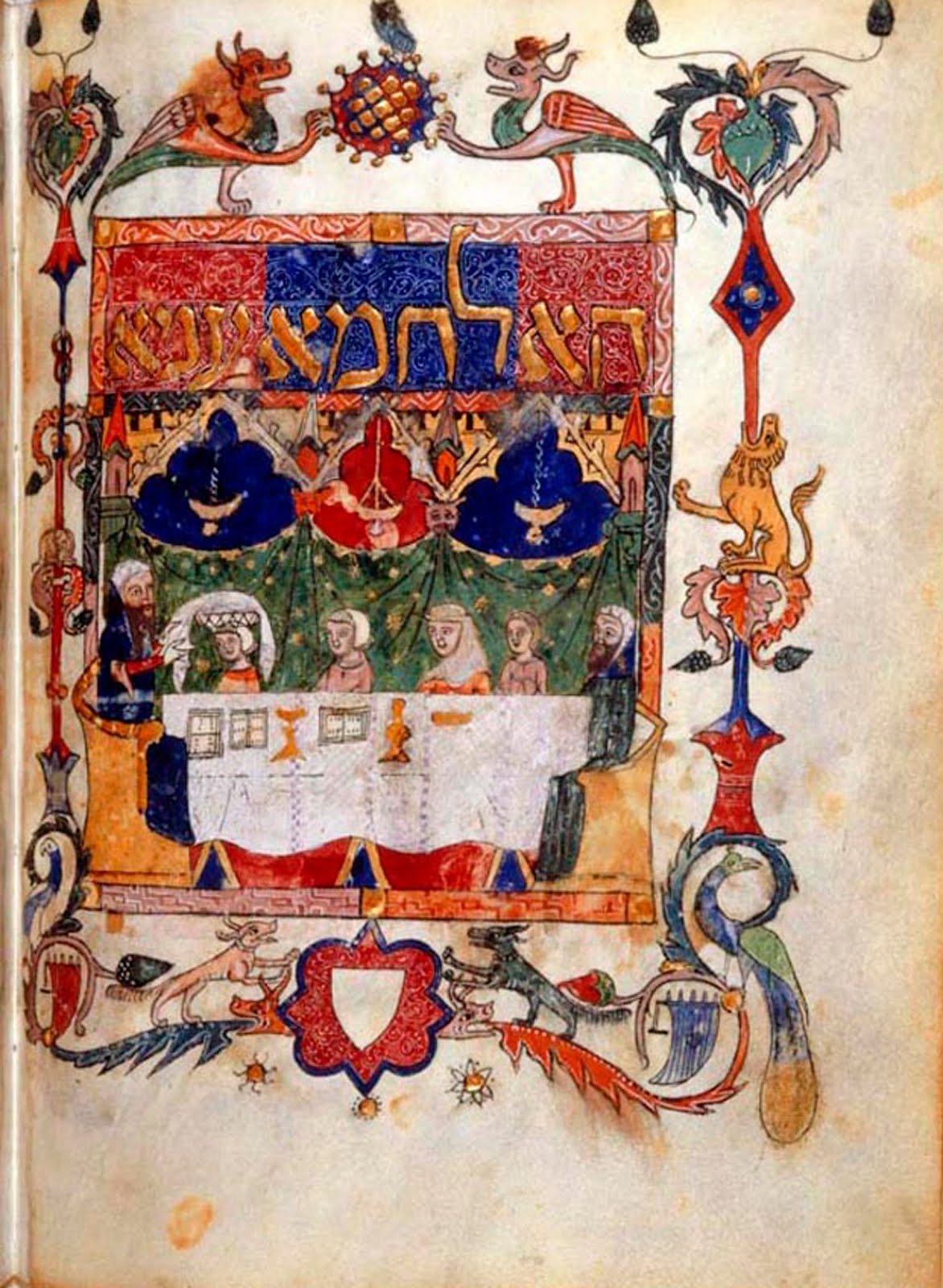
Hagadá Barcelona, 1350: "Ha-Lajmanía".
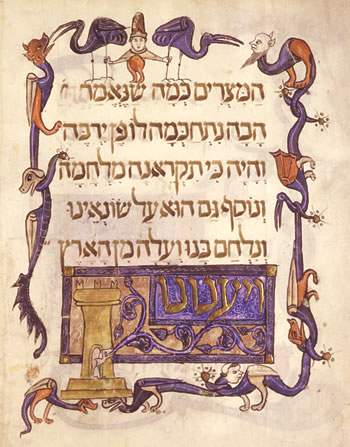
Hagadá Barcelona, 1350, fol. 42v.
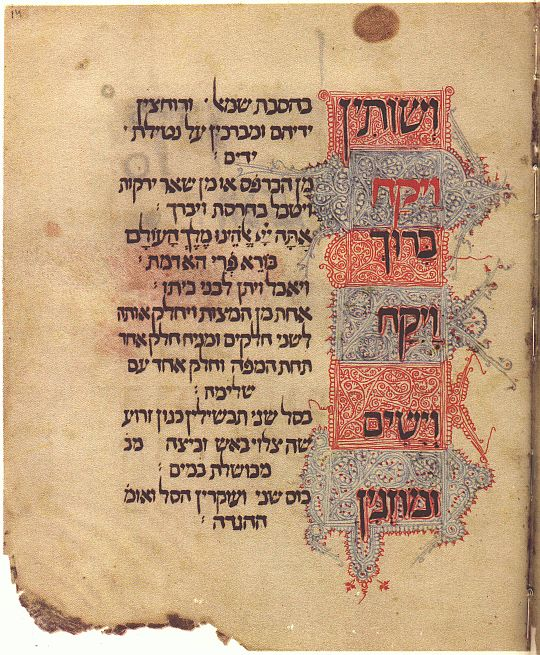
Texto hebreo con caracteres típicamente sefarditas, Hagadá Kaufmann, Cataluña, siglo XIV.
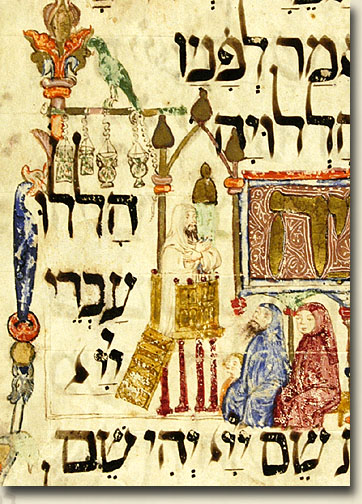
Hagadá Kaufmann: Sinagoga.
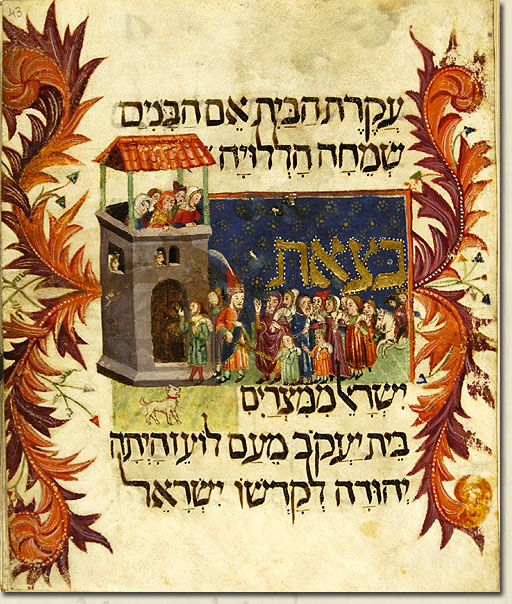
Hagadá Kaufmann: Moisés lidera el Éxodo.
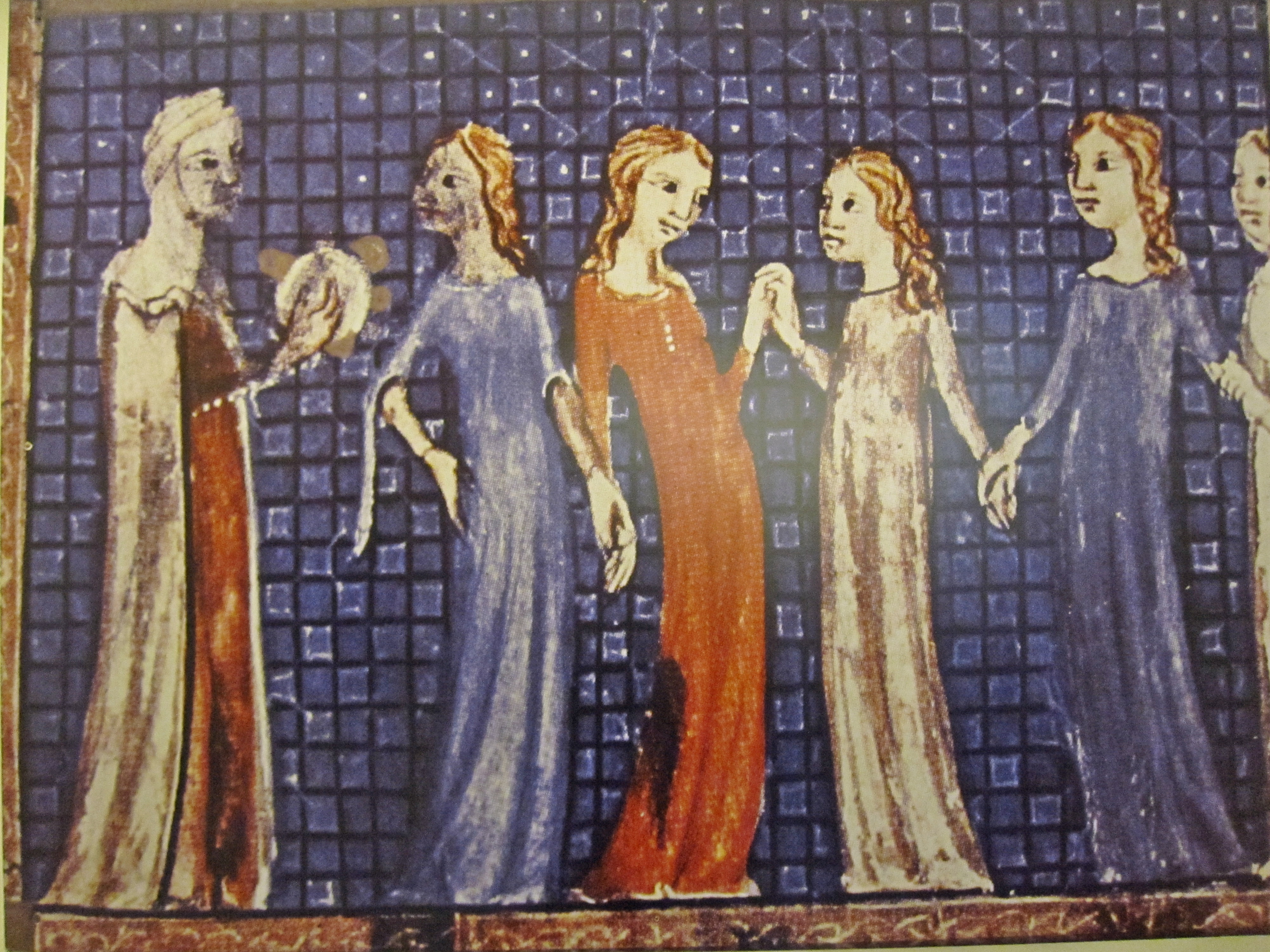
Hagadá Sarajevo, Barcelona, 1350: Miriam y las hebreas festejan haber cruzado el Mar Rojo.(Éxodo 15:20).
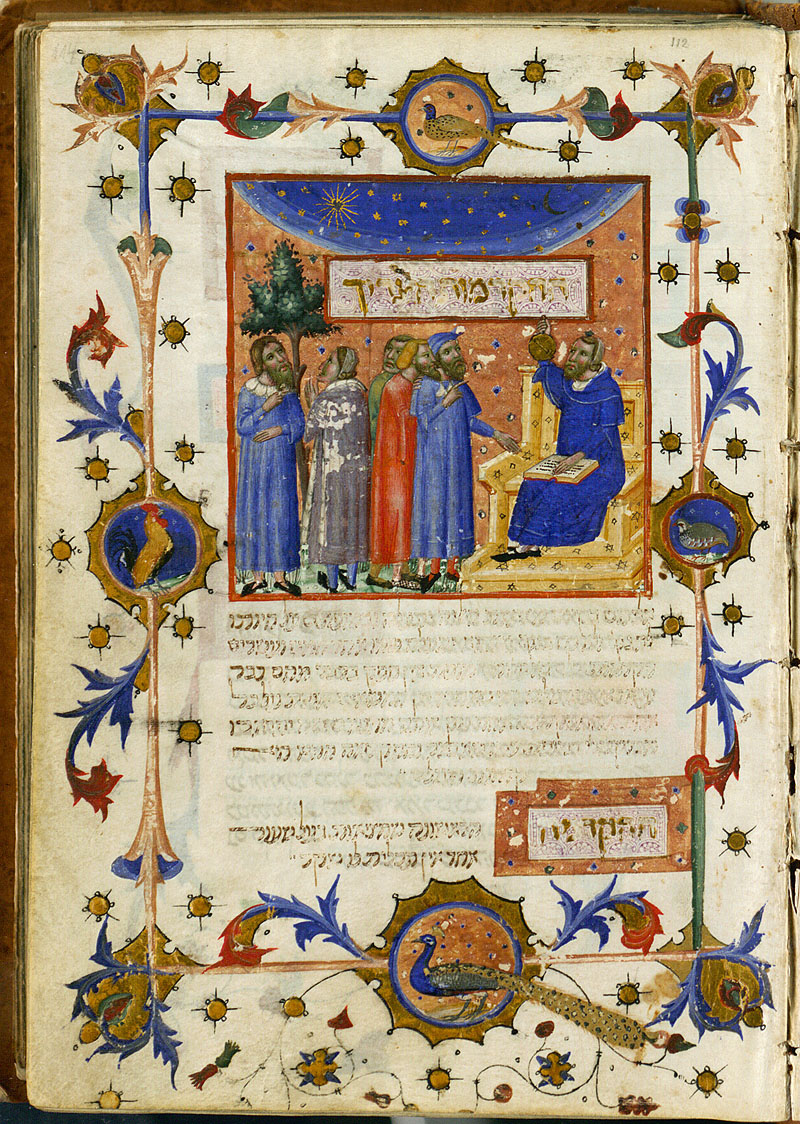
Guía de los Perplejos (Maimónides, c. 1140), manuscrito hebreo miniado, Barcelona, 1348. Iluminado por Jaume Ferrer Bassa.[29] Maimónides enseñando que la medida del hombre es humilde en relación a aquella del universo.
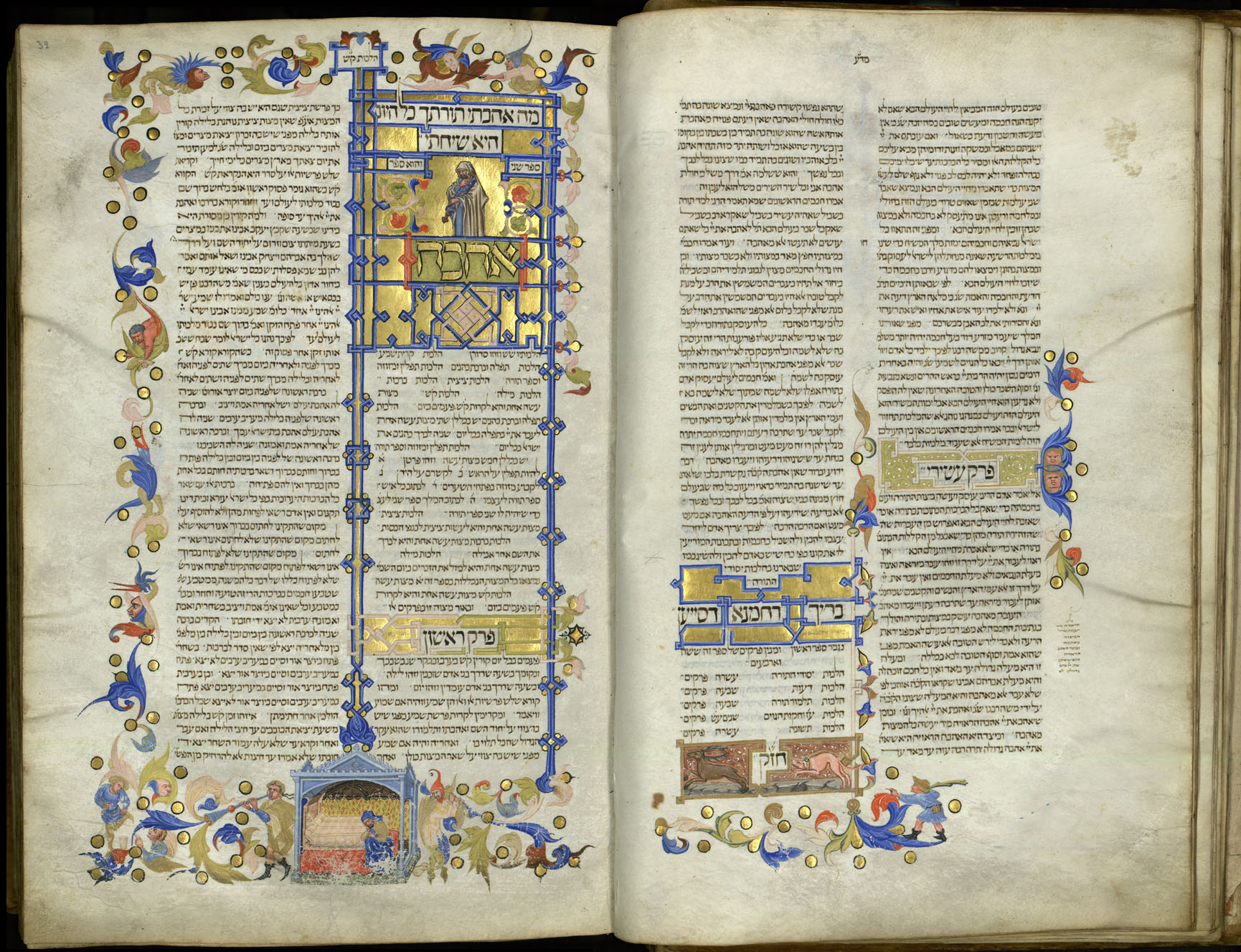
Mishné Torá (Maimónides, 1180), manuscrito hebreo copiado en Sefarad, 1340, e iluminado por Matteo di Ser Cambio en Perugia en 1400.
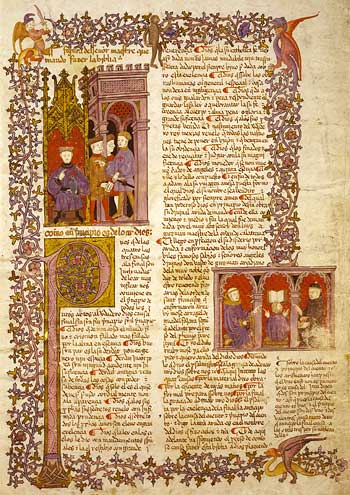
Biblia de Alba, biblia hebraica traducida al romance, 1422-1433, fol. 1v: "Figura del señor maestre que mando fazer la Biblia".
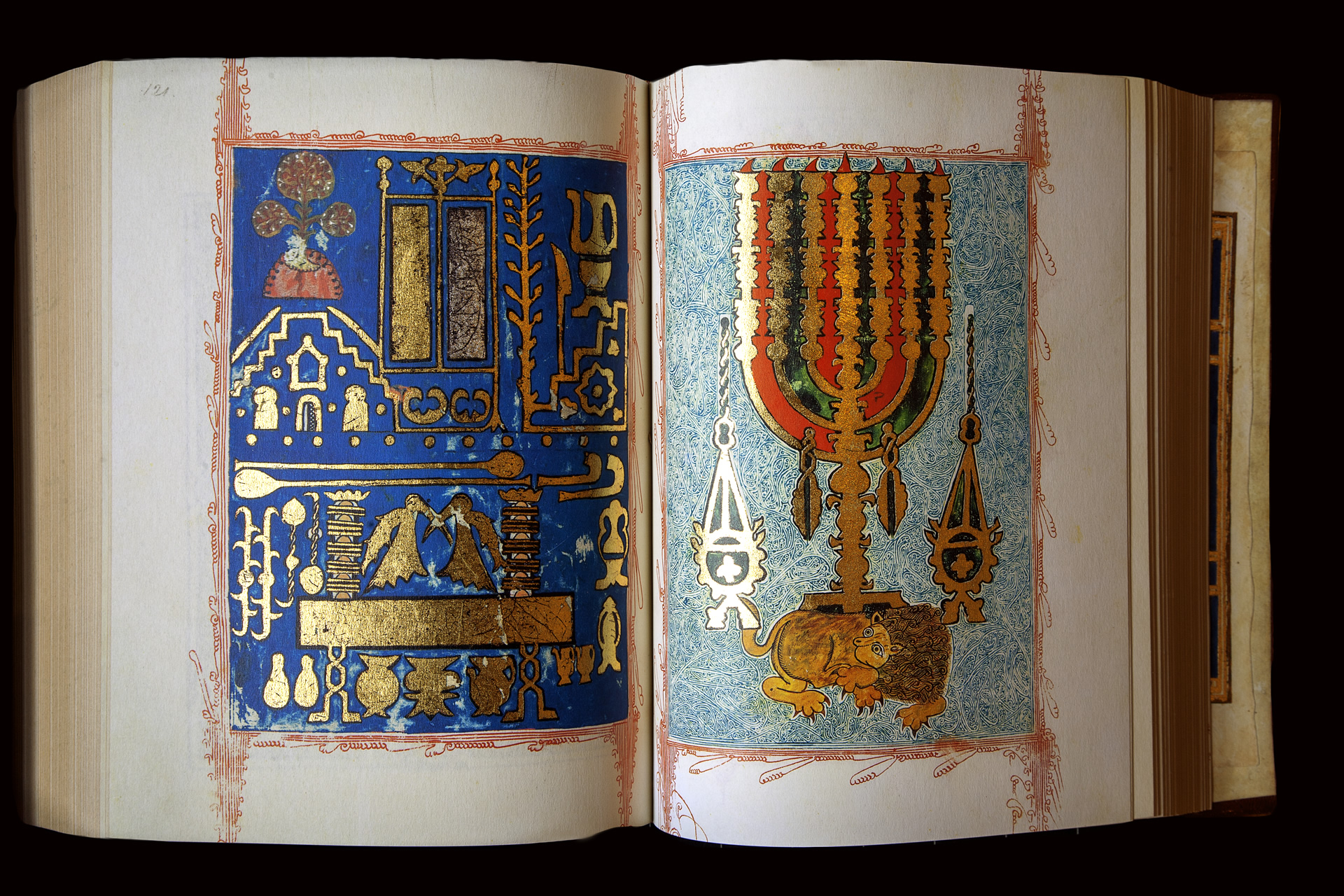
Biblia Kennicott, 1476.
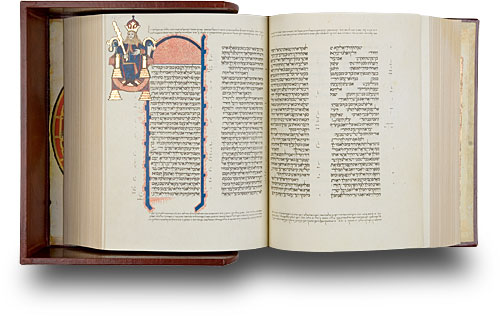
Biblia Kennicott, fol. 184v-185r: David.
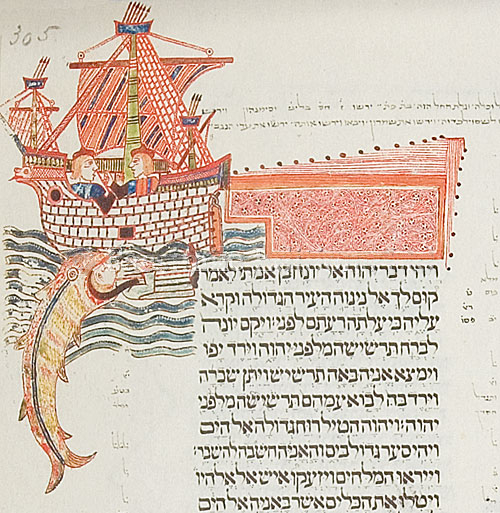
Biblia Kennicott, fol. 305r: Jonás.

En el plano de la investigación académica de los manuscritos sefardíes miniados se destacan los siguientes autores y trabajos:
- David Stern: "Una introducción a la historia de la Biblia en Sefarad" Archivado el 18 de mayo de 2015 en Wayback Machine..[32]
- Katrin Kogman-Appel: "La iluminación de manuscritos hebreos en la Iberia bajomedieval" Archivado el 3 de diciembre de 2013 en Wayback Machine..[33]

Edward Rothstein nota que mientras los manuscritos con textos religiosos hebreos tienden por lo general a ser abstractos y atemporales, su iluminación los transforma, de modo tal que lo sagrado se vuelve específico tanto en tiempo como en espacio: dado que incorpora al texto religioso en la historia, e incluso, en la propia biografía, es por medio de la iluminación que en el manuscrito miniado "lo sagrado se vuelve personal".
La tradición judía se siente poco a gusto ante cualquier tipo de ilustración que pueda llegar a ser asociada con la idolatría o con la representación de la Divinidad. Esta última, observa Rothstein, permanece en el misterio, mientras que la humanidad es en sí un terreno fértil para la especulación y la ilustración. Rothstein explica que en el judaísmo no son los textos religiosos tradicionales los que se ilustran, sino aquellos textos que narran los episodios épicos del pueblo hebreo: la Hagadá de Pésaj y la Meguilá de Ester en particular son ilustradas con gran entusiasmo y es precisamente en ellas donde los artistas despliegan sus conocimientos e imaginación en materia de conciencia histórica y de experiencia personal.

## Textos hebreos impresos
Impresos hebreos fueron llevados a cabo en la península ibérica entre 1475 y 1497, nota Shimon Iakerson en un artículo suyo titulado "Los primeros impresos hebreos de Sefarad Archivado el 19 de mayo de 2015 en Wayback Machine.". Entre ellos de importancia artística es el Comentario a las bendiciones y oraciones de David Abudarham, texto hebreo publicado en Lisboa en 1489 por Eliezer Toledano, y que presenta una letra inicial bet que emerge de un recuadro y un marco encuadrando la totalidad de la página, ambos profusamente decorados con motivos vegetales y animales (tanto reales como fantásticos estos últimos).
Llevada a cabo en Madrid en 2014, la exposicíón Palabra por palabra ha revelado la existencia algunas biblias con imágenes grabadas y que fueron publicadas en ladino por los sefardíes expulsados de España en 1492 y/o sus descendientes. Ellas fueron impresas en Ámsterdam, Constantinopla, Esmirna, Ferrara, Jerusalén, Liorna, Londres, Pisa, Salónica, Venecia y Viena; los volúmenes en cuestión comprenden desde el siglo XVI hasta el siglo XX y son datados entre 1553 y 1946.
Entre las biblias sefardíes ilustradas e impresas se destacan:
- Biblia en Lengua Espanola, traduzida palabra por palabra de la verdad Hebrayca (sic), Ámsterdam, 1646. Texto en ladino. Portada con imágenes del "Arca del Firmamento", Moisés y Aarón, y la tentación y expulsión de Adán y Eva del paraíso.[38]
- Pentateuco de Constantinopla, 1739. Primera edición aljamiada de la Biblia completa en hebreo y ladino. Frontispicio con columnas salomónicas.[39]
- Cantar de los Cantares, Liorna, 1769. Texto en hebreo y traducción al ladino. Emblema con manos unidas sosteniendo un acebuche coronado por un corazón.[40]
- Pentateuco de Viena, 1813-1816. Textos hebreo y ladino. Portada con imagen del Templo de Jerusalén, las figuras de Moisés y Aharón, y cinco medallones con escenas bíblicas: Adán y Eva expulsados del paraíso, Moisés y la zarza ardiente, Aarón con la Menorá, Moisés predicando ante el pueblo hebreo y los exploradores Josué y Caleb cargando el fruto de la Tierra de Promisión.[41]

## Arte ritual y expresión artística

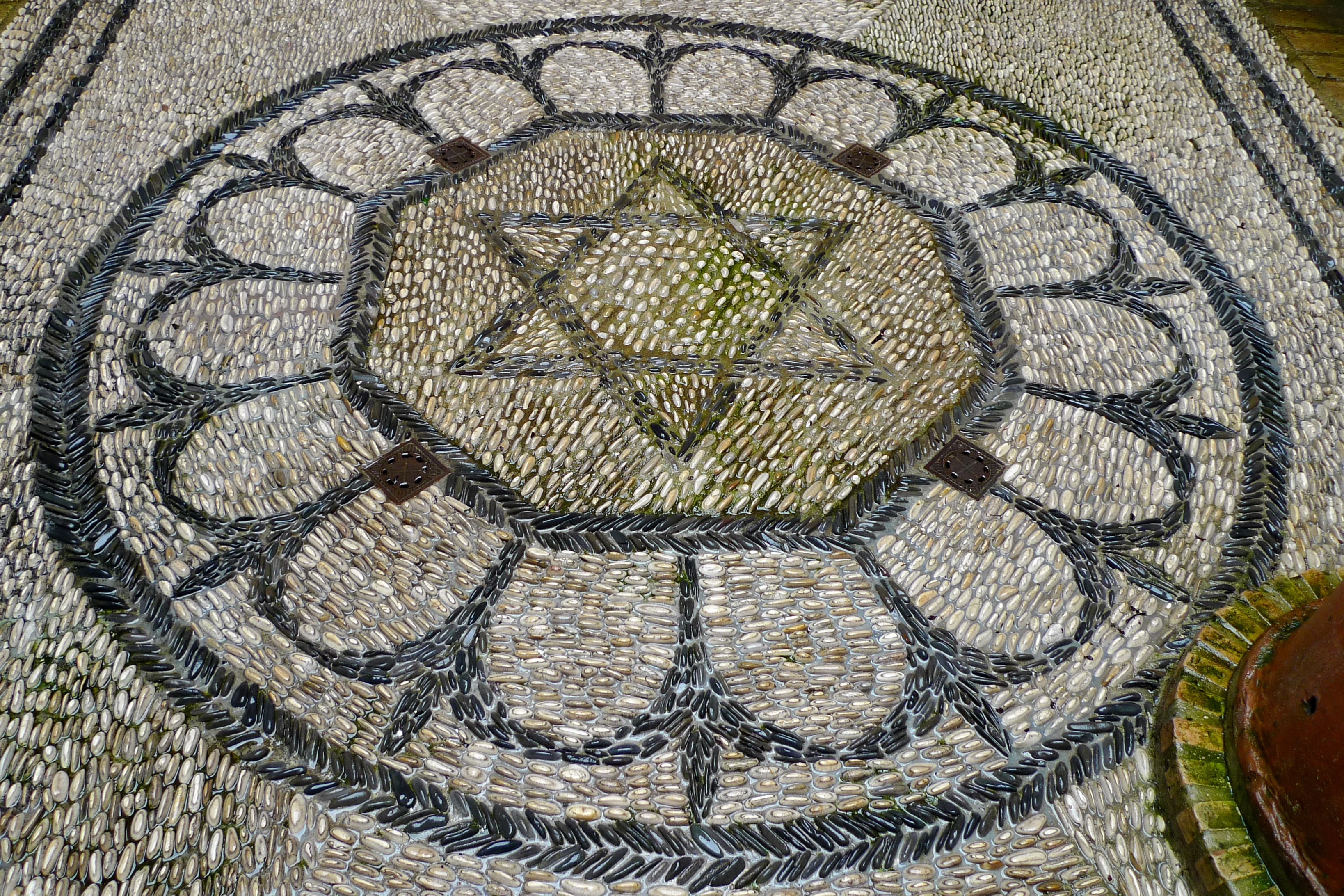
Pavimento de la Casa de Sefarad en Córdoba, España.
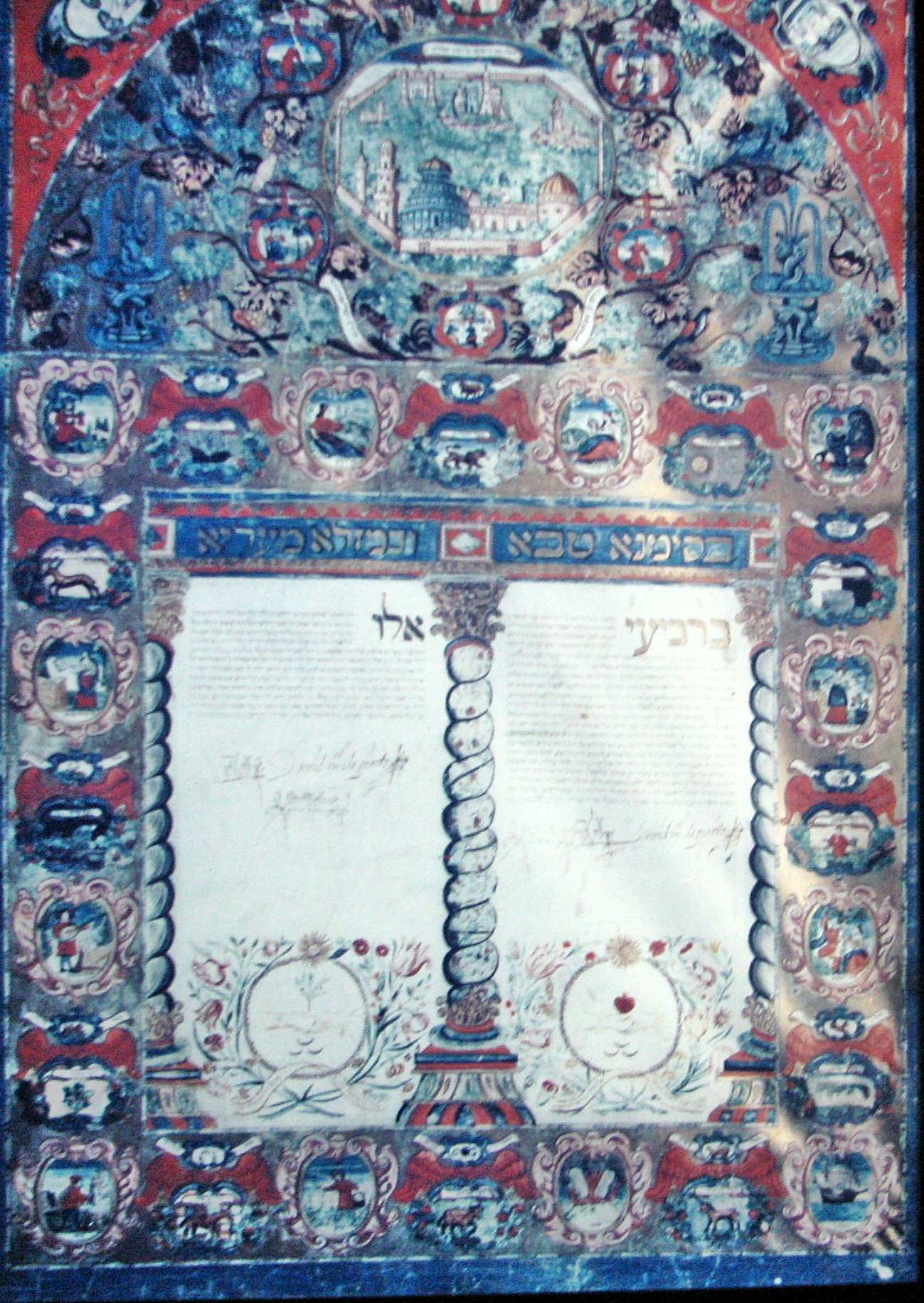
Ketubá (contrato matrimonial judío) del matrimonio Pinto, Italia, c. 1650-1700.[42] Beth Hatefutsoth, Tel Aviv.
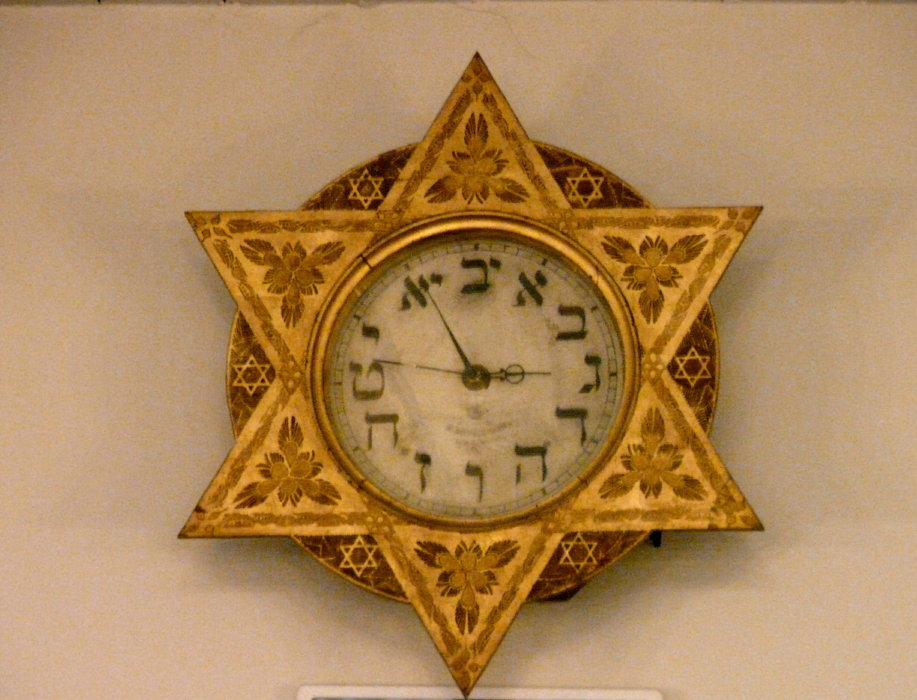
Relój de la Sinagoga de Ámsterdam, con caracteres hebreos.
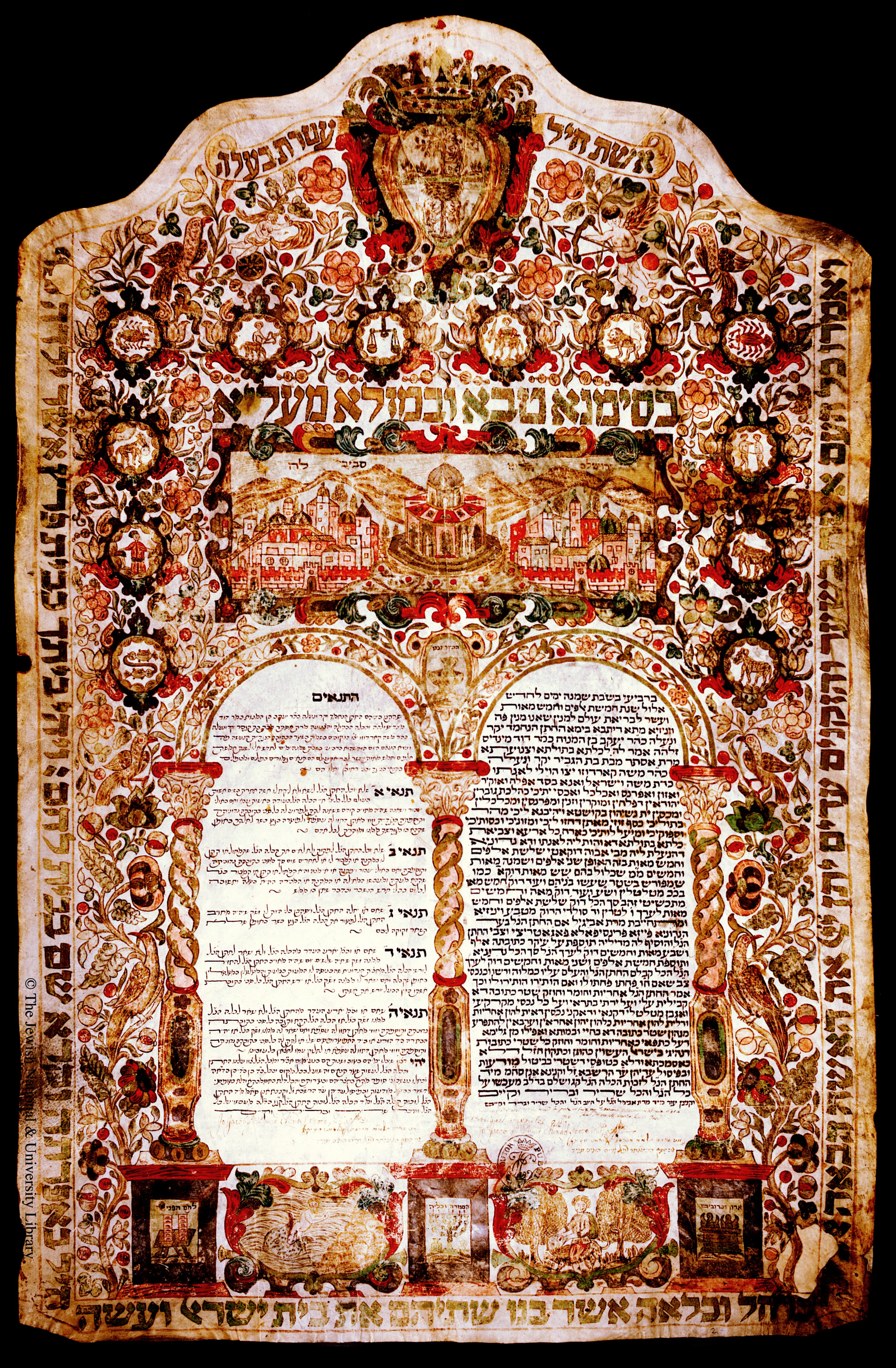
Ketubá, Venecia, 1750. Presenta imagen del Templo de Jerusalén. Biblioteca Nacional, Universidad Hebrea de Jerusalén.
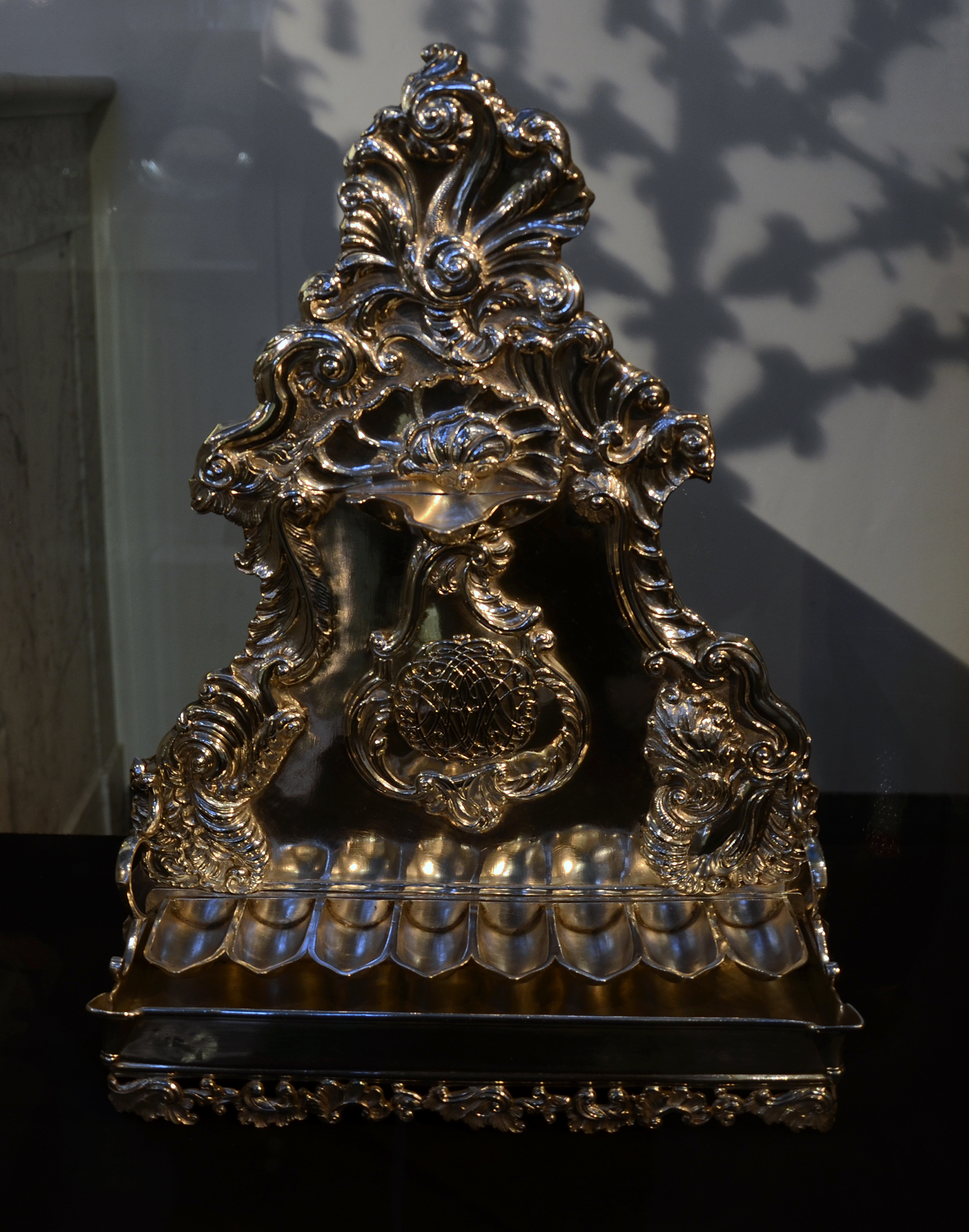
Januquiá, Holanda, 1751. Museo Histórico Judío de Ámsterdam.
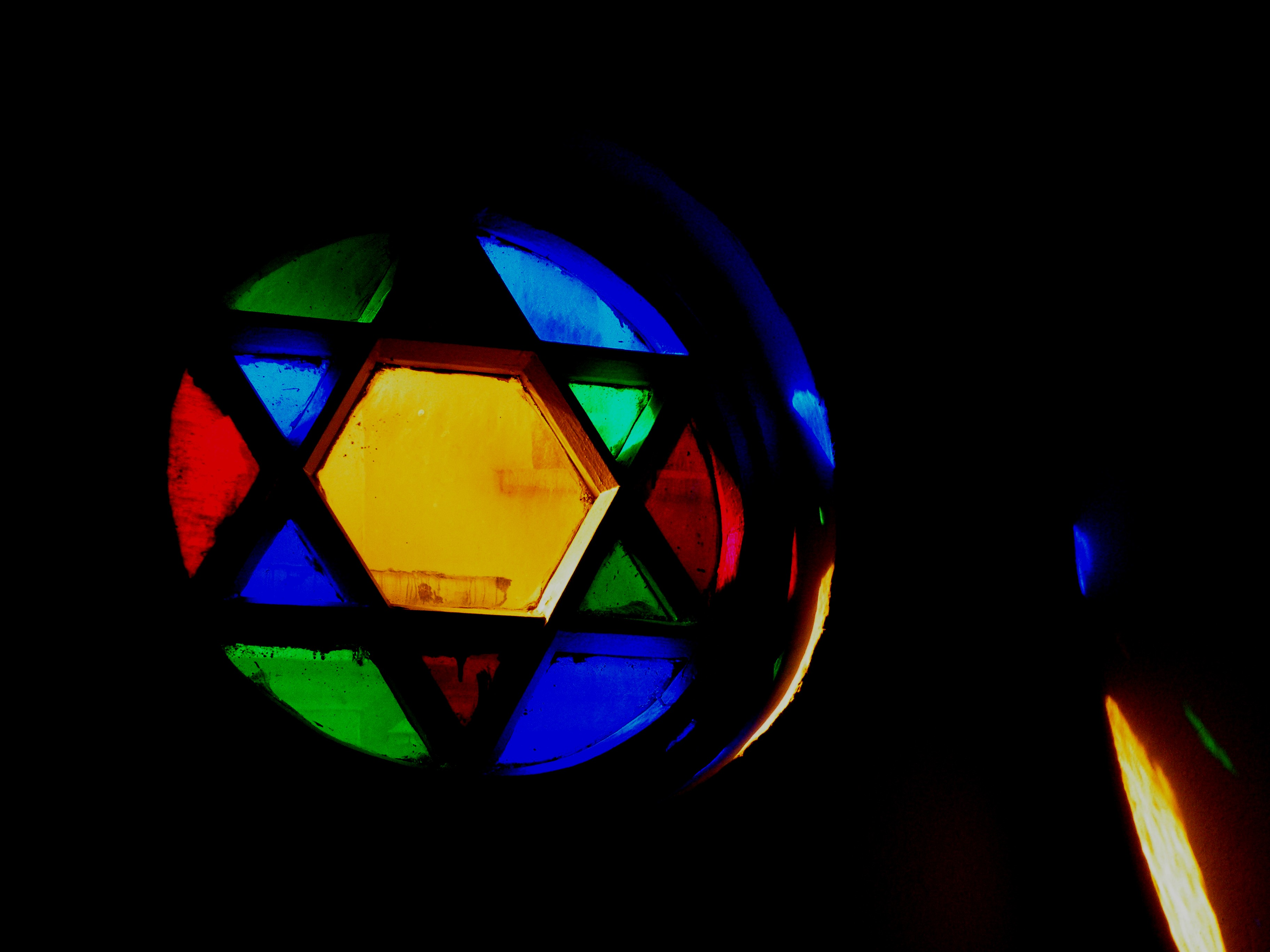
Vitral de la Sinagoga de Estambul, Turquía.
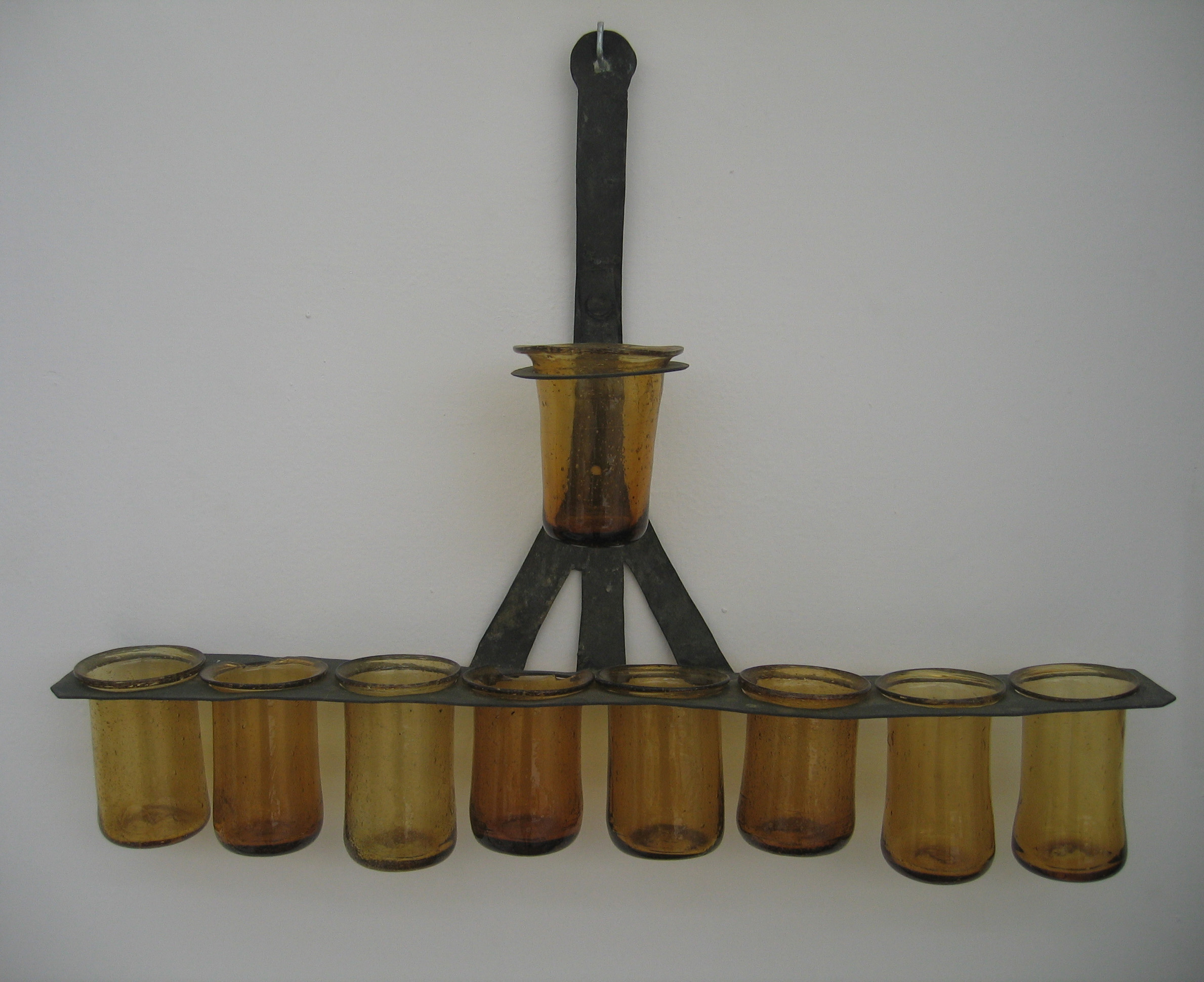
Januquiá, Marruecos, siglo XIX.
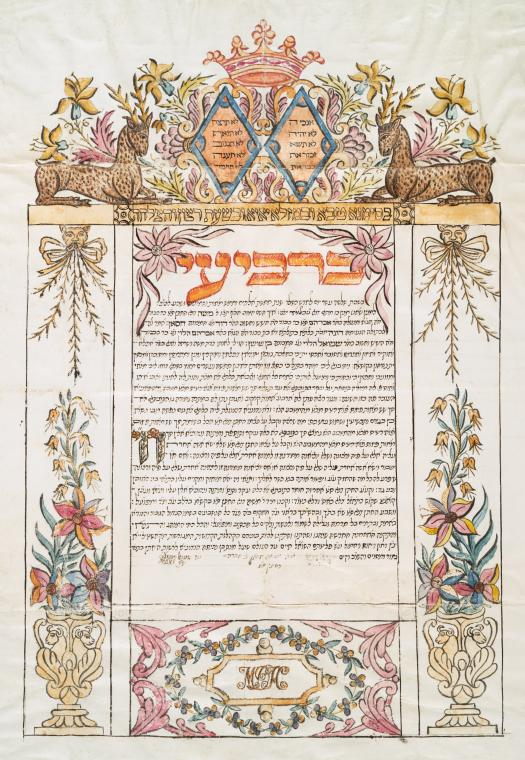
Ketubá de "Mosheh ben Avraham ben David Hasan" (Mosheh ben Avraham Hassan) y "Donah bat Avraham ha-Levi ben Shemuel ha-Levi Ben Susan" (Dona Bensusan), Gibraltar, 1826. Biblioteca Pública de Nueva York.
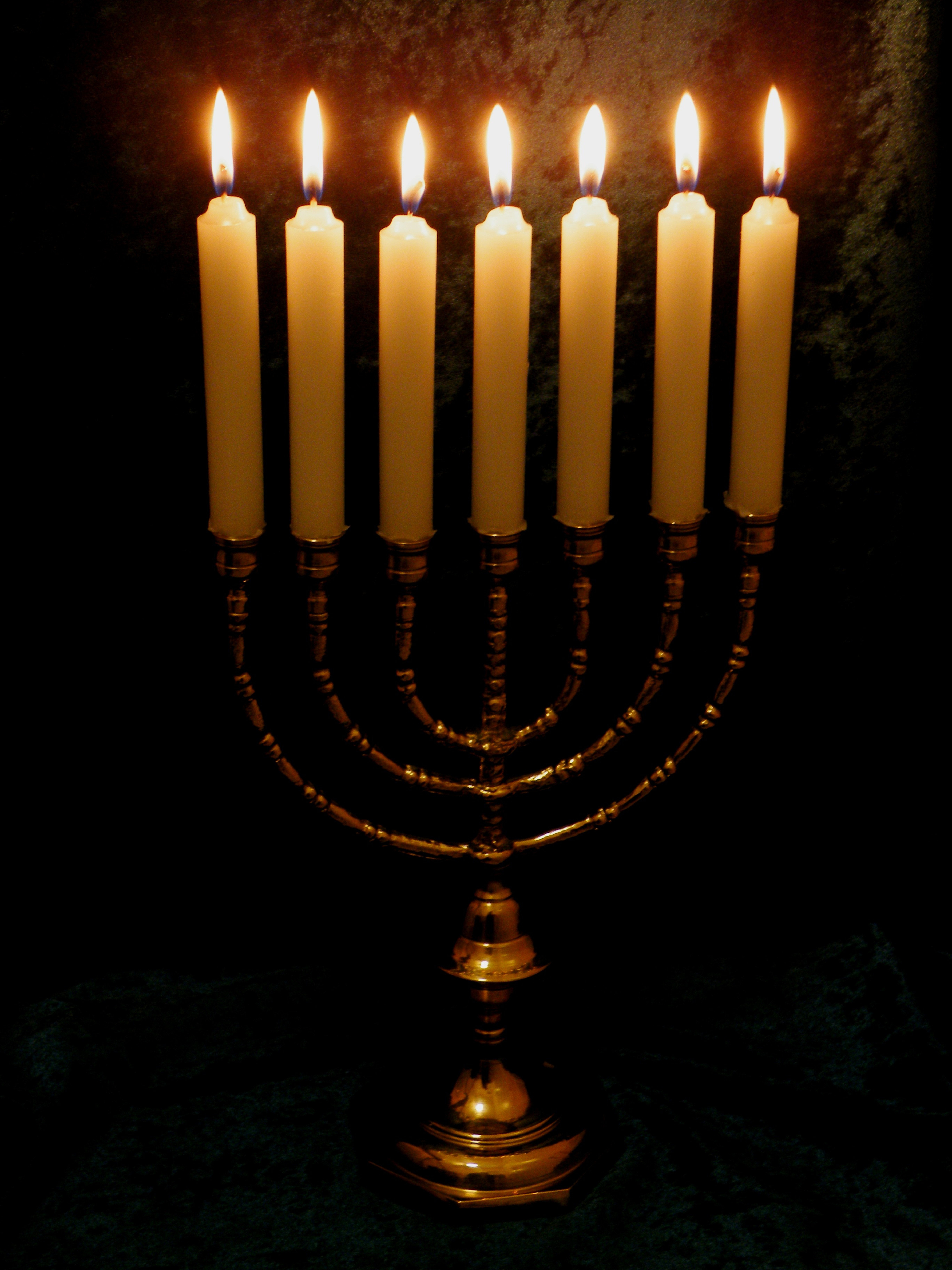
Menorá sefaradí de bronce, siglo XIX.
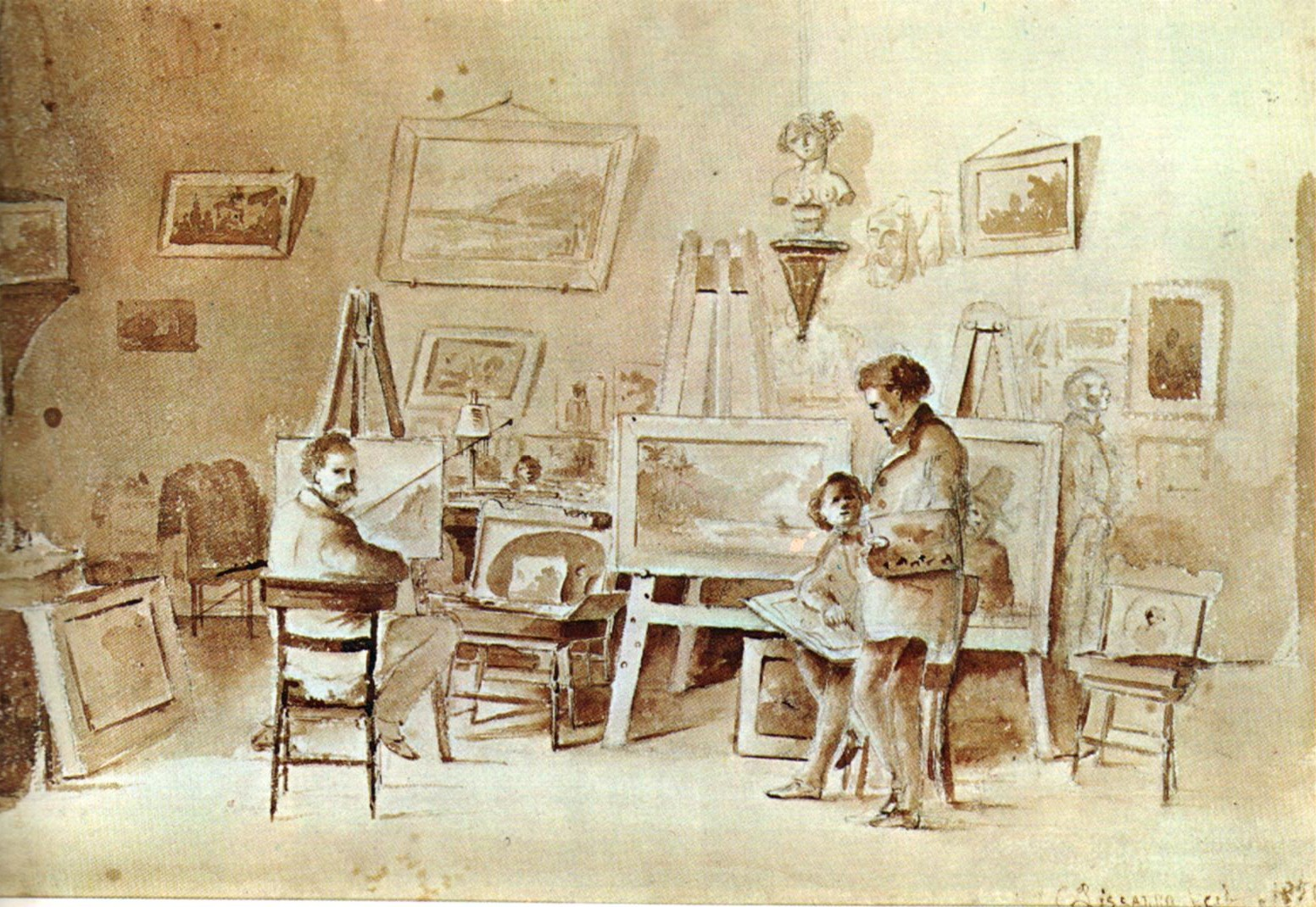
Camille Pissarro, Estudio del Artista en Saint Thomas (Antillas Danesas), 1851. BCV.
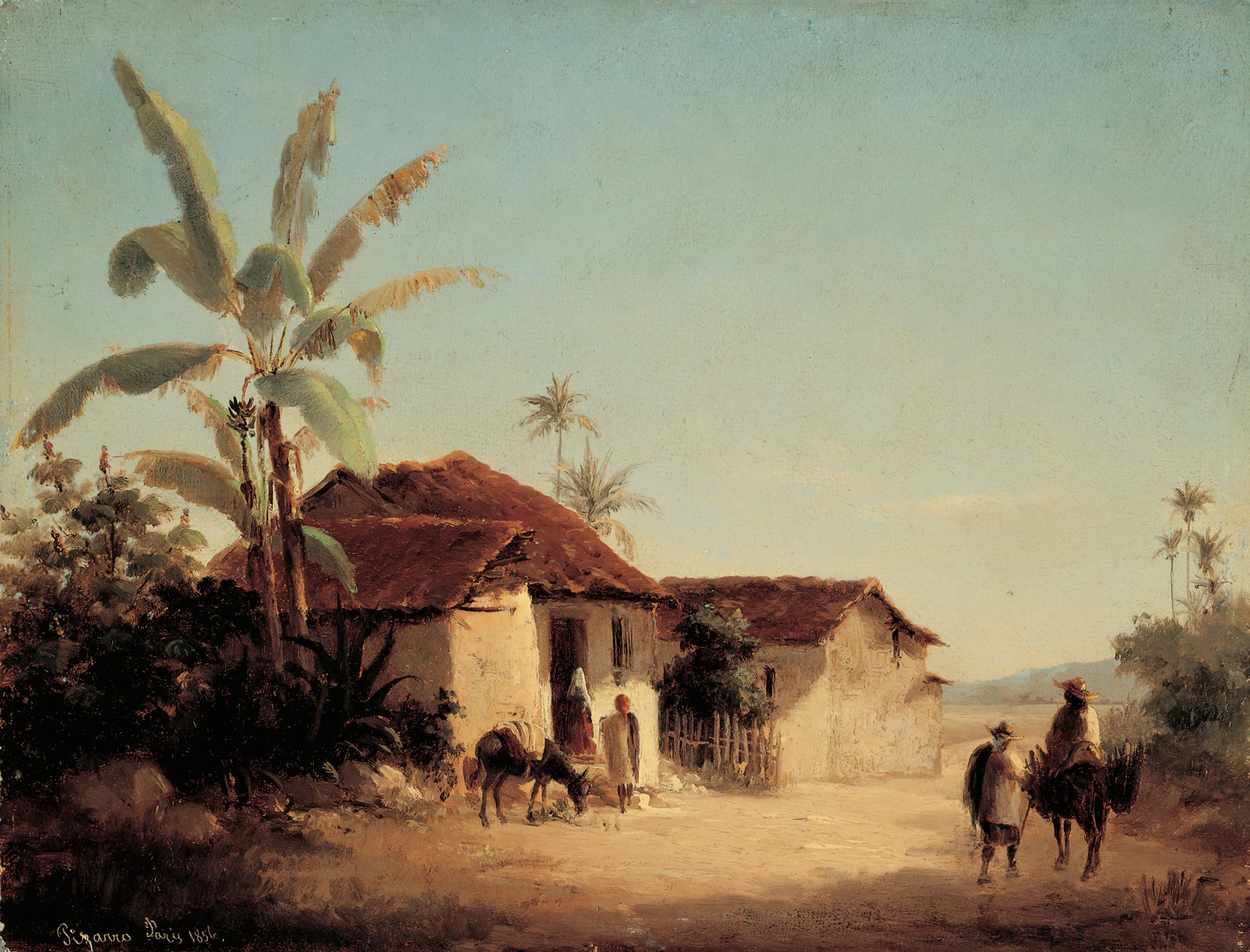
Pissarro, Paisaje tropical con casas rurales y palmeras, c. 1853. Galeria de Arte Nacional, Caracas.
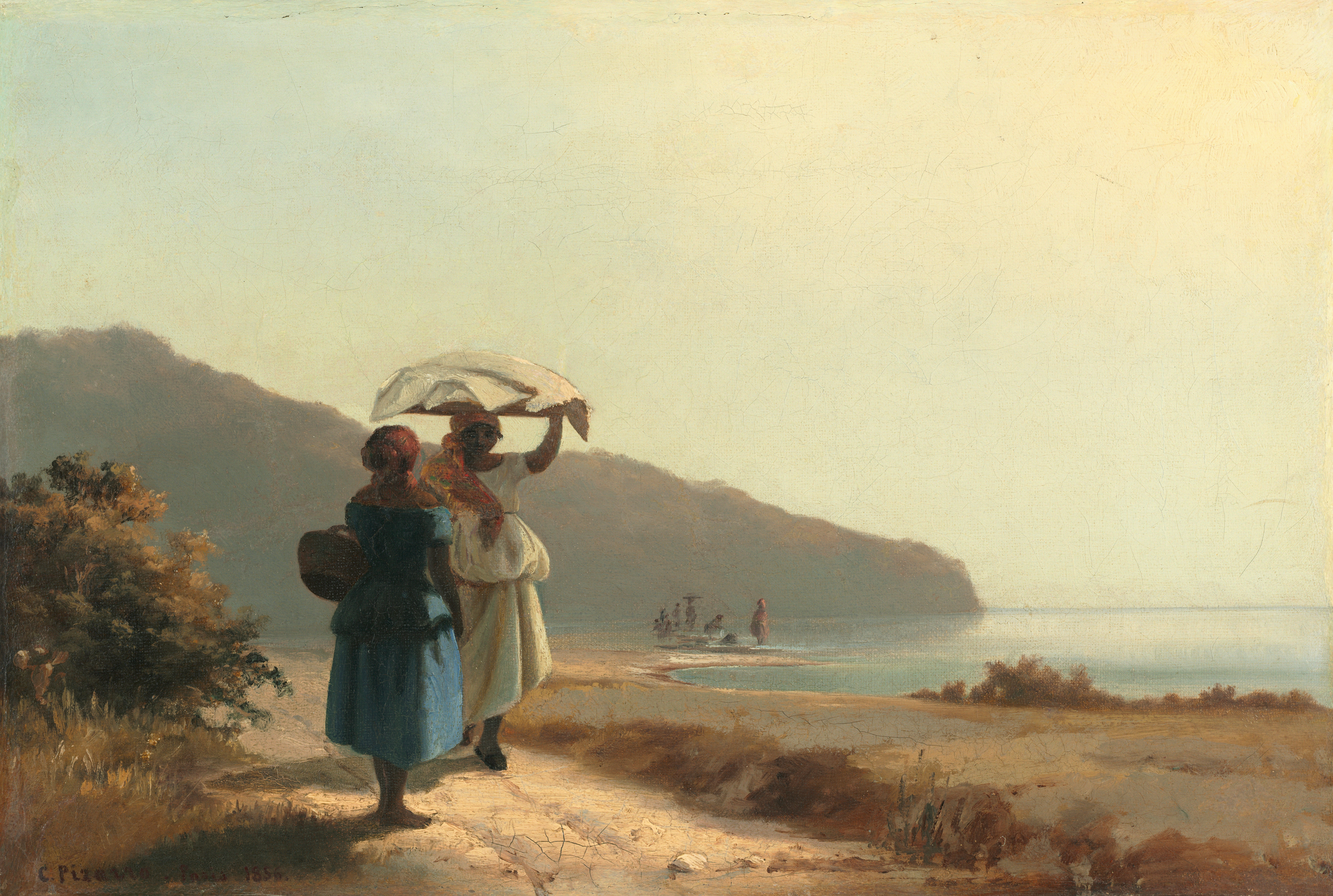
Pissarro, Dos mujeres conversando junto al mar, Saint Thomas, Antillas Danesas, 1856. National Gallery of Art, Washington.
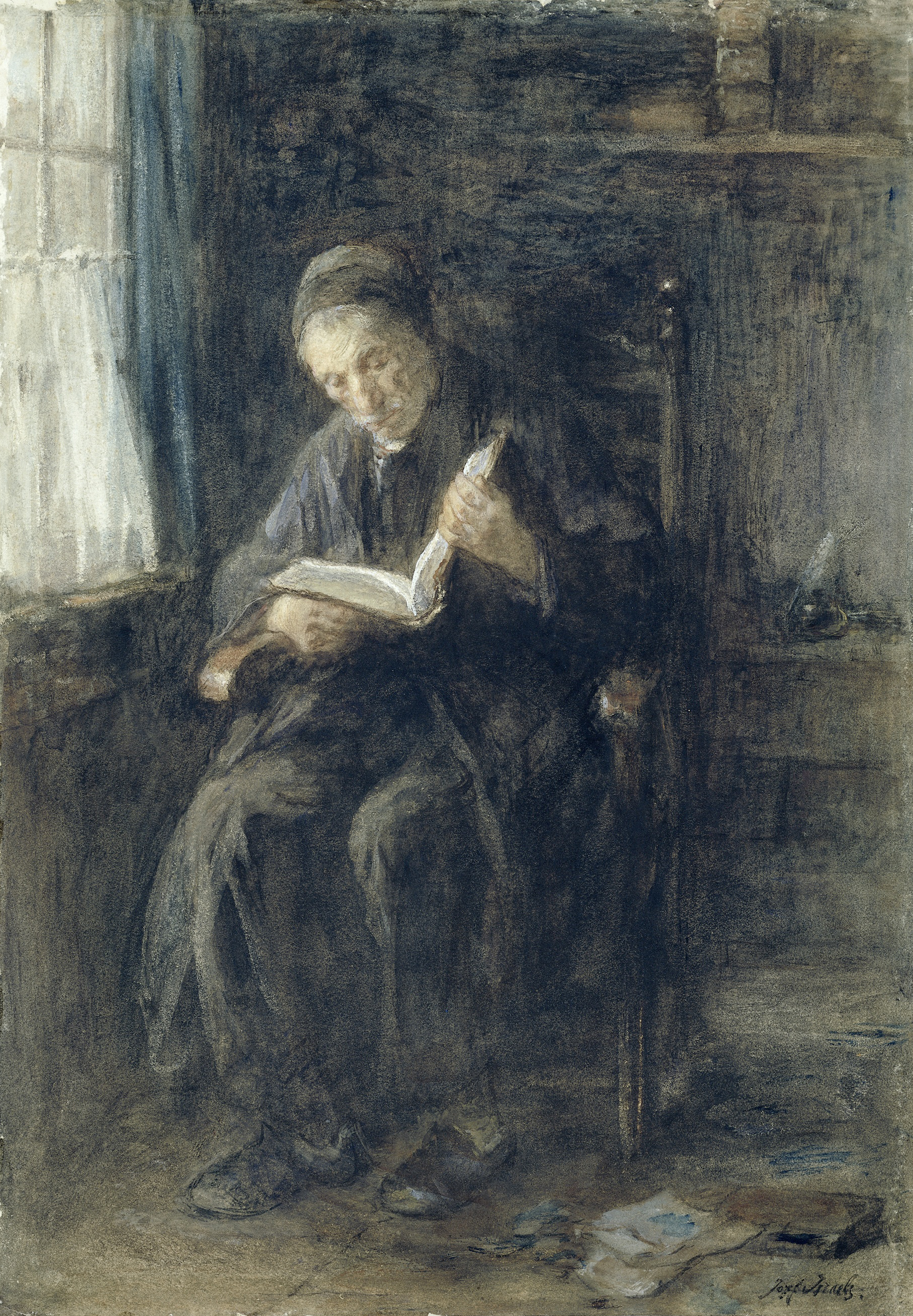
Jozef Israëls, El rabino, c. 1870.
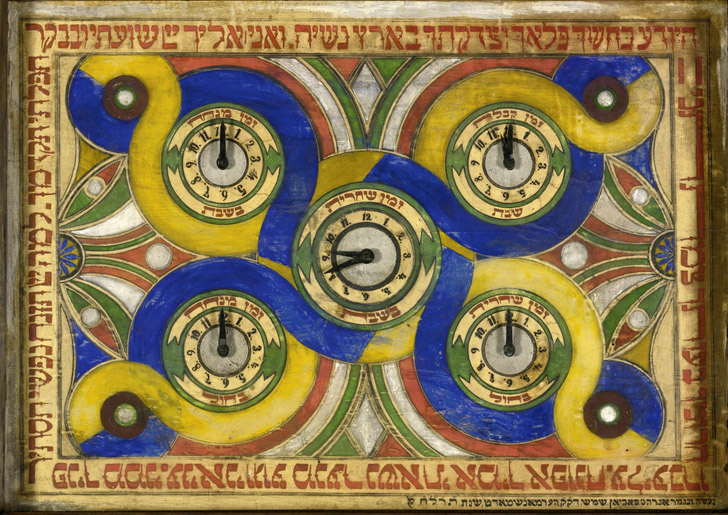
Abraham Pavian, Placa con horario de oraciones y versos en hebreo de Salmos 88:13-17, Sinagoga de Sibiu, Rumania, 1871.
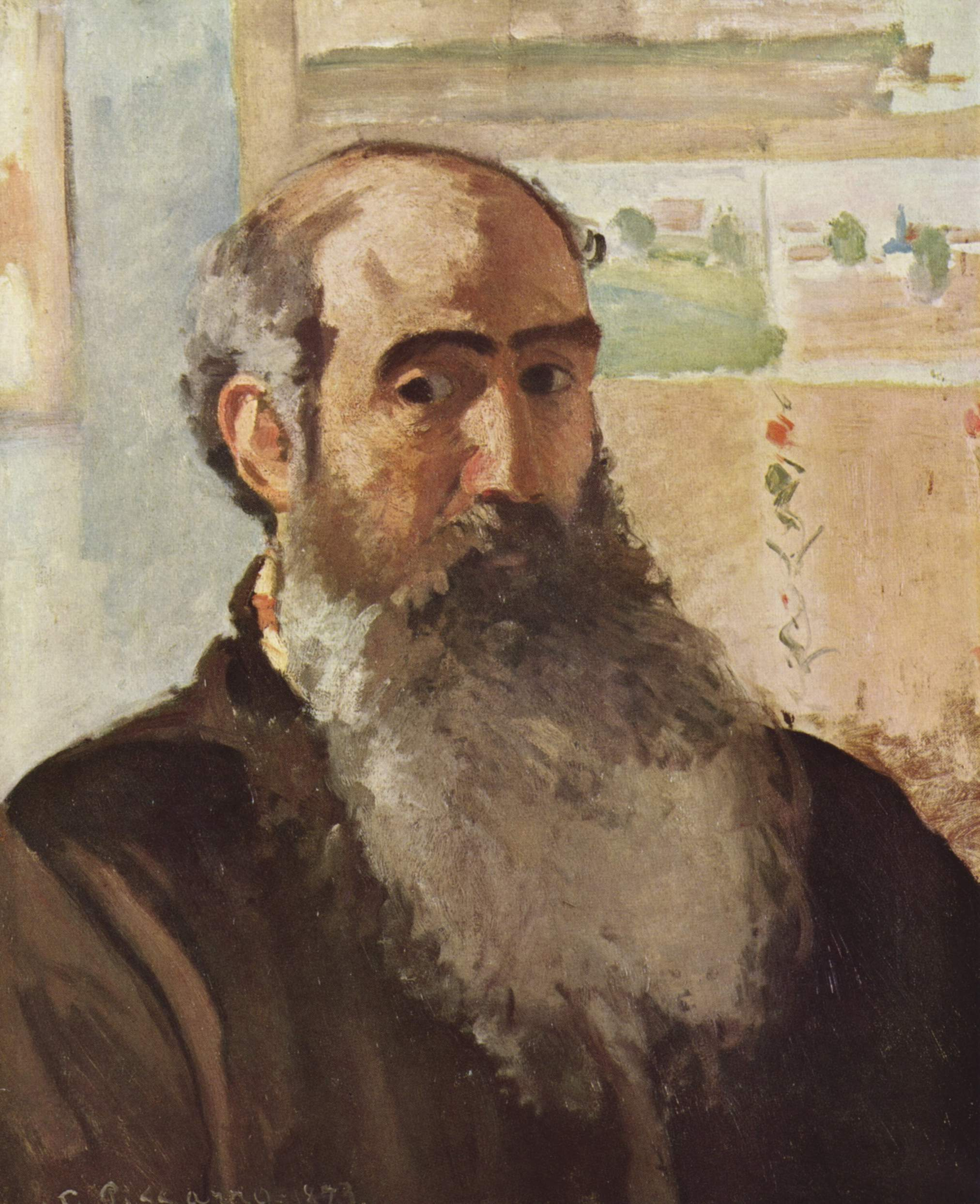
Pissarro, Autorretrato, 1873.
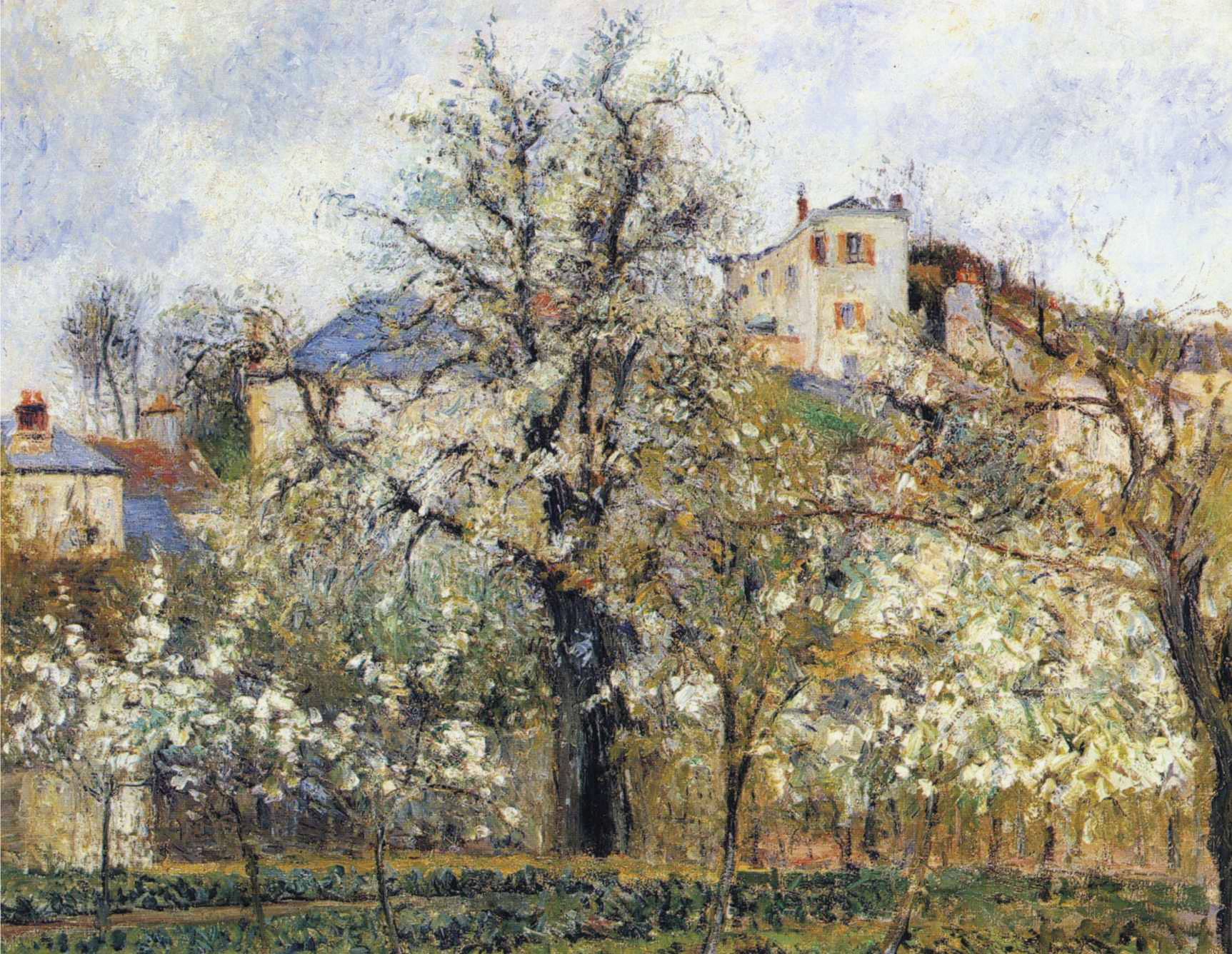
Pissarro, Primavera, ciruelos en flor, Pontoise, 1877. Musée d'Orsay, Paris.
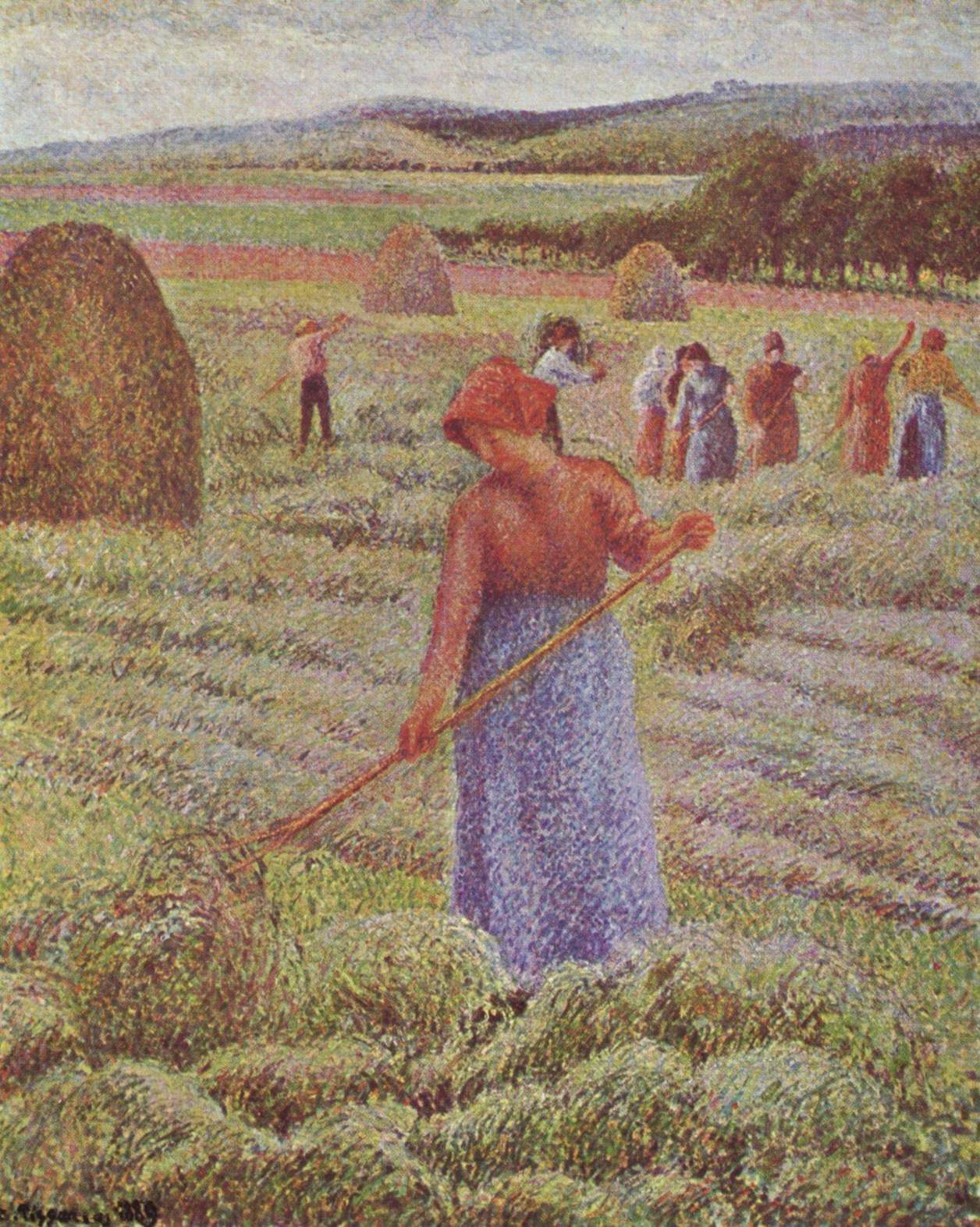
Pissarro, Cosecha del heno, Eragny-sur-Epte, 1889. Colección privada.
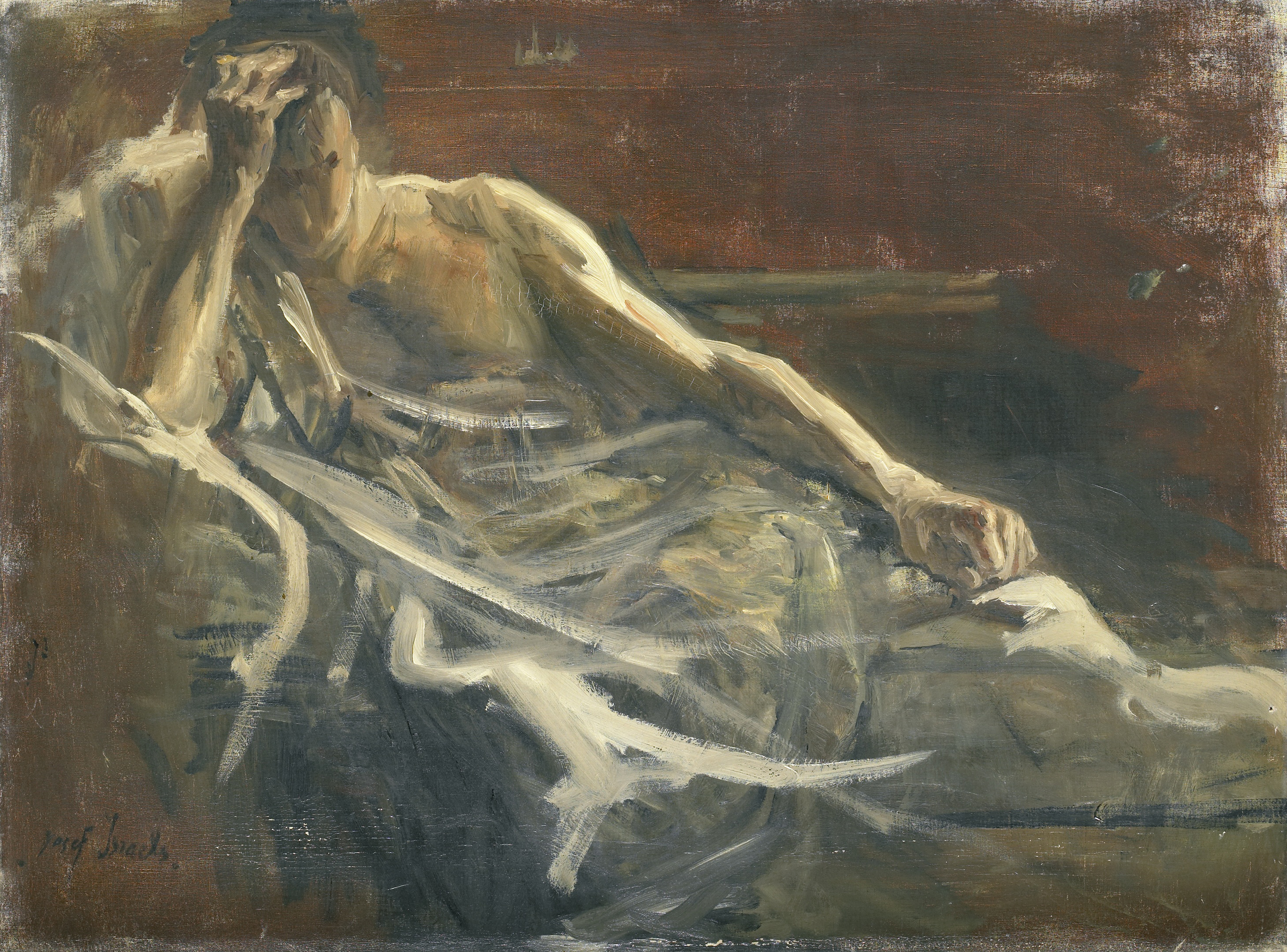
Israels, Estudio para Saúl, 1899.
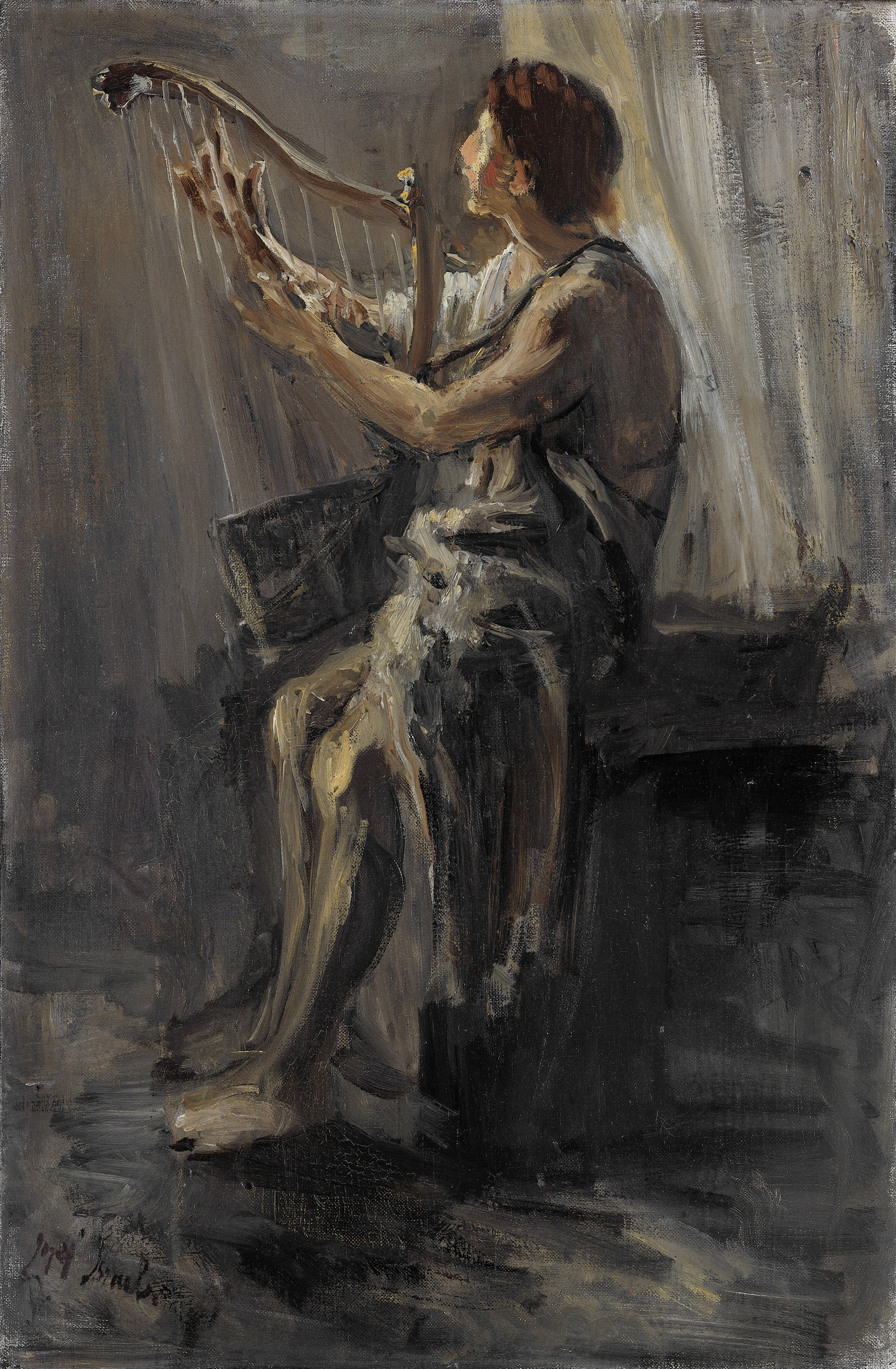
Israels, Estudio para David, 1899.
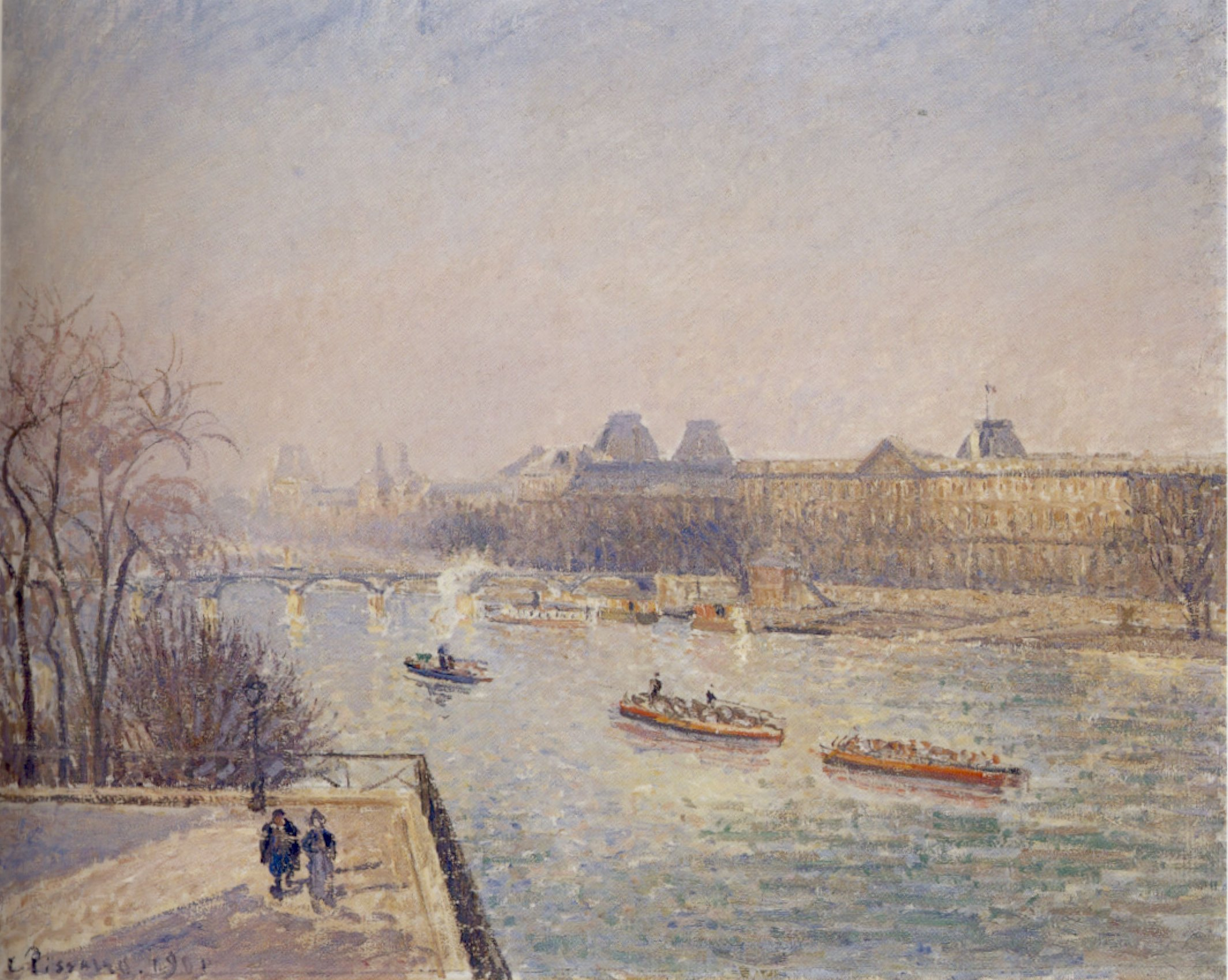
Pissarro, Mañana, sol invernal, 1901. Imagen con el Pont-Neuf, el río Sena y el Louvre, París. Academia de Artes, Honolulu.
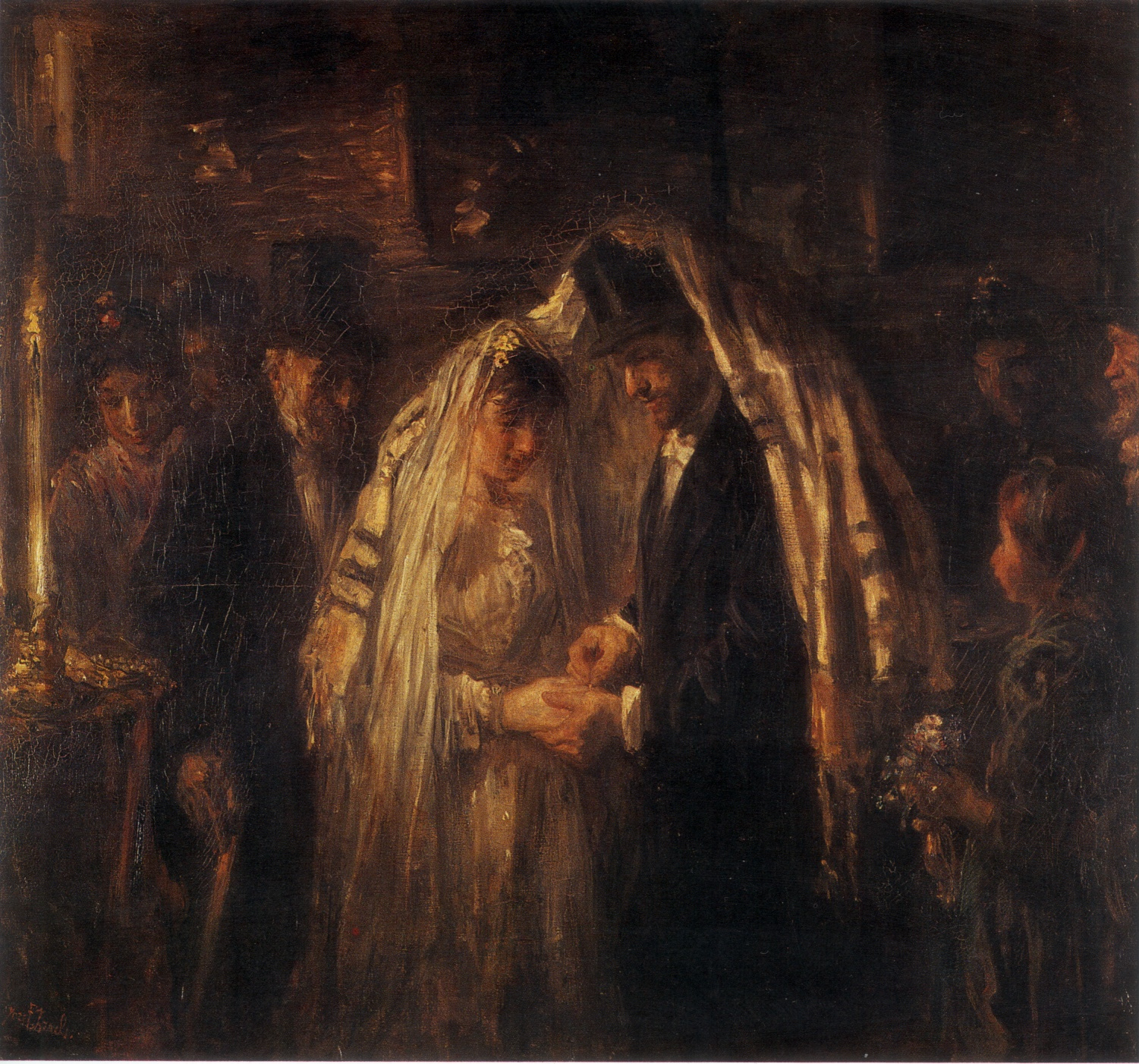
Israels, Una boda judía, 1903.
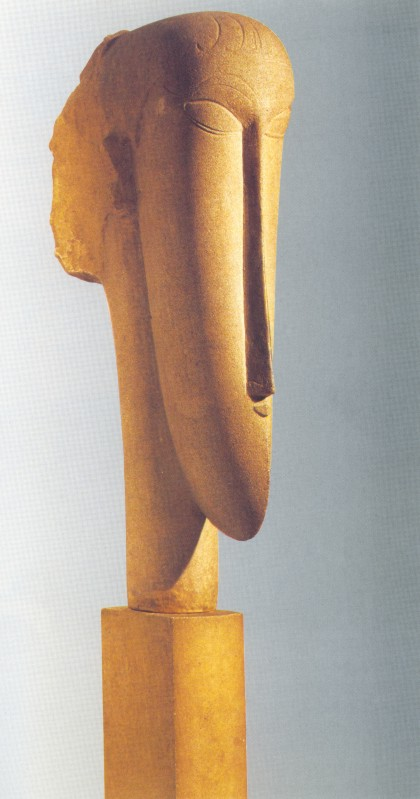
Amedeo Modigliani, Cabeza, 1911-1912.
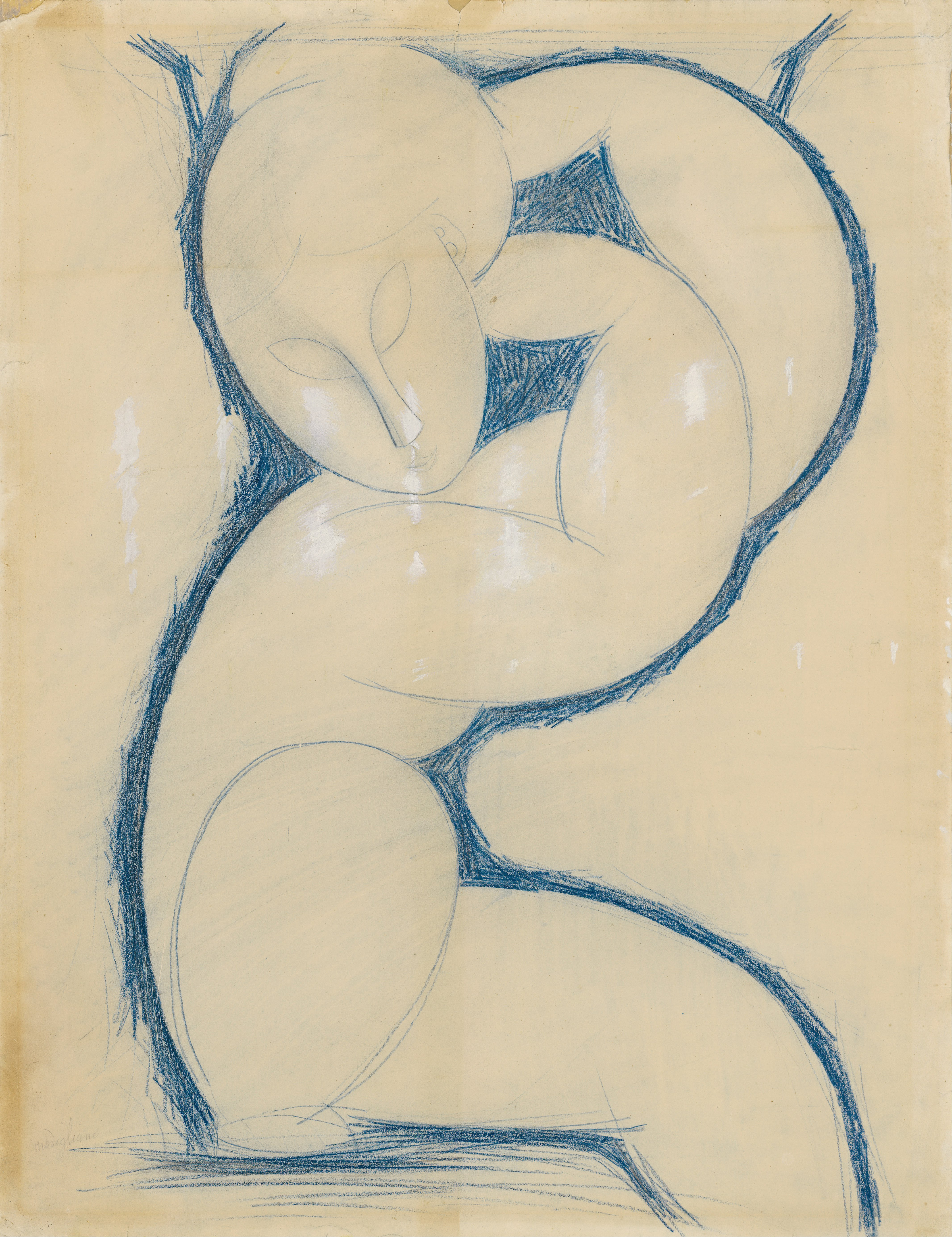
Modigliani, Cariátide, 1913-1915.
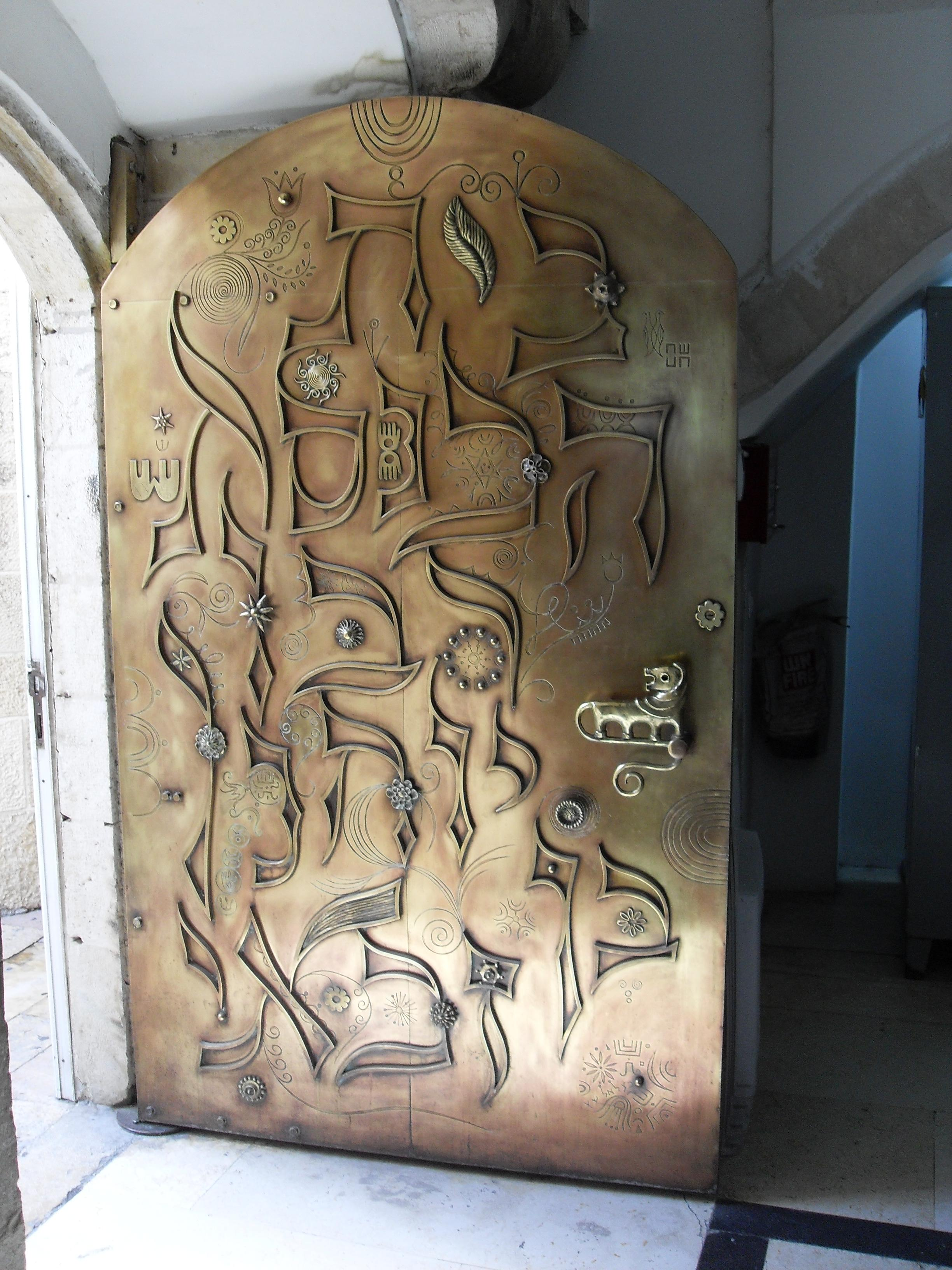
Inscripción hebrea y León de Judá en la puerta de la Sinagoga Yohanan Ben-Zakai, Jerusalén, c. 1970-85.

## Música
Véanse también "Música sefardita" y "Música sefaradí"
Hay tres tipos de canciones sefardíes: canciones de actualidad y entretenimiento, canciones romance y canciones ceremoniales o espirituales. Las letras pueden estar en varios idiomas, incluyendo el hebreo para canciones religiosas, y el ladino.
Las canciones que son cantadas por mujeres son tradicionalmente cantadas mientras se desempeñan tareas domésticas, sin acompañamiento o armonía. Las panderetas y otros instrumentos de percusión se usan a veces, especialmente en canciones de boda. El laúd y el qanun también se usan en algunas instrumentaciones de música sefardí, y los intérpretes más modernos incorporan innumerables otros instrumentos importados.

## Véase también

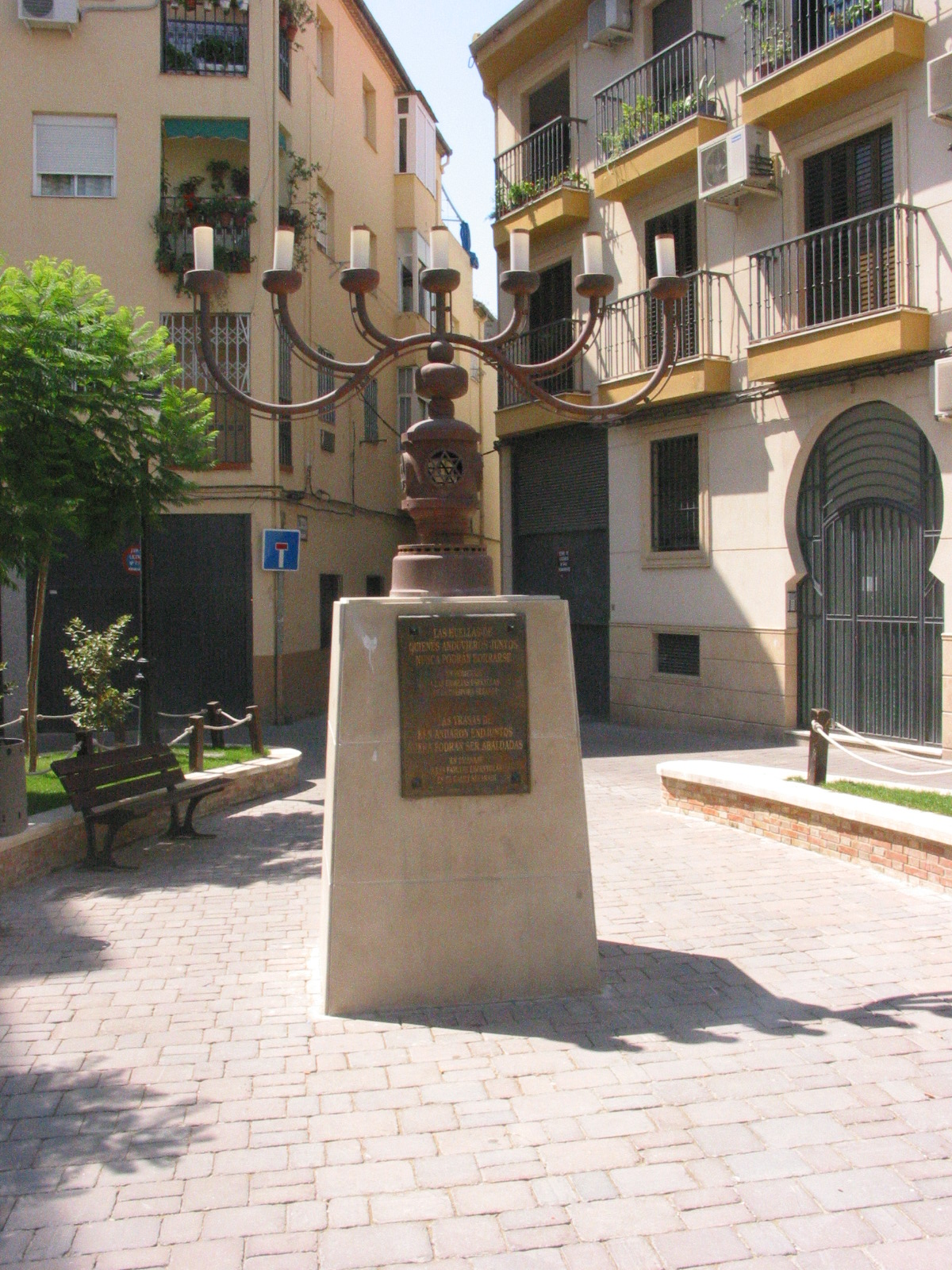
Menorá de la Plaza de los Huérfanos, Jaén, en homenaje a las familias de la diáspora sefardí.